# 東武鉄道
東武鉄道株式会社（とうぶてつどう、英: TOBU RAILWAY CO., LTD.）は、東京都墨田区押上に本社を置く日本の鉄道事業者。大手私鉄の一つであり、関東地方1都4県で12の鉄道路線を運営している。略称は東武（とうぶ）。鉄道のほか、バスなどの交通・流通・物流業・住宅・レジャーなど約80社からなる東武グループの中核企業である。日経平均株価の構成銘柄の一つ。

## 概要
「東武」の名称は武蔵国の東部に由来する。創立は1897年（明治30年）で、事業継続中の日本の大手私鉄の中では最も古い老舗企業である。また明治期に発足した日本の私鉄のうち、創立以来社名を一度も変更せずに存続しているのは東武鉄道と近江鉄道・島原鉄道の3社のみである。
東京都・埼玉県・千葉県・栃木県・群馬県の1都4県に、総営業キロ数463.3 kmに及ぶ鉄道路線を有する。2018年時点で、営業キロ数はJRを除く日本の鉄道では関東地方で最長、全国では近畿日本鉄道（近鉄）の501.1 kmに次いで第2位である。路線は、創業路線である伊勢崎線（東武スカイツリーライン）や日光線・野田線（東武アーバンパークライン）を主軸とした「本線」と、東上本線・越生線からなる「東上線」の2つの路線群に分けられる（1983年に熊谷線の廃止で独立線区が消滅して以降）。
東京証券取引所プライム市場上場。日経225（日経平均株価）の構成銘柄。（初代）根津嘉一郎が創業した旧根津財閥の中核企業であり、大手私鉄では京浜急行電鉄（京急電鉄）と共に、旧根津財閥、旧安田財閥などの系譜および旧・富士銀行（現・みずほ銀行）の融資系列からなる芙蓉グループを構成する企業の一つでもある。本社は東京都墨田区押上二丁目に所在（最寄駅は押上駅及びとうきょうスカイツリー駅）。

## 社紋・ロゴ
社紋は1897年（明治30年）の創立以来のものを使用しており、車輪を模した円に図案化した東武の「東」を加えて鉄道による奉仕の意思を表現している。
社紋に代わるロゴは時代によって様々なものが考案・使用されてきたが、グループ会社間で統一されていなかった。そのため東京スカイツリー建設による沿線地域の開発決定を機に、イメージの刷新を兼ねてグループ統一ロゴが制作されることになった。社内部門や協力会社との検討によって1,500種の案から選定された現在のロゴは2011年（平成23年）7月から使用を開始している。「T」を中心に四方に延びるラインには「高く伸びる東京スカイツリー」・「会社が周囲に提供する安全、安心、快適さ、期待感」・「地域ニーズの収集及び発信」という意味が込められている。またロゴの青色は「Future Blue」と命名され、東武グループの「信頼性」・「包括力」・「期待感」を表している。開発には凸版印刷のブランディング部門が関わった。

社紋
ロゴ
東武グループのロゴ

## 沿革

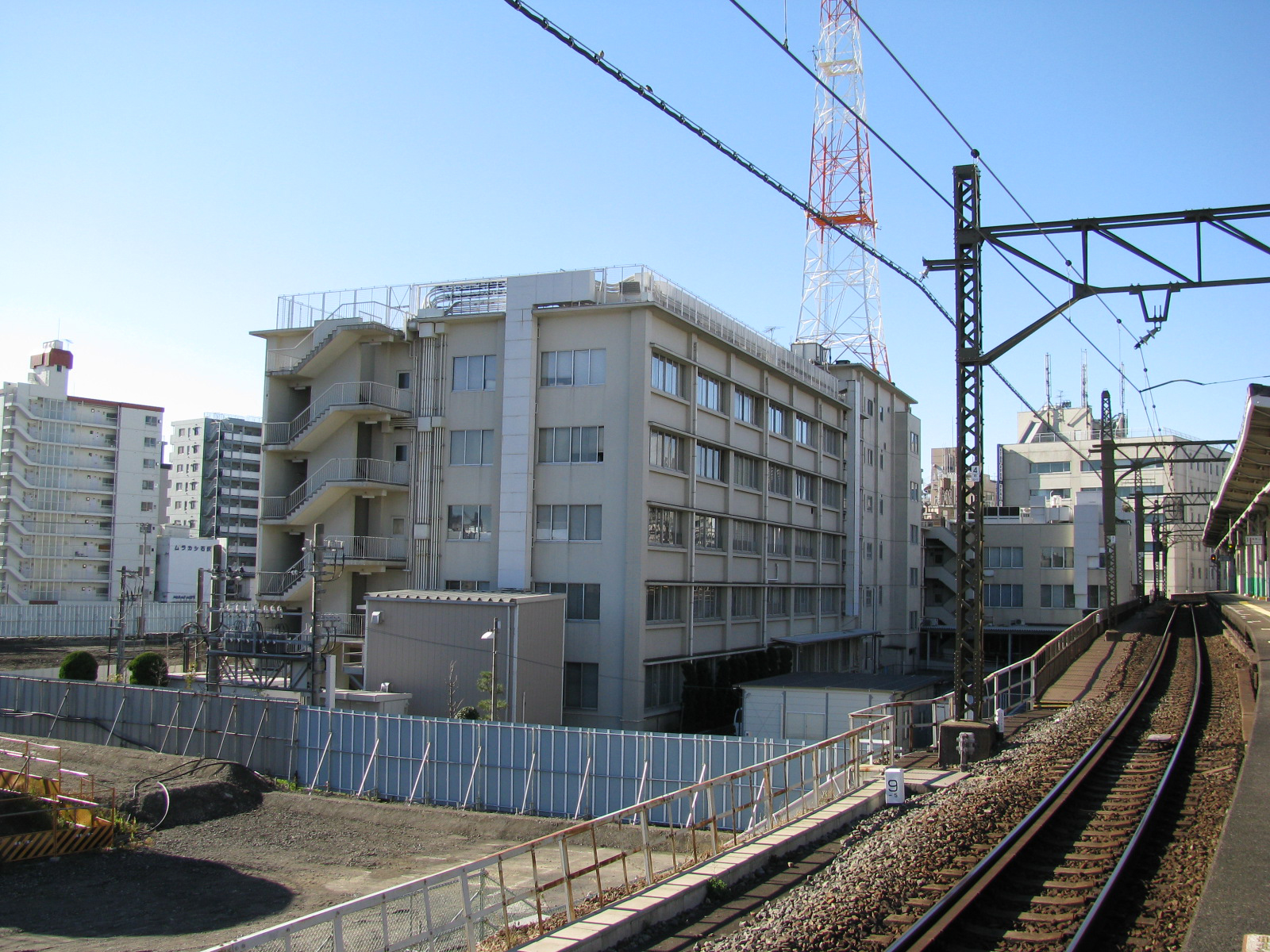
旧東武鉄道本社ビル（2008年1月1日）

### 創業から終戦まで
- 1895年（明治28年）4月6日：創立願い[15]。
- 1896年（明治29年）
  - 6月22日：仮免状下付[官報 1]。
  - 10月16日：創立総会開催。役員の選任（専務取締役・末延道成、取締役・今村清之助、南条新六郎、原六郎、渡辺洪基）[15][16]。
- 1897年（明治30年）
  - 9月3日：本免許状下付（北千住 - 足利間）[官報 2]。
  - 11月1日：企業創立（登記完了）。
- 1899年（明治32年）8月27日：初の路線で現在の伊勢崎線となる北千住駅 - 久喜駅間開業。
- 1905年（明治38年）：営業不振により、根津嘉一郎（初代）を初代東武鉄道社長に迎える。
- 1906年（明治39年）
  - 3月16日：帝国議会の衆議院で鉄道国有法案が可決され、東武鉄道が官設鉄道による買収対象となる。
  - 3月25日：貴族院での修正可決案で東武鉄道が買収対象から除外され、同法がこの内容で公布された結果、東武鉄道は存続。
- 1912年（明治45年）3月30日：現在の佐野線を運営していた佐野鉄道を合併。
- 1913年（大正2年）3月：現在の桐生線を運営していた太田軽便鉄道を合併。
- 1920年（大正9年）7月22日：現在の東上本線を運営していた東上鉄道と対等合併。存続会社は東武鉄道。
- 1923年（大正12年）9月1日：関東大震災により被災。
- 1927年（昭和2年）10月1日：後の伊香保軌道線（1956年廃止）を東京電燈から買収（9月26日許可）[官報 3]。
- 1929年（昭和4年）
  - 10月1日：日光線全通。日本全国に先駆けて、電車による100 km以上の長距離運転を実施。
  - 10月10日：臨時で日光特急運転開始。
- 1931年（昭和6年）
  - 5月25日：浅草雷門駅（現・浅草駅）に乗り入れ。根津の支援を受けて早川徳次が1927年に開業させていた東京地下鉄道（帝都高速度交通営団→東京地下鉄〈東京メトロ〉の前身）の銀座線と接続。
  - 8月11日：宇都宮線開業。
  - 11月1日：浅草駅の駅ビルに松屋入店。これは1920年（大正9年）11月1日に阪神急行電鉄（現・阪急電鉄）梅田駅に開店した白木屋、1928年（昭和3年）12月18日に池上電気鉄道（現・東急池上線）五反田駅の白木屋に続き、日本全国で3番目のターミナルデパートとなる。
  - 12月20日：震災復興などを理由に建設が遅れていた西板線のうち、西新井駅 - 大師前駅間が先行開業。その後、上板橋駅までの全線開業を断念し、同区間は大師線となる。
- 1933年（昭和8年）10月27日：傍系バス会社として毛武自動車（東武バスの前身）が設立される。
- 1934年（昭和9年）
  - 4月1日：川越地区で直営バス事業開始（東武バス#沿革を参照）。
  - 11月16日：昭和天皇が群馬県内を巡幸するにあたり足利市駅 - 太田駅 - 伊勢崎駅間でお召し列車が運行。機関車はC12、客車は12号御料車が使用された[17]。
- 1936年（昭和11年）9月8日：毛武自動車が東武自動車に社名変更。
- 1937年（昭和12年）1月10日：現在の小泉線を運営していた上州鉄道を合併（1月9日許可）[官報 4]。
- 1938年（昭和13年）
  - 4月17日：本社社屋が完成。
  - 8月：陸上交通事業調整法が施行。東武鉄道が北関東地域における統合主体となる。
- 1939年（昭和14年）6月1日：東武自動車が東武鉄道の直営バス事業を継承してバス事業を一元化。
- 1940年 (昭和15年)
  - 1月4日：根津嘉一郎（初代）逝去。同月20日の取締役会を経て、吉野伝治が第2代東武鉄道社長に就任。
  - 2月3日：吉野が就任後15日で死去。同月10日の取締役会で原邦造が取締役会長に就任するが、社長は一時空位となった[18]。同年4月に原が第3代東武鉄道社長に就任、翌年4月には会長兼務となった[19]。
- 1941年（昭和16年）6月25日：原が帝都高速度交通営団の初代総裁に就任することとなり、東武鉄道の会長兼社長を辞任、7月1日の取締役会を経て根津嘉一郎（2代目）が第4代東武鉄道社長に就任[20]。1994年（平成6年）6月まで社長職を続け、東京証券取引所上場企業の中では、史上最長期間（52年12か月）の社長職を務める。
- 1943年（昭和18年）
  - 5月1日：現在の鬼怒川線を運営していた下野電気鉄道を合併（4月30日許可）[官報 5]。
  - 7月1日：現在の越生線を運営していた越生鉄道を合併（6月10日許可）[官報 6]。
- 1944年（昭和19年）3月1日：現在の野田線を運営していた総武鉄道を合併。
- 1945年（昭和20年）
  - 3月10日：太平洋戦争下の東京大空襲により浅草地区を中心とした伊勢崎線沿線が被災。
  - 4月13日：城北大空襲により池袋地区を中心とした東上本線沿線が被災。東武堀之内駅（1951年に北池袋駅として復活）と金井窪駅が廃止。

### 戦後 - 1970年代
- 1946年（昭和21年）3月25日：敗戦後の日本を占領統治した連合国軍最高司令官総司令部（GHQ）の鉄道司令部（RTO）の指令により、啓志線全線が開通。連合軍専用列車を運行。
- 1947年（昭和22年）5月31日：後の日光軌道線を運営していた日光軌道、傍系のバス会社である東武自動車を合併。
- 1948年（昭和23年）8月6日：連合軍専用列車の一部を開放する形で日光・鬼怒川特急運転開始。「華厳」・「鬼怒」（現・「けごん」・「きぬ」）と命名。私鉄による特急列車運行は近鉄特急に続いて日本全国で2番目。
- 1949年（昭和24年）
  - 2月1日：特急が毎日運行になる。
  - 4月3日：東上本線寄居駅から秩父鉄道秩父本線への旅客列車乗り入れ開始。
  - 5月：東京証券取引所市場第一部に上場。
- 1950年（昭和25年）10月5日：日光普通索道線 (0.3 km) が開通。路線総延長が東武史上最長の591.6 kmを記録[21][22]。
- 1952年（昭和27年）4月：特急列車を自由定員制から座席指定制に変更。大谷軌道線全線廃止。
- 1953年  (昭和28年)7月1日：伊香保軌道線廃止。
- 1955年（昭和30年）7月2日：東武鉄道最初の夜行列車として不定期列車「日光山岳夜行」が運転。
- 1956年（昭和31年）：桐生線新大間々駅（現・赤城駅）から上毛電気鉄道上毛線に乗り入れる急行「じょうもう」運転開始（1963年まで）。
- 1957年（昭和32年）6月11日：東武鉄道の出資で赤城登山鉄道株式会社設立。
- 1959年（昭和34年）
  - 4月1日：東上線で蒸気機関車の運転を廃止。
  - 7月1日：矢板線廃止。
  - 7月22日：啓志線廃止。非電化での廃止。
- 1960年（昭和35年）10月：「デラックスロマンスカー（DRC）」と呼ばれた1720系が日光・鬼怒川特急で運行開始。日光観光を巡り、日本国有鉄道（国鉄）との熾烈な市場獲得競争を繰り広げる。
- 1962年（昭和37年）5月31日：伊勢崎線が帝都高速度交通営団（現・東京メトロ）日比谷線と相互直通運転開始。
- 1964年（昭和39年）6月15日：大谷軽便線廃止。
- 1966年（昭和41年）7月1日：本線で蒸気機関車の運転を廃止。
- 1967年（昭和42年）6月27日：踏切支障報知装置を設置。
- 1968年（昭和43年）
  - 2月25日：日光軌道線廃止により、軌道路線が全廃となる。
  - 4月1日：自動列車停止装置が一部使用開始。
  - 11月1日：東武鉄道初の賃貸マンション「竹の塚ステーションビル」が完成。
- 1969年（昭和44年）7月1日：電話交換機を全自動化。
- 1970年（昭和45年）4月1日：日光鋼索鉄道線廃止。
- 1971年（昭和46年）6月17日：東武鉄道初の分譲マンション「東武西新井サンライトマンション」が完成。
- 1972年（昭和47年）7月11日：伊勢崎線・東上線において冷房車の営業運転を開始[23]。
- 1973年（昭和48年）9月1日：本線全変電所において遠隔集中制御が開始。
- 1974年（昭和49年）7月2日：伊勢崎線北千住駅 - 竹ノ塚駅間複々線化。関東私鉄として初めての複々線となる。
- 1979年（昭和54年）1月8日：鉄道運賃改定を実施し、対キロ区間制を導入。

### 1980 - 1990年代
- 1981年（昭和56年）
  - 3月28日：東武動物公園が開園。
  - 4月29日：全ての乗合バスをワンマン運転化。
- 1983年（昭和58年）
  - 6月1日：熊谷線廃止。これにより非電化区間が消滅。
  - 7月21日：荷物電車の運転を廃止。
- 1985年（昭和60年）
  - 10月22日：東上本線所属車両が全車両冷房車となる[23]（有楽町線との直通運転開始後は、非冷房の営団車が乗り入れ）。
- 1986年（昭和61年）
  - 10月9日：鬼怒川線が野岩鉄道会津鬼怒川線と相互直通運転開始。
  - 10月21日：犬叶線（貨物線）廃止。
  - 12月27日：スノーパル23:50（現・23:55）の運転を開始。
  - 12月31日：東武鉄道のバス路線廃止により、群馬県館林市が当時日本で唯一「路線バスが存在しない市」となる[24]。
- 1987年（昭和62年）8月25日：東上本線和光市駅 - 志木駅間複々線化。帝都高速度交通営団有楽町線と相互直通運転開始。
- 1988年（昭和63年）
  - 5月18日：特定都市鉄道整備事業の導入に伴い、鉄道運賃改定を実施。初乗旅客運賃を大人100円とする。北千住駅 - 北越谷駅間に特別加算運賃（10円）を設定。
  - 6月1日：とーぶカードを発行開始。
- 1989年（平成元年）
  - 4月1日：消費税導入に伴う鉄道・バスの運賃改定を実施。
  - 5月20日：伊勢崎線東向島駅高架下に東武博物館が開館[25]。
- 1990年（平成2年）6月1日：100系が日光・鬼怒川特急で運行開始。「スペーシア」の愛称が与えられる（列車名は「スペーシアきぬ」「スペーシアけごん」）。
- 1991年（平成3年）11月20日：鉄道運賃改定を実施。初乗旅客運賃を大人110円とする。
- 1992年（平成4年）4月1日：東上本線の秩父鉄道秩父本線への定期旅客列車の乗り入れが廃止。
- 1993年（平成5年）
  - 4月24日：東武ワールドスクウェアが開園。
  - 10月16日：本線に新電力システムを使用開始。
- 1994年（平成6年）6月：根津嘉一郎 （2代目）が東武鉄道会長職に退き、内田隆滋が第5代東武鉄道社長に就任[報道 1]。
- 1995年（平成7年）
  - 8月11日：志木駅において初めて冷暖房付きホーム待合室を設置。
  - 9月1日：鉄道運賃改定を実施。初乗旅客運賃を大人130円とする。時差回数乗車券と土・休日割引回数乗車券発売開始。
  - 10月1日：自動券売機で普通・時差回数乗車券の発売開始。
- 1996年（平成8年）
  - 4月30日：東武本線の冷房率が100%となる[23]。
  - 8月1日：公式サイトを開設[報道 2]。
- 1997年（平成9年）
  - 3月25日：伊勢崎線北千住駅の大規模改良工事、草加駅 - 越谷駅間の連続立体交差化と複々線化が完成、日本の私鉄最長の複々線区間となる。
  - 4月1日：消費税率引き上げに伴い、鉄道運賃改定を実施。
  - 10月1日：会沢線（貨物線）廃止。
  - 12月28日：特定都市鉄道整備事業の期間満了に伴い、鉄道運賃改定を実施。初乗旅客運賃を大人140円とする。北千住駅 - 北越谷駅間に設定されていた特別加算運賃を廃止。
- 1998年（平成10年）10月30日：社史『東武鉄道百年史』を発行。
- 1999年（平成11年）6月：内田隆滋が社長職を辞職。根津嘉澄が第6代東武鉄道社長に就任。

### 2000年代
- 2000年（平成12年）
  - 6月29日：ストックオプション制度を導入。
  - 10月14日：共通乗車カード「パスネット」導入（東武鉄道の符丁はTB）。フェアスルーシステムを導入。
- 2001年（平成13年）
  - 4月1日：東上線運行管理システムを使用開始。
  - 11月20日：電子メールによる会員制情報サービス「102@Club」（いちまるにアットクラブ）開始[広報 1]。
- 2002年（平成14年）
  - 9月30日：バス事業本部を廃止。翌10月1日よりバス事業を資産管理会社の東武バス、運行会社の東武バスセントラル・東武バスウエスト・東武バスイースト・東武バス日光の4社に譲渡[広報 2]。
  - 11月1日：「会社創立105周年記念 特急・急行料金値下げキャンペーン」を11月30日まで実施[広報 3]。
- 2003年（平成15年）
  - 3月19日：伊勢崎線にて帝都高速度交通営団半蔵門線・東京急行電鉄田園都市線と相互直通運転開始。
  - 5月1日：全駅で終日禁煙を実施[広報 4]。
  - 6月1日：施設・設備の維持補修および保守業務を東武エンジニアリングに委託。
  - 8月1日：69駅における駅業務、構内営業等の業務を東武ステーションサービスに委託[広報 5]。
  - 9月30日：日本大手私鉄で唯一残存していた貨物営業を廃止（実質的な最終貨物列車はこの年の8月2日、北館林荷扱所 - 久喜駅間の石油輸送列車1往復）[26]。
- 2004年（平成16年）
  - 4月1日：南栗橋車両基地に工場棟が完成[広報 6]。保守業務を東武インターテックに全面委託[広報 6]。
  - 5月1日：団体割引の最少適用人員を引き下げ。特急料金の団体割引適用を開始。
  - 8月1日：新桐生駅において初めてパークアンドライドサービスを開始。
- 2005年（平成17年）
  - 3月20日：特定都市鉄道整備事業計画の期間満了に伴い、定期運賃のみ旅客運賃改定を実施。
  - 4月1日：名古屋鉄道の一部路線廃止により同社の路線総延長が東武鉄道を下回ったため、路線総延長がJR以外の私鉄第2位となる。
  - 9月29日：伊勢崎線竹ノ塚駅構内第37号踏切が自動化。これにより手動式踏切が消滅。
- 2006年（平成18年）
  - 3月18日：日光線と東日本旅客鉄道（JR東日本）宇都宮線（東北本線）と相互直通運転する特急「日光」「きぬがわ」「スペーシアきぬがわ」を新設。大手私鉄で唯一残存していた東武本線における有料の「急行」が「特急」に統合。「区間快速」を新設。半蔵門線直通列車の「通勤準急」を「急行」に、浅草駅および北千住駅発着の「準急」を「区間急行」に種別名を変更。
  - 4月24日：東武鉄道お客さまセンターを開設。
  - 11月1日：主要6駅に自動体外式除細動器（AED）を設置。
- 2007年（平成19年）
  - 3月18日：ICカード乗車券「PASMO」を導入[27]。同時にJR東日本などが発行するICカード乗車券Suicaと相互利用を開始[27]。通過連絡運輸（JR東日本 - 東武 - JR東日本）を全廃。（その後、連絡定期券に限り復活[28]）
  - 8月1日：遺失物検索システムを運用開始。
  - 10月1日：鉄道事業部門に管区制を導入。
- 2008年（平成20年）
  - 2月14日：遅延証明書を公式サイトでも発行するサービスを開始[29]。
  - 3月14日：自動改札機でのパスネット利用を終了。
  - 6月14日：東上本線が東京メトロ副都心線開業に伴い同線と相互直通運転開始。「特急」を廃止し、座席定員制ライナー列車「TJライナー」と「快速急行」を新設。
  - 7月14日：業平橋駅地平ホームの跡地に、東武鉄道・東武タワースカイツリー株式会社による電波塔「東京スカイツリー」を着工。
  - 9月29日：「102@Club」（いちまるにアットクラブ）終了。
  - 11月1日：会社創立111周年に際し、駅係員・乗務員の制服を一新。
  - 11月11日：「特急券チケットレスサービス」「運行情報メールサービス」開始。伊勢崎線・日光線系統の特急券が対象。販売窓口を経由せずに購入・乗車が可能になる[30][31]。
- 2009年（平成21年）
  - 1月1日：池袋西口駐車場を吸収合併。
  - 9月15日：本線の電気指令が北春日部に移転。
  - 9月18日：新本社ビル「東武館」竣工。
  - 10月1日：本線の運転指令・営業指令が北春日部に移転。
  - 11月1日：本社事務所を東京都墨田区押上一丁目1番2号から同区押上二丁目18番12号に移転[2]。
  - 11月20日：野田線運行管理システムを使用開始。

### 2010年代以降
- 2010年（平成22年）
  - 3月24日：全線の踏切に踏切支障報知装置を設置。
- 2011年（平成23年）
  - 3月11日：東日本大震災により被災。全線が不通になるも、翌12日中に運行再開。東京メトロ日比谷線・有楽町線・半蔵門線との相互直通運転も中止されたが、それぞれ3月26日・4月1日・4月2日に再開。
  - 7月：CIロゴを使用開始[32]。ただし、従来から使用されている円形の社紋も残る[33]（社紋・ロゴを参照）。
- 2012年（平成24年）
  - 3月17日：伊勢崎線浅草駅・押上駅 - 東武動物公園駅間の路線愛称名「東武スカイツリーライン」使用開始。全線全駅に駅ナンバリングを導入。
  - 5月22日：東京スカイツリーをはじめとした東京スカイツリータウンが開業。前年制定したCIロゴの自社車両（主に特急スペーシア・9000系電車・10000系電車・20000系電車・30000系電車）への使用が本格化する[注釈 5]。
  - 10月17日：佐野線葛生駅南側の貨物ヤード跡地で、東武鉄道・東武エネルギーマネジメントによる大規模太陽光発電（メガソーラー）事業を2013年夏に開始すると発表[広報 7]。
- 2013年（平成25年）
  - 3月16日：東上本線が、東急東横線の渋谷駅 - 代官山駅間の地下化工事の完成により東京メトロ副都心線を介して東急東横線・横浜高速鉄道みなとみらい線との相互直通運転を開始。
  - 3月23日：Kitaca・manaca・TOICA・ICOCA・PiTaPa・nimoca・はやかけん・SUGOCAが交通系ICカード全国相互利用サービス開始により利用可能になる。
  - 6月15日：野田線に60000系電車を導入[広報 8][広報 9]。
- 2014年（平成26年）4月1日：野田線の路線愛称名「東武アーバンパークライン」使用開始[広報 10]。消費税率引き上げに伴い、旅客運賃改定。切符購入時の初乗旅客運賃を大人150円、ICカード利用時の初乗旅客運賃を大人144円とする。
- 2015年（平成27年）
  - 1月31日：東上本線の川越市駅 - 小川町間に自動列車制御装置（ATC）を導入[広報 11]。
  - 6月13日：東上本線の和光市駅 - 川越市駅間にATCを導入[34]。
  - 7月1日：東上業務部を廃止[35]。
  - 9月26日：東上本線の池袋駅 - 和光市駅間にATCを導入[34]。池袋駅 - 小川町駅間にATC導入完了。
- 2016年（平成28年）
  - 3月26日：
    - 地下鉄副都心線・東急東横線・みなとみらい線直通列車を東上本線内で急行として運転開始。東上本線・副都心線内急行、東急東横線・みなとみらい線内特急として運転される列車の愛称を「Fライナー」とする。
    - 野田線（東武アーバンパークライン）で急行を運転開始。
- 2017年（平成29年）
  - 4月21日：伊勢崎線・日光線・鬼怒川線・野田線特急で500系「リバティ」運行開始[36]（列車名称：「アーバンパークライナー」・「スカイツリーライナー」・「リバティ会津」「リバティけごん」・「リバティきぬ」・「リバティりょうもう」）。浅草駅発着の「快速」と「区間快速」を廃止し、南栗橋発着の「急行」と「区間急行」に種別名を変更。
  - 8月10日：鬼怒川線で「SL大樹」運行開始。
- 2019年（平成31年、令和元年）
  - 2月12日：東上本線でラッピング車両「池袋・川越アートトレイン」を運行開始[広報 12][37]。
  - 3月16日：東上本線で「川越特急」運行開始[広報 12][37]。これに合わせ、川越駅、川越市駅において、特別発車メロディーを追加。
  - 10月1日：消費税率引き上げに伴い、旅客運賃改定。切符購入時の初乗旅客運賃を大人150円、ICカード利用時の初乗旅客運賃を大人147円とする。
- 2020年（令和2年）
  - 4月25日：新型コロナウイルス感染症の流行状況から、一部の特急を6月5日まで運休[報道 3][広報 13]。
  - 6月6日：伊勢崎線に座席定員制ライナー列車「THライナー」を新設[広報 14]。
  - 11月1日：東武グループ共通の新たなポイントプログラム「TOBU POINT」を導入[38][39]。
  - 11月：東武鉄道が創立123周年を迎え、SL事業の転換期を迎えることと、さらなる飛躍を車両番号で表現することを意味して「C11 123」と命名。
- 2021年（令和3年）
  - 8月2日：企業向けの有料手回り品料金制度を導入[40]。
  - 9月30日：普通回数券の販売を終了[41]。
  - 10月1日：（モバイル）PASMOとTOBU POINTアプリの組み合わせによる普通運賃のポイント還元制度「トブポマイル」を開始[41]。
  - 10月17日：「DL大樹展望車お披露目ツアー」で運行を開始。
  - 11月4日：「DL大樹展望車」運行開始。
  - 12月24日：蒸気機関車C11 123の復元が完了し、組み上がった車体のお披露目と火入れ式が執り行われる[42]。
- 2023年（令和5年）
  - 3月18日：東上本線が、東京メトロ副都心線を介して東急東横線・東急新横浜線経由で相鉄線との相互直通運転開始。鉄道駅バリアフリー料金制度の導入に伴い、旅客運賃に上乗せして鉄道駅バリアフリー料金の収受を開始し、切符購入時の初乗旅客運賃・料金の合計額を大人160円、ICカード利用時の初乗旅客運賃・料金の合計額を大人157円とする[43]。
  - 6月23日：根津嘉澄が東武鉄道会長職に退き、都筑豊が第7代東武鉄道社長に就任[44][45]。
  - 7月15日：N100系「スペーシアX」が日光・鬼怒川特急で運行開始[報道 4]。
- 2025年（令和7年）
  - 3月8日：野田線に80000系電車を導入[報道 5]。

## 歴代社長
| 代 | 氏名               | 就任日        | 退任日        | 備考               |
| -- | ------------------ | ------------- | ------------- | ------------------ |
| 1  | 根津嘉一郎 (初代)  | 1905年11月1日 | 1940年1月4日  | 本人死去に伴う退任 |
| 2  | 吉野伝治           | 1940年1月20日 | 1940年2月3日  | 本人死去に伴う退任 |
| 3  | 原邦造             | 1940年4月     | 1941年6月25日 | 会長兼務           |
| 4  | 根津嘉一郎 (2代目) | 1941年7月1日  | 1994年6月     | 2002年死去         |
| 5  | 内田隆滋           | 1994年6月     | 1999年6月     | 2016年死去         |
| 6  | 根津嘉澄           | 1999年6月     | 2023年6月     |                    |
| 7  | 都筑豊             | 2023年6月     |               |                    |

## 路線

路線図

現在の東武鉄道の路線は、大きく本線（伊勢崎線〈東武スカイツリーライン〉・日光線・野田線〈東武アーバンパークライン〉ほか）と東上線（東上本線・越生線）とに二分出来る。なお、両線の間は自社線では結ばれていないが、車両の転属および東上線車両の南栗橋工場入出場は、秩父鉄道秩父本線のうち寄居駅 - 羽生駅間を利用して行われており、同区間を回送する際は、秩父鉄道所属の電気機関車が先頭に連結される。
沿革で記載のように、東上鉄道（東上本線）を合併したほか、第二次世界大戦中の陸上交通事業調整法により、総武鉄道（野田線）や下野電気鉄道（鬼怒川線）など周辺の小規模な鉄道会社をいくつか合併した経緯がある。
東上鉄道との合併は、東武鉄道の歴史上唯一の対等合併であり、社内外の調整が難航した。結果的に東武本社とは別に東京・西池袋に東上線を管轄する東上業務部が2015年まで設置され、現在も本線とは列車種別や運行体制が異なるなど、独立色が強くなっている。
前述周辺私鉄を合併した戦後の最盛期には総延長591.6 kmもの路線を有していた。その後、ローカル線の廃止を早く進めたこともあって、JRを除く日本の私鉄1位の路線網を擁する近畿日本鉄道（近鉄）と2位の名古屋鉄道（名鉄）に次ぐ第3位という状況が長く続いたが、1990年代後半より名鉄でローカル線の廃止が相次ぎ、2005年4月1日に名鉄と東武で順位が入れ替わり、近鉄に次いで2位となった。1997年に会沢線を廃止して以降の保有路線総延長は463.3 kmで、近鉄・名鉄と同様に400 km以上の路線網を擁する日本の大手私鉄の一つとなっている。また、線増扱いの伊勢崎線押上駅 - 曳舟駅間を除くと、1950年代以降は新規路線の開通・延伸が無く、関東地方の大手私鉄で唯一平成期に新線が開業しなかった事業者でもある。
1984年まで多くの貨物列車がほぼ全線にわたって運行され、貨物駅も起点側都内の業平橋駅（現・とうきょうスカイツリー駅）や千住駅（現在の牛田駅 - 北千住駅間にあった千住分岐点からの分岐先に所在）を始め各地に存在し、北千住駅・久喜駅・伊勢崎駅などで貨物の連絡運輸が行われていた。その後は大幅に縮小しながらも大手私鉄では最後まで貨物列車が運行されていたが、末期の貨物列車運行区間であった伊勢崎線北部・佐野線でも、2003年9月30日限りで貨物営業が廃止された（貨物列車の運行自体は廃止日以前に終了している）。
施設面では、明治時代・大正時代に蒸気機関車牽引列車主体で営業を開始した路線が多く、いわゆる「国鉄式」のホーム配置など、旧国鉄と共通する駅構造を持った駅が多かった。これらの構造は、1980年代以降の高架化や複々線化など近代化の過程でほとんどが姿を消したが、現在でも春日部駅や伊勢崎線北部、日光線などにその構造が残っている駅がある。また、旅客営業規則についても、1997年3月24日まで本線系統の有料特急・急行列車に定期乗車券では利用できないなど、国鉄の規定にほぼ準じていた。これらの施設面や営業規則から、一部では「ミニ国鉄」と揶揄されたこともある。
東武の鉄道路線のトンネルは、押上駅付近の地下線の入口を除けば、日光線の明神駅 - 下今市駅間の十国坂トンネル1箇所のみで、それも全長40 mと非常に短い。これは、大手私鉄ではトンネル区間のない西日本鉄道に次ぐ少なさ・短さである。

東武鉄道（青）の営業キロ推移

以下で左端のマーク（英字）は駅ナンバリングで使われる記号

### 本線
- 伊勢崎線：浅草駅 - 伊勢崎駅 114.5 km 駅数54
押上駅 - 曳舟駅間は、とうきょうスカイツリー駅 - 曳舟駅間の線増（複々線のうちの2線）扱い。
浅草駅 - 東武動物公園駅間および押上駅 - 曳舟駅間には、「東武スカイツリーライン」の愛称がある。
  -  亀戸線：曳舟駅 - 亀戸駅 3.4 km 駅数5
  -  大師線：西新井駅 - 大師前駅 1.0 km 駅数2
  -  佐野線：館林駅 - 葛生駅 22.1 km 駅数10
  -  桐生線：太田駅 - 赤城駅 20.3 km 駅数8
  -  小泉線：館林駅 - 西小泉駅・太田駅 - 東小泉駅 18.4 km 駅数7
- 日光線：東武動物公園駅 - 東武日光駅 94.5 km 駅数25
  -  宇都宮線：新栃木駅 - 東武宇都宮駅 24.3 km 駅数10
  -  鬼怒川線：下今市駅 - 新藤原駅 16.2 km 駅数9 （鬼怒立岩信号場を含む）
- 野田線：大宮駅 - 船橋駅 62.7 km 駅数35
「東武アーバンパークライン」の愛称がある。

### 東上線
- 東上本線：池袋駅 - 寄居駅 75.0 km 駅数39 （嵐山信号場を含む）
  -  越生線：坂戸駅 - 越生駅 10.9 km 駅数7

### 廃止路線（全線廃止となった線のみ）

#### 旅客線
- 伊香保軌道線
  - 高崎線：高崎駅前駅 - 渋川新町駅 20.9 km … 1953年7月1日廃止。
  - 前橋線：前橋駅前駅 - 渋川駅前駅 14.5 km … 1954年3月1日廃止。
  - 伊香保線：渋川駅前駅 - 伊香保駅 12.6 km … 1956年12月29日廃止。
- 啓志線：上板橋駅 - グラントハイツ駅（旧啓志） … 1959年7月22日廃止。非電化。
- 矢板線：新高徳駅 - 矢板駅 23.5 km … 1959年7月1日廃止。非電化。
- 日光軌道線：日光駅前 - 馬返駅 10.6 km … 1968年2月25日廃止。
- 日光鋼索鉄道線：馬返駅 - 明智平駅 1.2 km … 1970年4月1日廃止。
- 熊谷線：熊谷駅 - 妻沼駅 10.1 km … 1983年6月1日廃止。非電化。東武最後の気動車運行路線。

#### 貨物線
- 借宿線：野州山辺駅 - 中川分岐 - 借宿駅 1.3 km、中川分岐 - 只上駅 … 1935年7月7日廃止[官報 7]。非電化。
- 戸奈良線：田沼駅 - 戸奈良駅、田沼駅 - 戸室駅 … 1939年4月5日廃止。非電化。
- 大谷線：
  - 鶴田駅 - 新鶴田駅 1.0 km … 1952年9月1日廃止。非電化。
  - 西川田駅 - 新鶴田駅 - 荒針駅 - 立岩駅 11.1 km … 1964年6月16日廃止。非電化。
  - 大谷軌道線 26.6 km … 1952年3月31日全線廃止。非電化。
- 大利根砂利線：羽生駅 - 利根川右岸駅 … 1962年9月廃止。非電化?
- 東武和泉砂利線：東武和泉駅 - 渡良瀬右岸駅 … 1967年3月23日廃止。
- 根古屋線：小川町駅 - 根古屋駅 4.3 km … 1967年4月1日廃止。非電化。
- 徳川河岸線：木崎駅 - 徳川河岸駅（平塚河岸駅） 3.2 km - 1968年6月10日廃止。
- 仙石河岸線：西小泉駅 - 仙石河岸駅 3.0 km … 1976年10月1日廃止。
- 小倉川砂利線：壬生駅 - 小倉川採取場駅 … 1984年2月1日廃止。
- 大叶線：上白石駅 - 大叶駅 1.6 km … 1986年10月21日廃止。
- 千住線：千住分岐点（旧・中千住駅） - 千住駅 0.6 km … 1987年5月1日廃止。
- 柳原線：柳原信号所（野州大塚駅 - 壬生駅間に存在） - 柳原採取場駅 … 1989年11月28日廃止。
- 会沢線：葛生駅 - 上白石駅 - 第三会沢駅 4.6 km … 1997年10月1日全線廃止。

### 未成線
- 西板線：大師前駅 - 鹿浜駅 - 上板橋駅 10.4 km … 1932年7月26日鹿浜駅 - 上板橋駅間 7.2 km、1937年6月23日大師前駅 - 鹿浜駅間 3.2 km免許失効[52]。
- 伊勢崎線：伊勢崎駅 - 荒牧駅 18.2 km … 1935年12月13日免許失効[52]。
- 佐野線：田沼駅 - 家中駅 17.1 km … 1924年5月7日免許失効[52]。日光線杉戸駅（現・東武動物公園駅） - 家中駅間の免許取得で不要に。
- 熊谷線：妻沼駅 - 新小泉駅 3.7 km … 1974年9月7日免許失効[52]。
- 東上本線：寄居駅 - 東武高崎駅 30.1 km … 1924年5月7日免許失効[52]。
- 渋川線：（東武）高崎駅 - 渋川駅 20.1 km … 東上鉄道時代の1920年6月3日免許失効[52]。
- 高島平線：和光市駅 - 西高島平駅 3.1 km … 1972年12月21日免許失効[52]。

## 優等列車

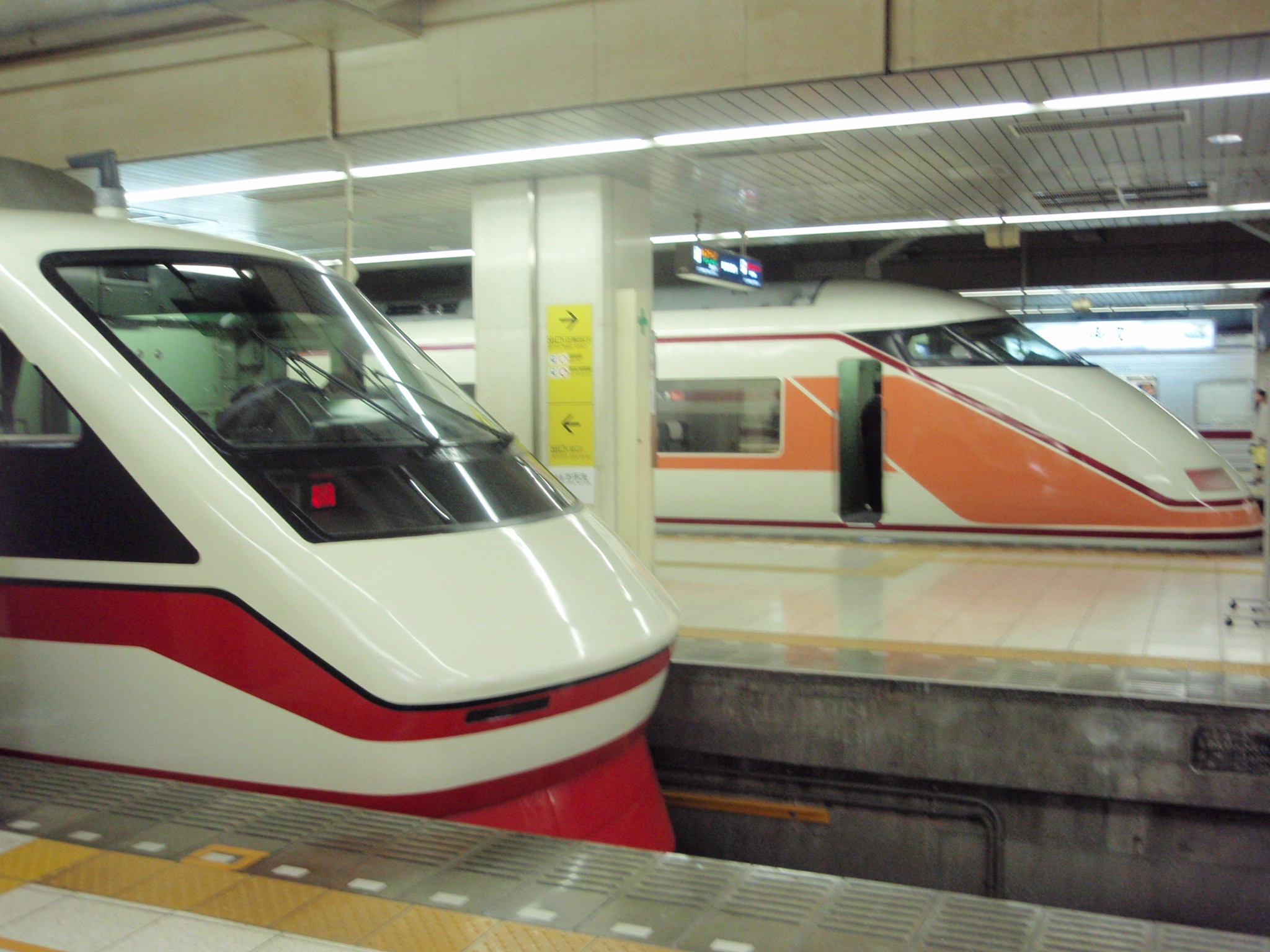
浅草駅に停車中の「スペーシア」（奥）と「りょうもう」（手前）

東武鉄道では、古くから日光線・鬼怒川線系統では「観光列車」として、伊勢崎線系統では「ビジネス列車」として、特急・急行などの優等列車を走らせていた。「特急料金」だけでなく「急行料金」が存在した。
「特急」については、本線では有料列車なのに対し、東上線では料金不要の速達列車（JRでいう「快速列車」の一種で、「特別快速」に相当）となっていたが、2008年6月14日のダイヤ改正時に東上線特急は廃止され、代わりに「快速急行」が新設された。
「急行」については、本線では、2006年3月18日のダイヤ改正時に従来「急行」として運行されていた列車が「特急」に統合され、急行は他の大手私鉄や東上線と同様の料金不要種別となった。従来から運転されていた「快速」の種別名称は変更されなかったため、当ダイヤ改正以降、快速は急行の上位種別となった。2013年3月16日のダイヤ改正時に東上線にも「快速」が新設されたが、本線と同様、快速は急行の上位種別となった。
2017年4月21日のダイヤ改正より、東武鉄道では26年ぶりの新型特急車両「リバティ」による特急が運行されることとなった。このうち「アーバンパークライナー」は本線と野田線を直通して運行されたが、2024年3月16日のダイヤ改正で春日部駅立体交差事業に伴い運転が取りやめられている。
2024年3月16日のダイヤ改正時点で、下記の有料優等列車を運行している。

### 本線
- 日光線・鬼怒川線系統・野岩鉄道・会津鉄道直通系統
  - 特急「けごん」・「リバティけごん」（浅草駅 - 新栃木・東武日光駅）
  - 特急 「きぬ」・「リバティきぬ」（浅草駅 - 鬼怒川温泉駅・新藤原駅）
  - 特急「リバティ会津」（浅草駅 - 会津田島駅）
  - 特急「スペーシアX」(浅草駅 - 東武日光駅・鬼怒川温泉駅)
- 伊勢崎線・桐生線・佐野線系統
  - 特急 「りょうもう」・「リバティりょうもう」（浅草駅 - 館林駅・太田駅・赤城駅・葛生駅・伊勢崎駅）
- 伊勢崎線・野田線近距離列車
  - 特急「スカイツリーライナー」（浅草駅 - 春日部駅）
- 伊勢崎線・日比谷線直通系統
  - 「THライナー」（恵比寿駅・霞ケ関駅 - 久喜駅）

これらの列車に乗車する際は原則として特急券または座席指定券が必要であるが、下り「スカイツリーライナー」のせんげん台駅 → 春日部駅間は特急券が不要となる。また、「リバティきぬ」と「リバティ会津」の鬼怒川温泉駅 - 会津田島駅間の相互利用に限り、座席の指定を受けない場合は特急券が不要となる。
上り列車に限り、とうきょうスカイツリー駅から浅草駅まで全列車で特急券が不要となるサービスがあったが、2023年3月18日の特急料金改定に合わせて廃止された。
東京メトロ日比谷線に直通する「THライナー」は特急ではないが、座席指定券が必要であり、東武線内のみの乗車は出来ない。

#### 臨時夜行列車
- 「尾瀬夜行」（臨時、夏期運行、日光線・鬼怒川線系統夜行列車）
- 「スノーパル」（臨時、冬期運行、日光線・鬼怒川線系統夜行列車）

年末年始の終夜運転を除けば、JR以外では珍しい定期的に運行されている夜行列車である。東武トップツアーズが催行するツアーとしての運行で、事実上団体専用列車である。

#### JR東日本との相互直通運転列車
2006年3月18日のダイヤ改正より、日光線とJR宇都宮線の接続駅である栗橋駅に連絡線を設け、東日本旅客鉄道（JR東日本）新宿駅 - 東武日光駅・鬼怒川温泉駅間を結ぶ下記の特急列車の直通運転が行われている。
- 特急「スペーシアきぬがわ」（新宿駅 - 鬼怒川温泉駅、100系使用、臨時列車のみ）
- 特急「スペーシア日光」（新宿駅 - 東武日光駅、100系使用）
- 特急「日光」（新宿駅 - 東武日光駅、JR東日本253系使用、臨時列車のみ）
- 特急「きぬがわ」（新宿駅 - 鬼怒川温泉駅、JR東日本253系使用）

新宿駅からの経路はJR山手貨物線 - 宇都宮線（東北本線） - 栗橋駅（運転停車） - 東武日光線・鬼怒川線である。なお、池袋駅で東上本線、大宮駅で野田線と接続することから、時刻表・発車案内・停車駅案内図において、JRの駅名を「JR池袋」など頭に「JR」を冠して案内している。
JR東日本線内で事故などの運転トラブルが生じた場合は、南栗橋駅止まり・栃木駅始発等の措置がとられる。また、2006年の運転開始当初のJR側の充当車両は485系および189系「彩野」で、485系が定期検査で使用できない際は第1予備の東武100系または第2予備の189系「彩野」が代走していた。2011年のJR東日本253系1000番台投入後は、253系が2編成あるため、第1予備を253系、第2予備を東武100系としている。

#### 臨時SL・DL列車
日光線および鬼怒川線では、蒸気機関車 (SL) またはディーゼル機関車 (DL) の牽引による下記の臨時列車が運行されている。
- 「SL大樹」・「DL大樹」（下今市駅 - 鬼怒川温泉駅）
- 「SL大樹ふたら」（東武日光駅 - 下今市駅・鬼怒川温泉駅）

### 東上本線
東上本線では座席定員制ライナー列車として下記の列車が運行されている。
- 「TJライナー」（東上線系統。上りは平日朝のみ[54][55]）

上り列車は降車駅が池袋駅に限られる。下り列車のふじみ野駅 - 小川町駅間は座席指定券が不要となる。

### 過去に存在した主な有料優等列車
本線
- 快速急行「だいや」（一部ビジネスライナー）→急行「きりふり」→特急「きりふり」（浅草駅 - 東武日光駅など）廃止日：2022年3月12日
- 快速急行「しもつけ」→快速急行「ビジネスライナーしもつけ」→急行「しもつけ」→特急「しもつけ」（浅草駅 - 東武宇都宮駅）廃止日：2020年6月6日（ただし、新型コロナウイルス感染拡大防止のための特急減便により、同年4月25日から運休となり、4月24日が事実上の最終運行日となった。）
- 快速急行「おじか」→急行「ゆのさと」（浅草駅 - 新藤原駅）廃止日：2006年3月18日（臨時化のうえ特急に格上げ）
- 快速急行「おじか」→急行「南会津」（浅草駅 - 会津田島駅）廃止日：2005年3月1日
- 急行「（ビジネスライナー）りょうもう」（浅草駅 - 太田駅・赤城駅・伊勢崎駅・葛生駅）廃止日：1999年3月16日（特急に格上げ）
- 特急「アーバンパークライナー」（浅草駅 - 春日部駅 - 大宮駅・柏駅）（2024年3月16日より、春日部駅立体交差事業に伴い運転休止）

東上線
- 特急「フライング東上」（池袋駅 - 寄居駅）廃止年：1962年11月（急行に格下げ→1967年12月16日に廃止）

### 料金不要の優等列車
以下に本線と東上本線で採用されている料金不要の優等種別名を記す。前述の通り、東武鉄道は本線と東上本線で運行系統が大きく異なっており、料金不要の優等列車で採用されている種別名も異なる。同一種別でも運行時間帯・運転間隔などが異なる。
本線
- 急行
- 区間急行
- 準急
- 区間準急

2006年3月18日のダイヤ改正で種別名が変更され、急行と準急は半蔵門線直通列車に、区間急行と区間準急は浅草または北千住駅を発着する無料優等列車に割り当てられた。
2017年4月21日のダイヤ改正で快速と区間快速の運転区間を浅草発着から南栗橋発着に短縮した上で、急行と区間急行に種別名を変更した。急行と区間急行は南栗橋駅を境に運用が分断され、同駅を直通する一般列車の運用は存在しない。2022年3月12日のダイヤ改正で南栗橋以北の区間急行は廃止された。
東上本線
- 川越特急
- 快速急行
- 急行
- 準急

2016年3月26日のダイヤ改正で東上本線と副都心線内で急行、東急東横線とみなとみらい線で特急となる列車にはFライナーの愛称が付与された。このダイヤ改正で平日朝ラッシュ時の上り線に設定されていた通勤急行は全て準急に置き換えられて廃止された。
2019年3月16日のダイヤ改正で川越特急が新設され、全列車が50090型のクロスシートで運転される。2023年3月18日のダイヤ改正で快速が廃止され、Fライナーは東上本線内の種別を快速急行に変更。停車駅の変更も併せて行われた。
詳しくは各路線の項目を参照のこと。

## 車両
1899年（明治32年）8月27日の北千住駅 - 久喜駅間開業時にイギリスのベイヤー・ピーコック製蒸気機関車を導入した。1910年（明治43年）7月13日には、新伊勢崎駅 - 伊勢崎駅間が開通して、伊勢崎線浅草駅（現・とうきょうスカイツリー駅） - 伊勢崎駅間が全通し国有鉄道両毛線と連絡する。 浅草駅 - 伊勢崎駅間や佐野線館林駅 - 葛生駅間の直通運転に備えて山陽鉄道から譲受した国有化された5900形と同形のボールドウィン製D1形を増備した。1922年（大正元年）には第一次世界大戦後の好況期を迎え、機関車が不足したためシャープ・スチュアート製の5650形6両が追加された。1924年（大正13年）には伊勢崎線が電化されたが、旅客列車に限られたもので、貨物列車には蒸気機関車が継続して使用された。1955年（昭和30年）には第一次5か年計画で、貨物線の電化が掲げられ、1958年（昭和33年）から電化工事や電気機関車の新造により、東上線は1959年（昭和34年）4月1日に貨物列車が電化された。1960年（昭和35年）の第二次5カ年計画では伊勢崎線系統の非電化の貨物線の電化工事が推進した。1966年（昭和41年）6月30日には蒸気機関車が全廃された。以降は路線網の縮小や貨物輸送が廃止され、2003年（平成15年）には電気機関車が全廃された。一方2017年（平成29年）からSL大樹用に蒸気機関車・ディーゼル機関車・客車を保有するようになったが、これは大手私鉄では唯一の存在である。
通勤形車両については戦後、20m4扉車の導入に積極的であり、63形電車を譲り受けた7300系を皮切りに日比谷線直通を除く各線区へ20m車を大量導入していった。1963年（昭和38年）に登場した8000系は私鉄電車では最多の712両が20年間に渡って製造されたため、「私鉄の103系」の異名を持つ。
東武は関東大手私鉄の中では車両を更新・修繕して長期間使用する傾向が強い。そのため、旅客用車両の転出は他の大手私鉄と比較して極めて少ない。旧型車より台車・電装品など主要機器を流用して車体を新造した車両（機器流用車）を「更新車」と呼称し、一方、元来の車体を生かしてリニューアル工事を施工した車両を「修繕車」と呼称して区分している。前者は3000系列・5000系列・200型などが該当し、後者は8000系・9000系列・10000系列などが該当する。更新車は廃車に伴い次第に少なくなっているが、2020年（令和2年）時点でも6050系・200型が現役で、後者の機器類は新造から60年以上経過しているものがある。
多くの大手私鉄の優等列車の車両は先頭車を展望車にしたり、前面展望が可能な設計にしているが、東武鉄道の優等列車の車両はN100系「スペーシアX」以外は前面展望が不可能な構造になっている。ただし臨時特急にも運用されたことがある団体用車両「スカイツリートレイン」634型は客室側窓を拡大した展望車両となっているほか、SL大樹には2021年（令和3年）から12系客車を改造した展望車の連結を開始している。このほか、過去にはトク500形という展望客車を保有していたことがある。
他社から乗り入れてくる車両については、「JR東日本との相互直通運転列車」の節のほか、「伊勢崎線」・「日光線」・「鬼怒川線」・「東上本線」の各項目を参照のこと。

### 優等列車・団体列車用
- N100系（スペーシアX：日光線・鬼怒川線特急）
- 100系（スペーシア：日光線・鬼怒川線特急／JR線直通特急）
- 200系（200型）（りょうもう：伊勢崎線特急）
- 500系（リバティ：伊勢崎線・日光線・鬼怒川線特急／野岩鉄道・会津鉄道直通列車）
- 6050系（鬼怒川線／野岩鉄道直通列車）
- 634型（スカイツリートレイン：団体臨時列車）

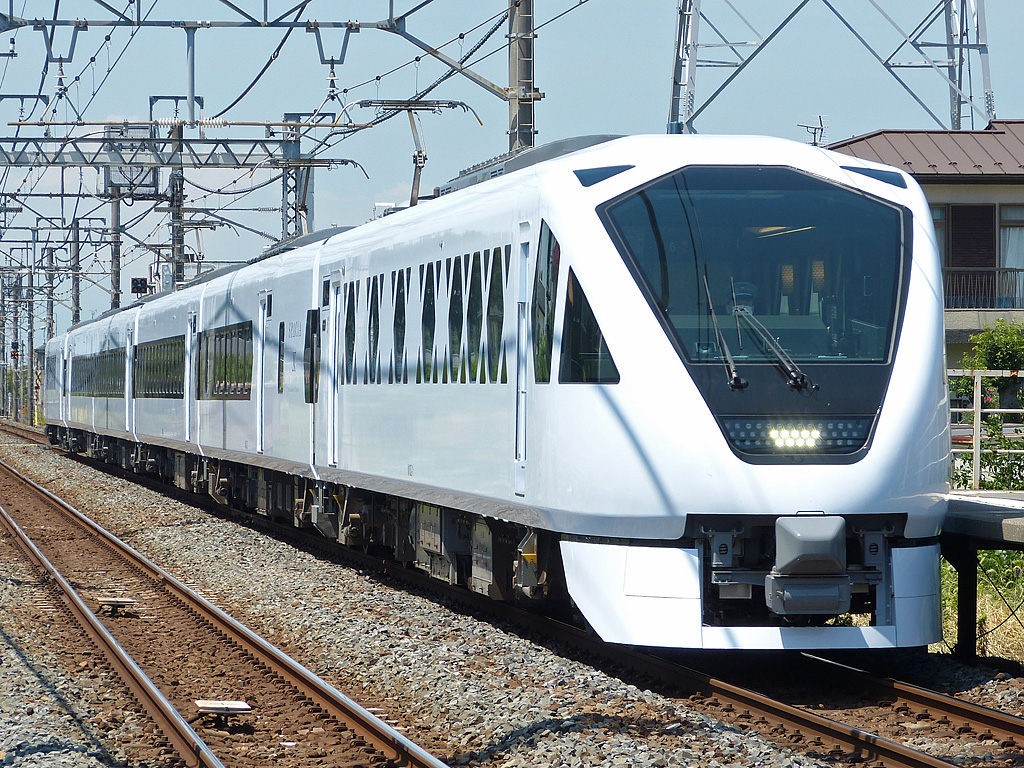
特急用車両「スペーシアX」（N100系）
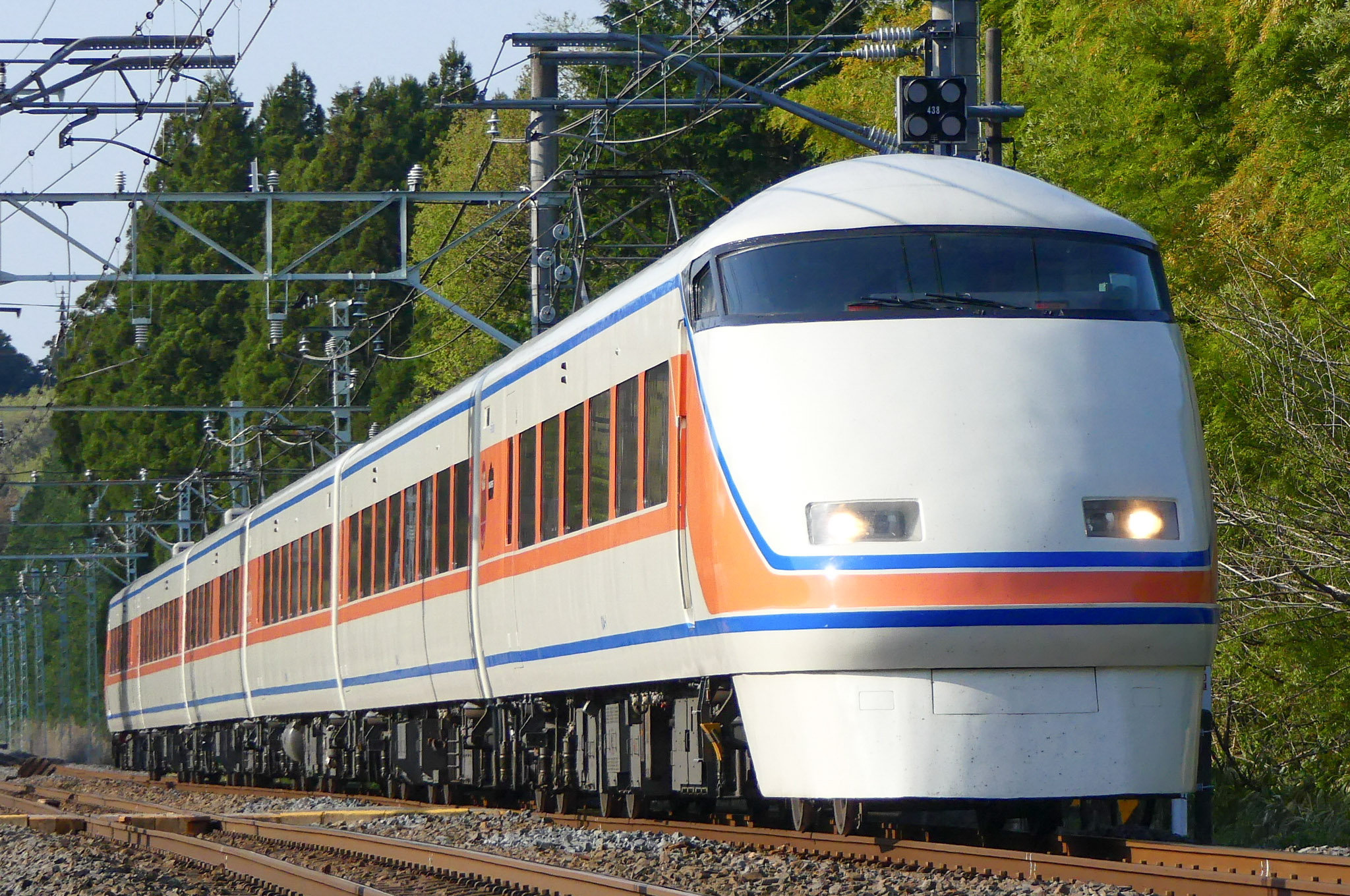
特急用車両「スペーシア」（100系）
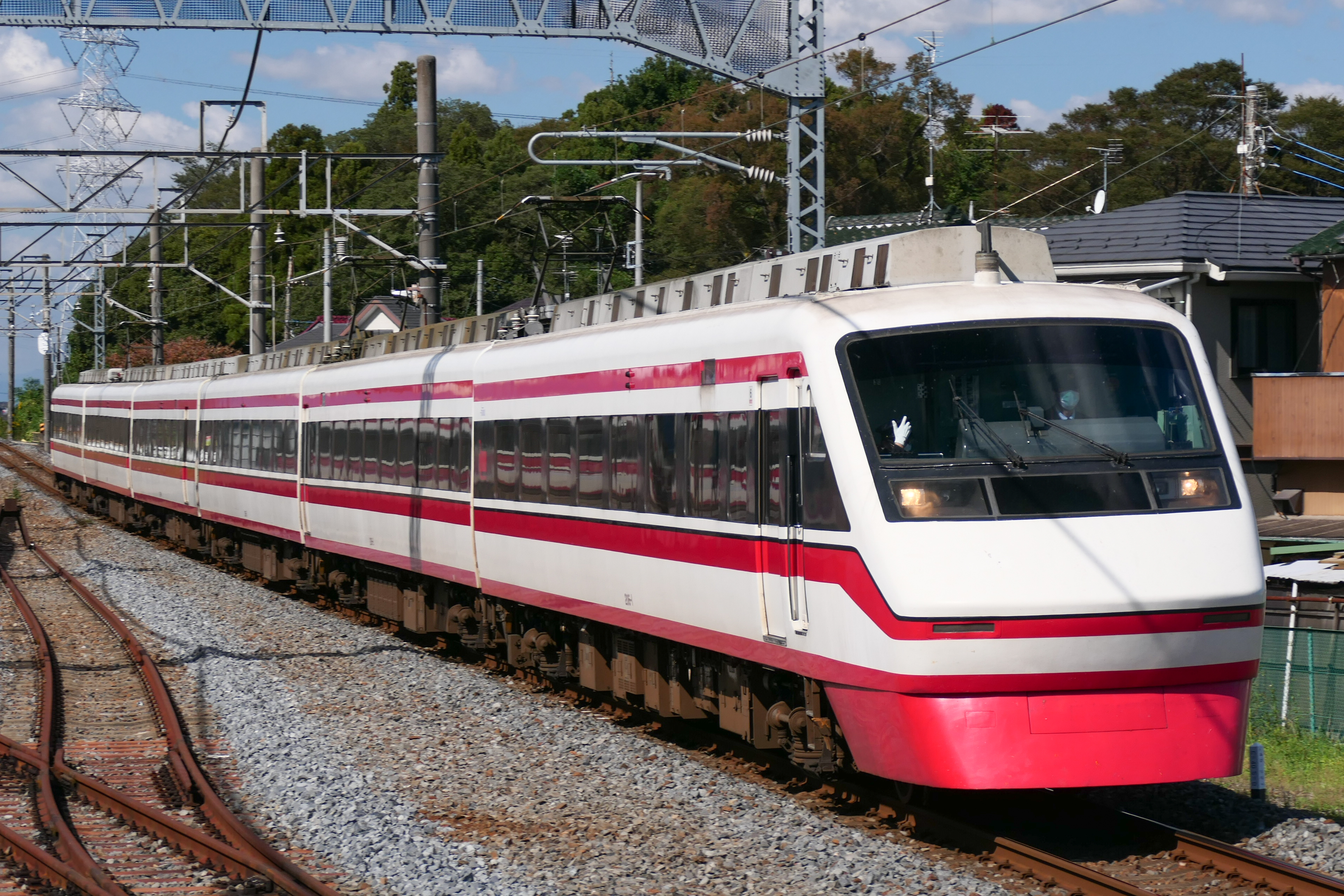
特急用車両「りょうもう」（200系）
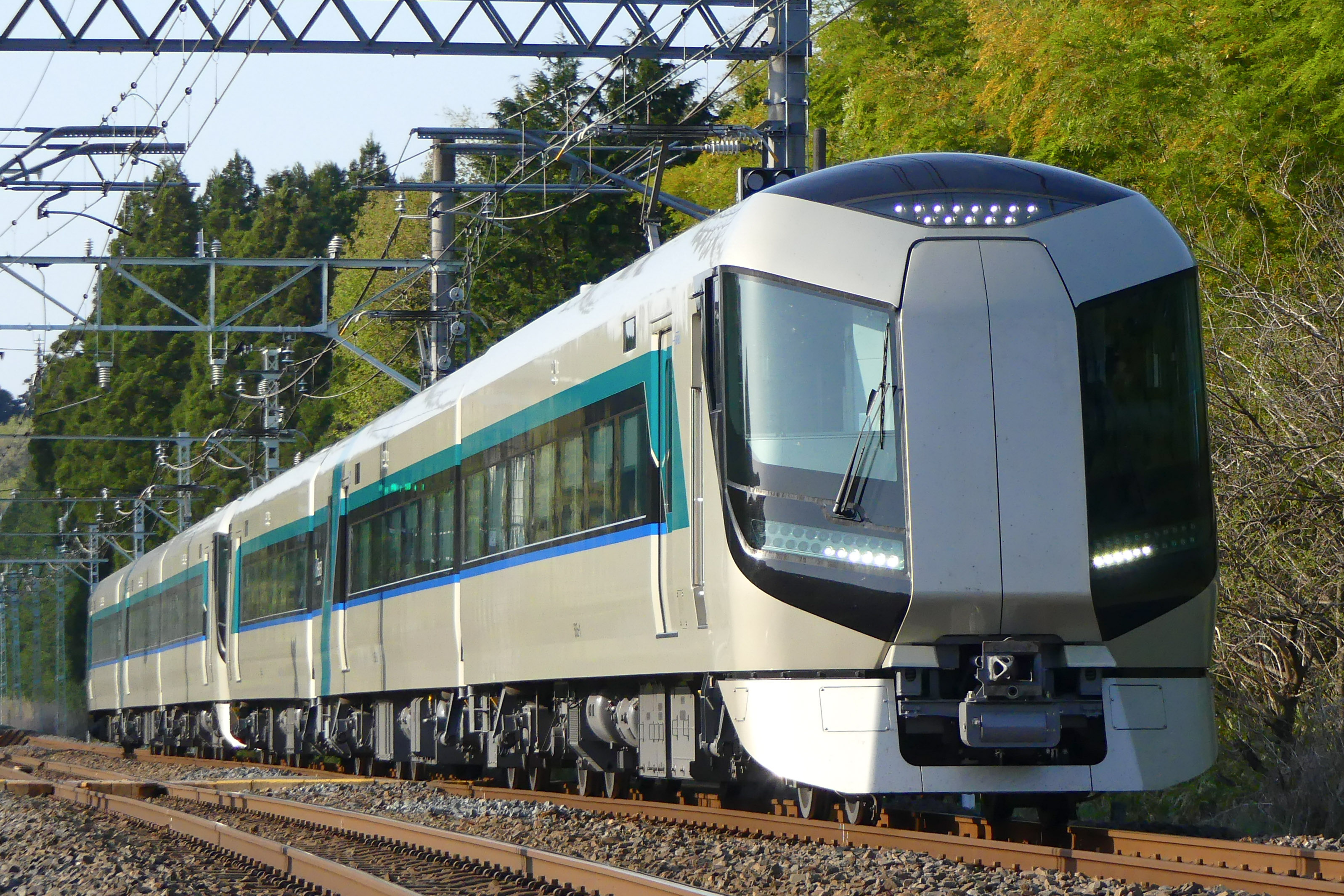
特急用車両「リバティ」（500系）
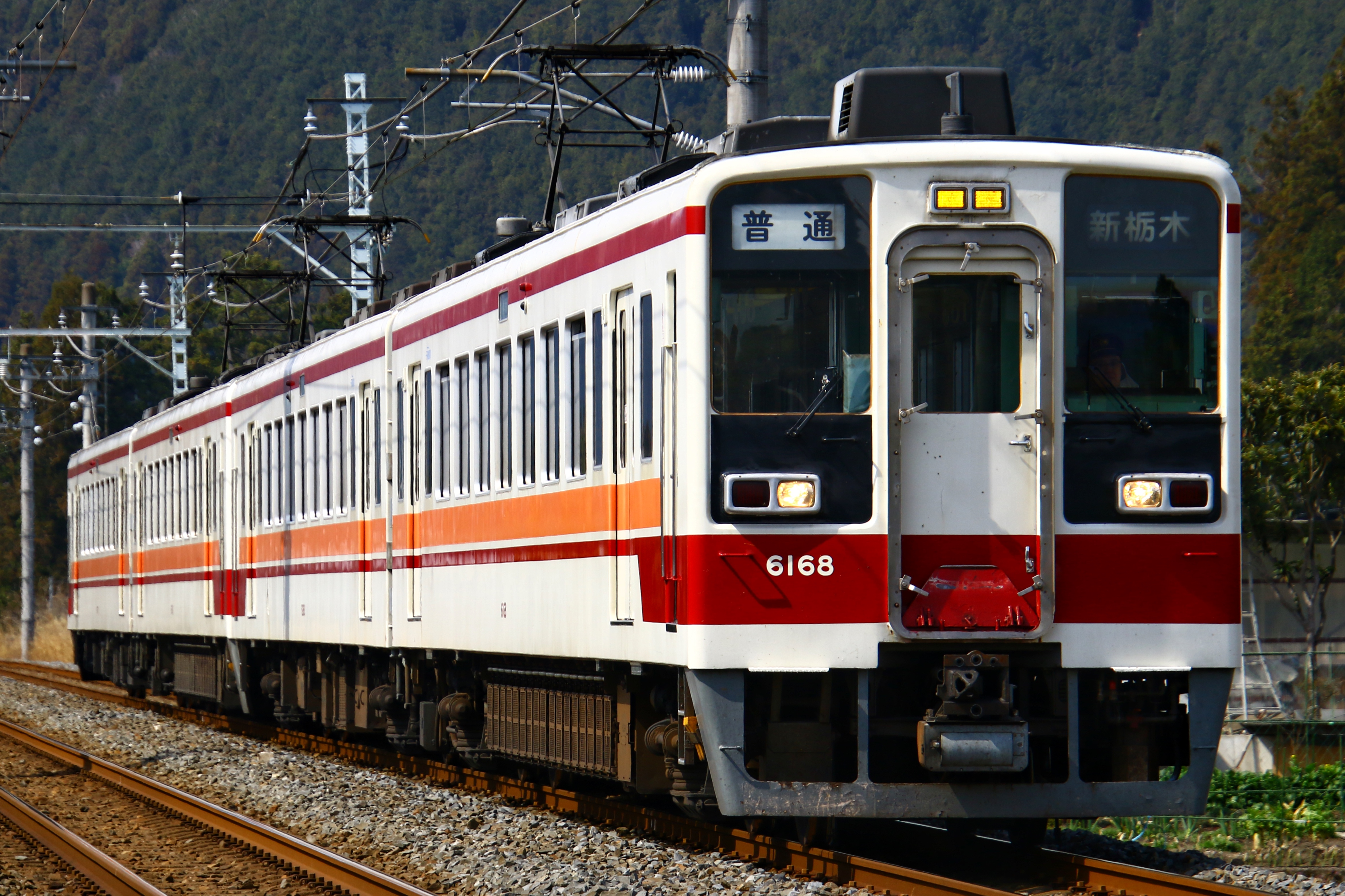
鬼怒川線を中心に運用される6050系
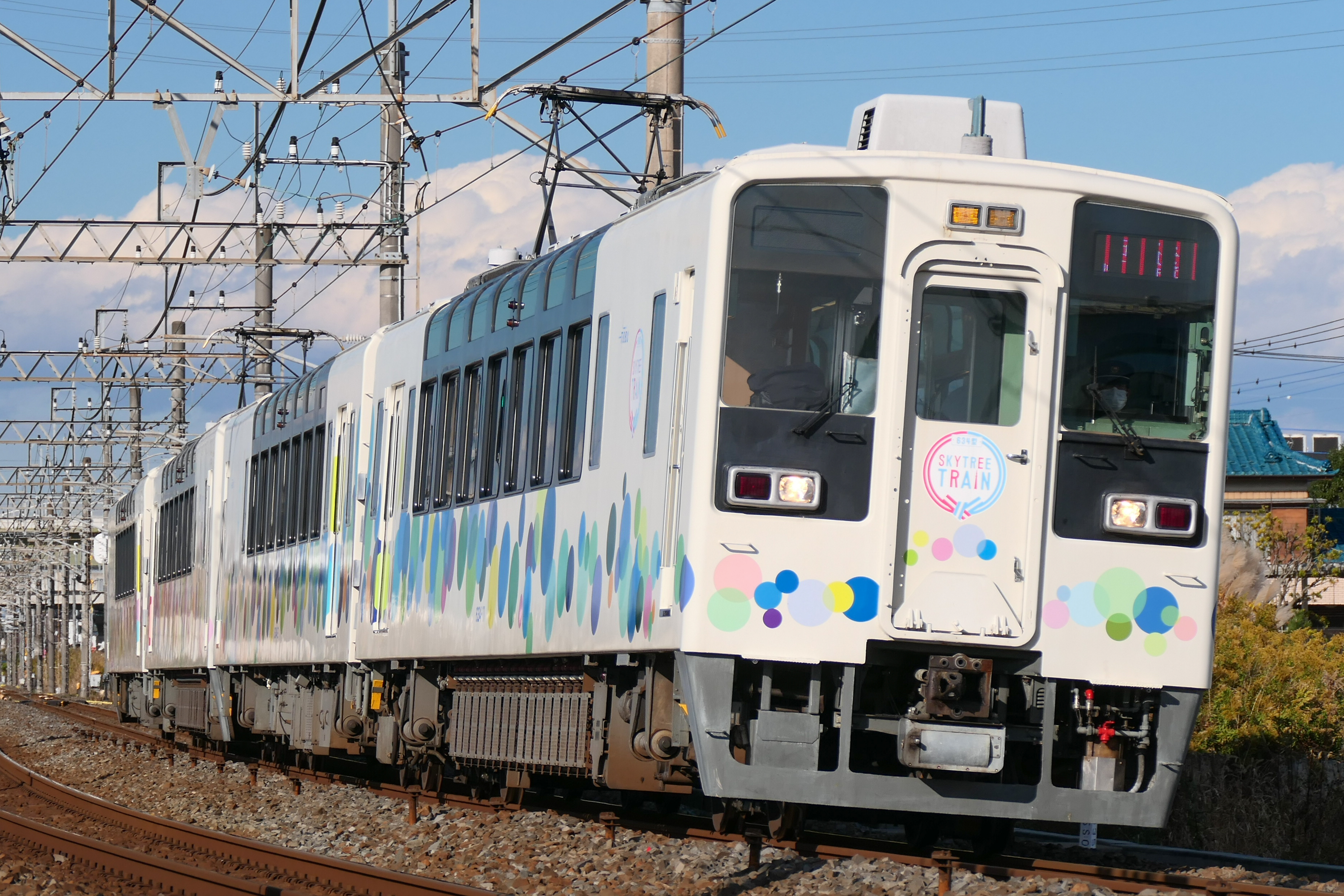
団体専用列車や臨時列車として使われる634型

### 通勤列車用
- 80000系（野田線用）
- 70000系（70000型・70090型） （伊勢崎線・日光線・地下鉄日比谷線乗り入れ用）
- 60000系 （野田線用）
- 50000系（50000型・50050型・50070型・50090型） （50000型は東上本線・一部は伊勢崎線・日光線・地下鉄半蔵門線・東急田園都市線乗り入れ用、50050型は伊勢崎線・日光線・地下鉄半蔵門線・東急田園都市線乗り入れ用、50070型は東上本線・地下鉄有楽町線・副都心線・東急東横線・横浜高速みなとみらい線乗り入れ用、50090型は東上本線の地上線用）
- 30000系 （東上本線の地上線用）
- 20000系（20410型・20420型・20430型・20440型） （日光線南栗橋 - 東武日光間および鬼怒川線、宇都宮線用）
- 10000系（10000型・10030型/50番台・10080型） （伊勢崎線・日光線・野田線・東上本線の各地上線用。10080型は伊勢崎線・日光線用）
- 20000系（20000型・20050型・20070型・20400型） （伊勢崎線・日光線・地下鉄日比谷線乗り入れ用。20400型は日光線・宇都宮線用）
- 9000系（9000型・9050型）（東上本線・地下鉄有楽町線・副都心線・東急東横線・横浜高速みなとみらい線乗り入れ用）
- 8000系（8000型・8500型・800型・850型）（東上本線ワンマン区間・越生線・野田線・亀戸線・大師線・北部ローカル線用。800型・850型は伊勢崎線ワンマン区間・佐野線用）

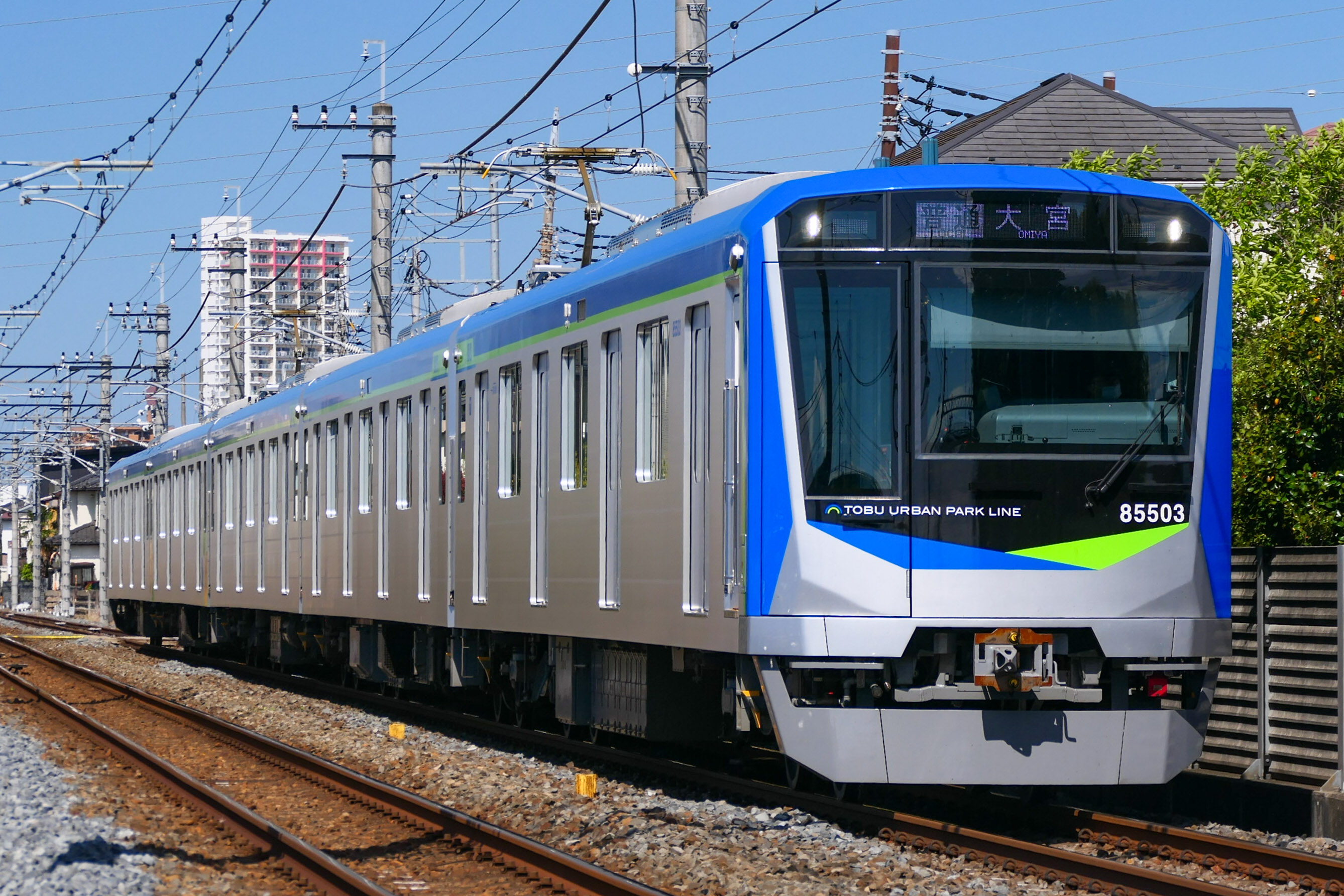
野田線で5両編成で使用される80000系
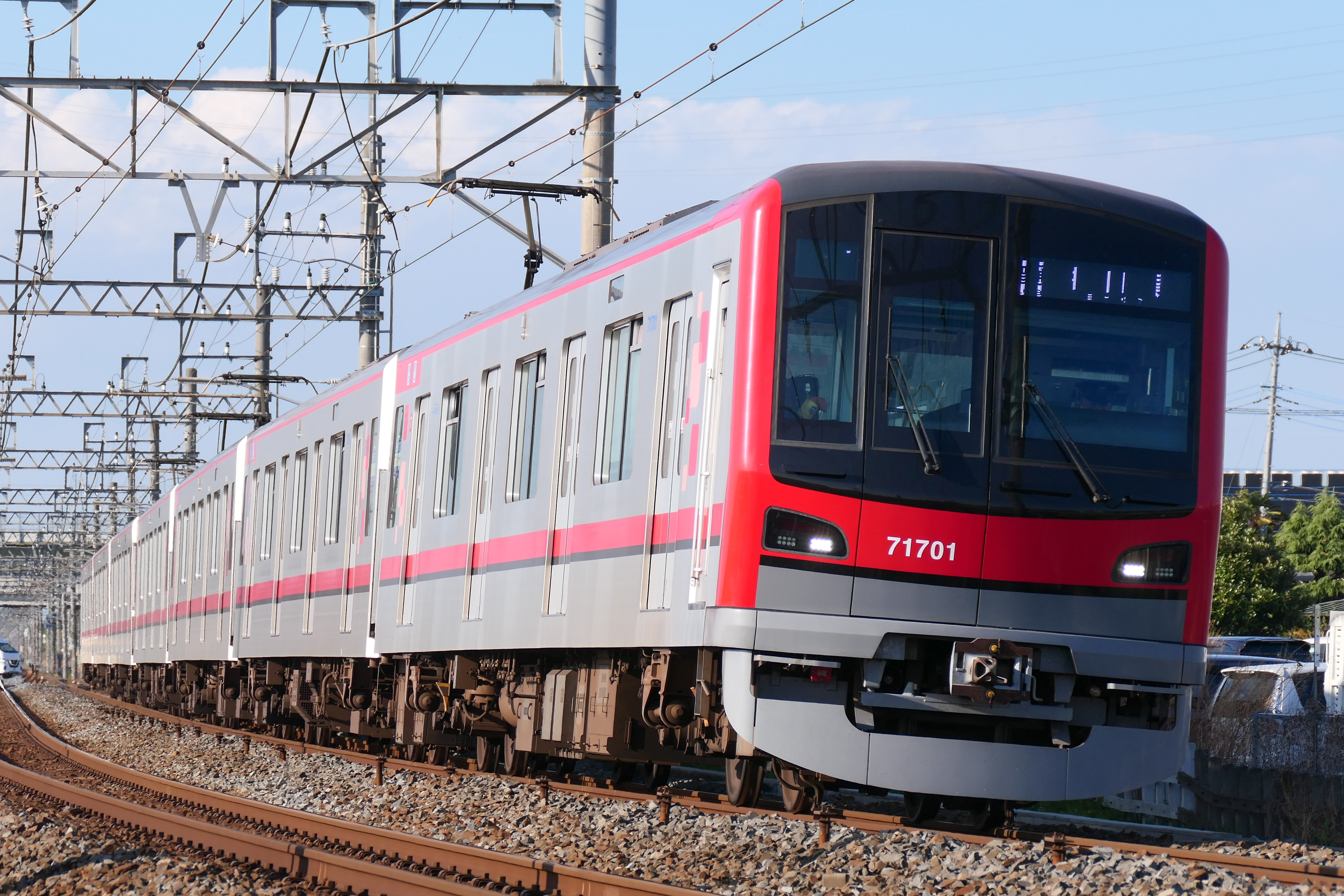
日比谷線乗り入れ各停用の70000型
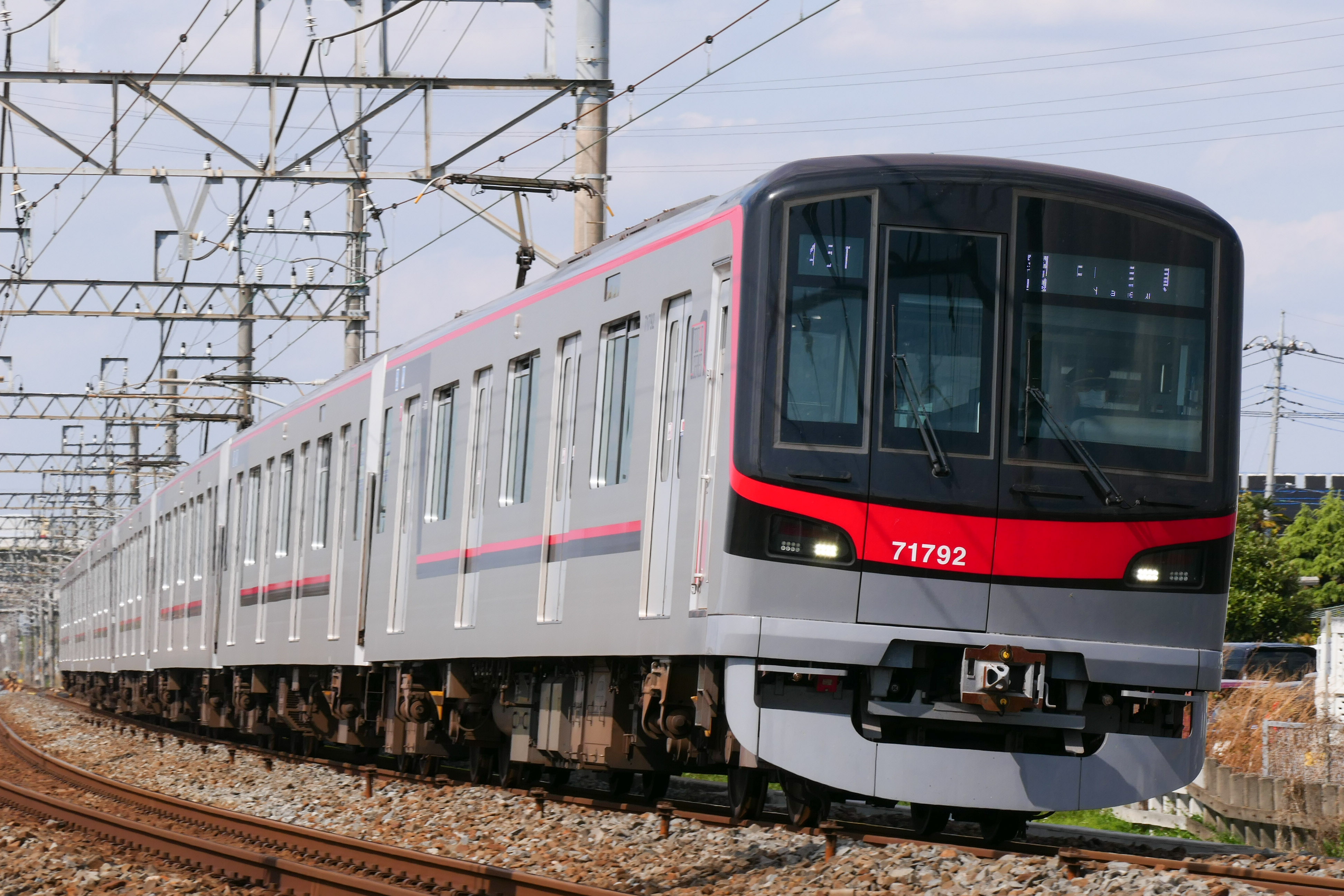
THライナーにも使用される70090型
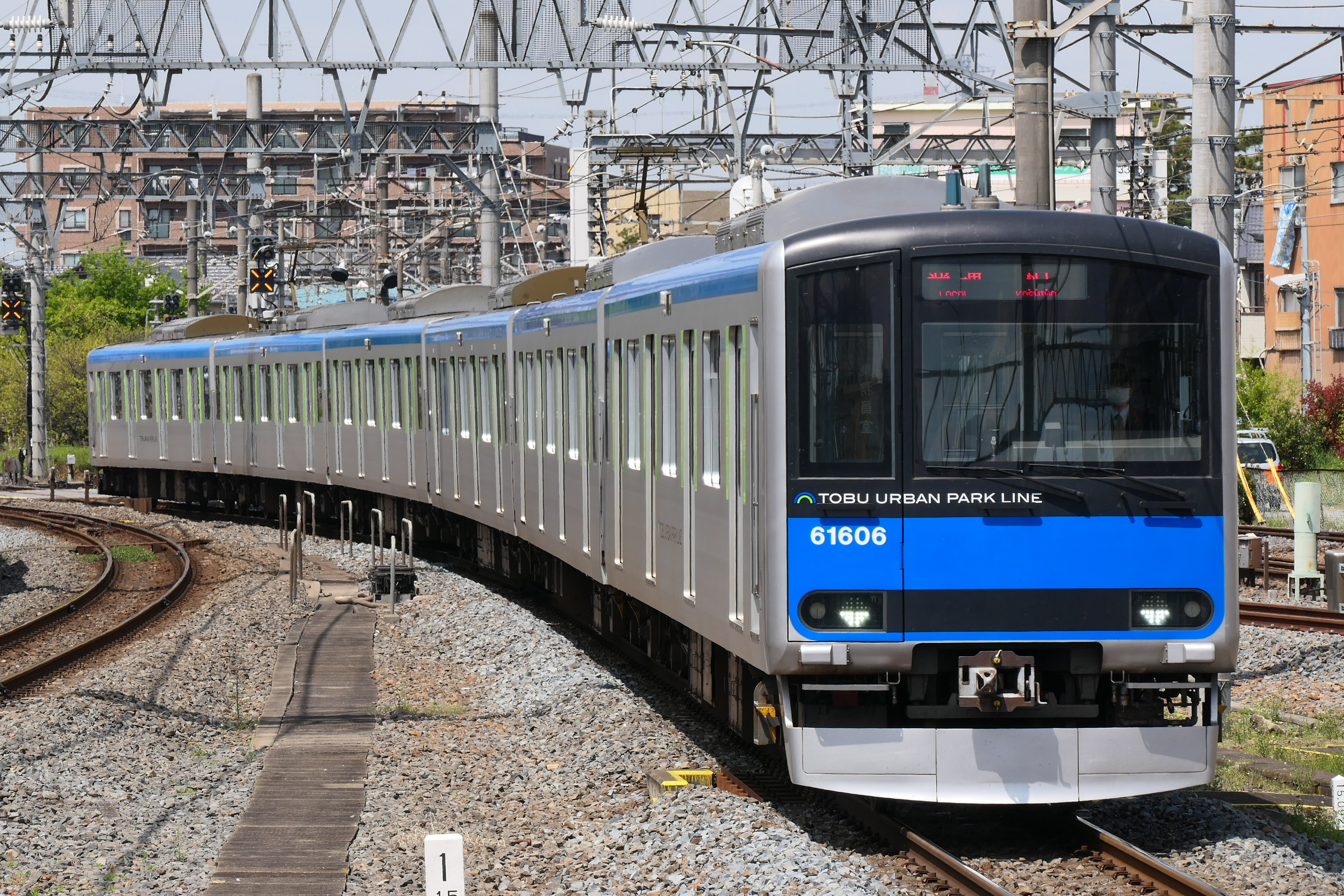
野田線用の60000系
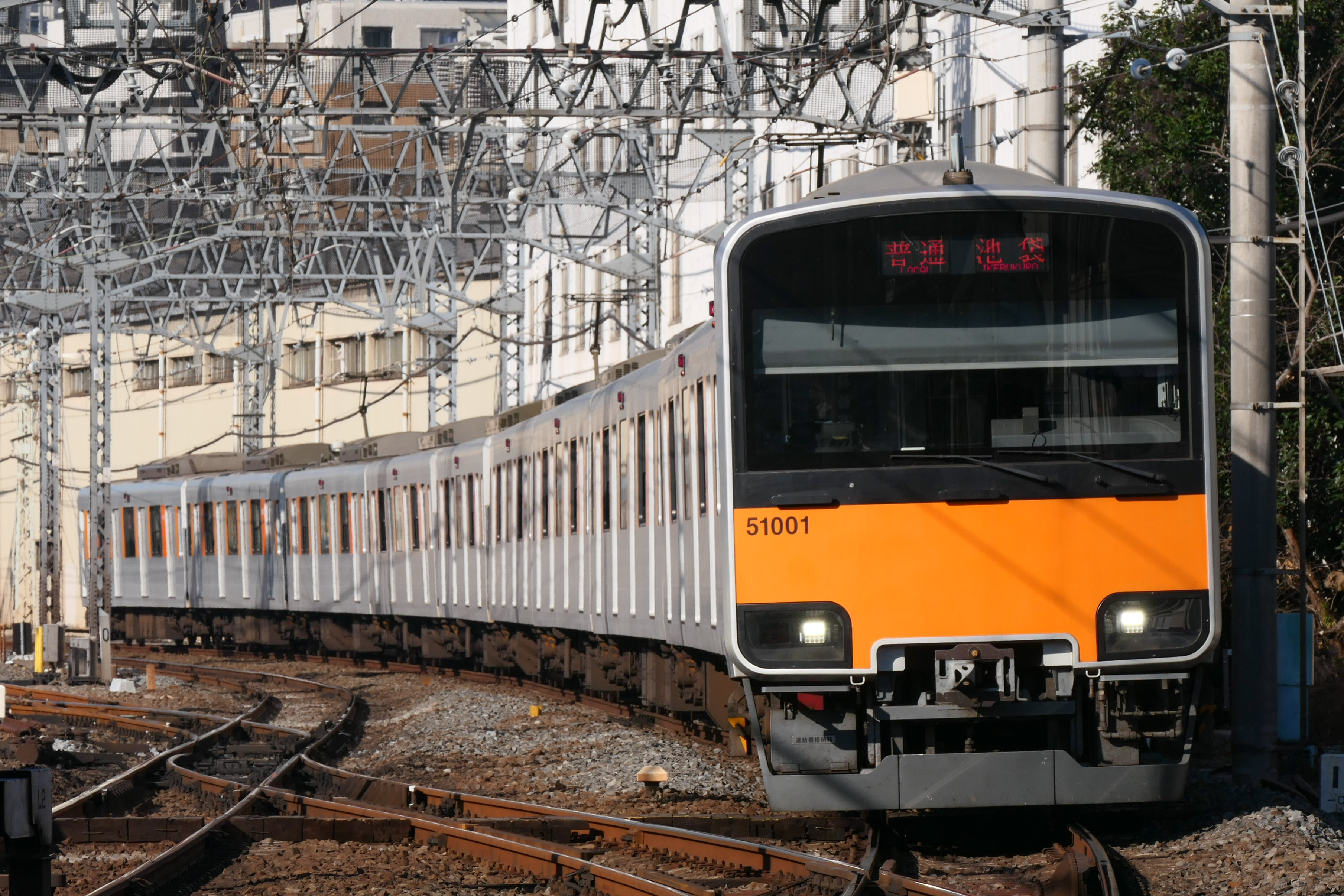
東上線の地上運用（一部は地下鉄半蔵門線・東急田園都市線乗り入れ急行・準急用）に使用される50000型
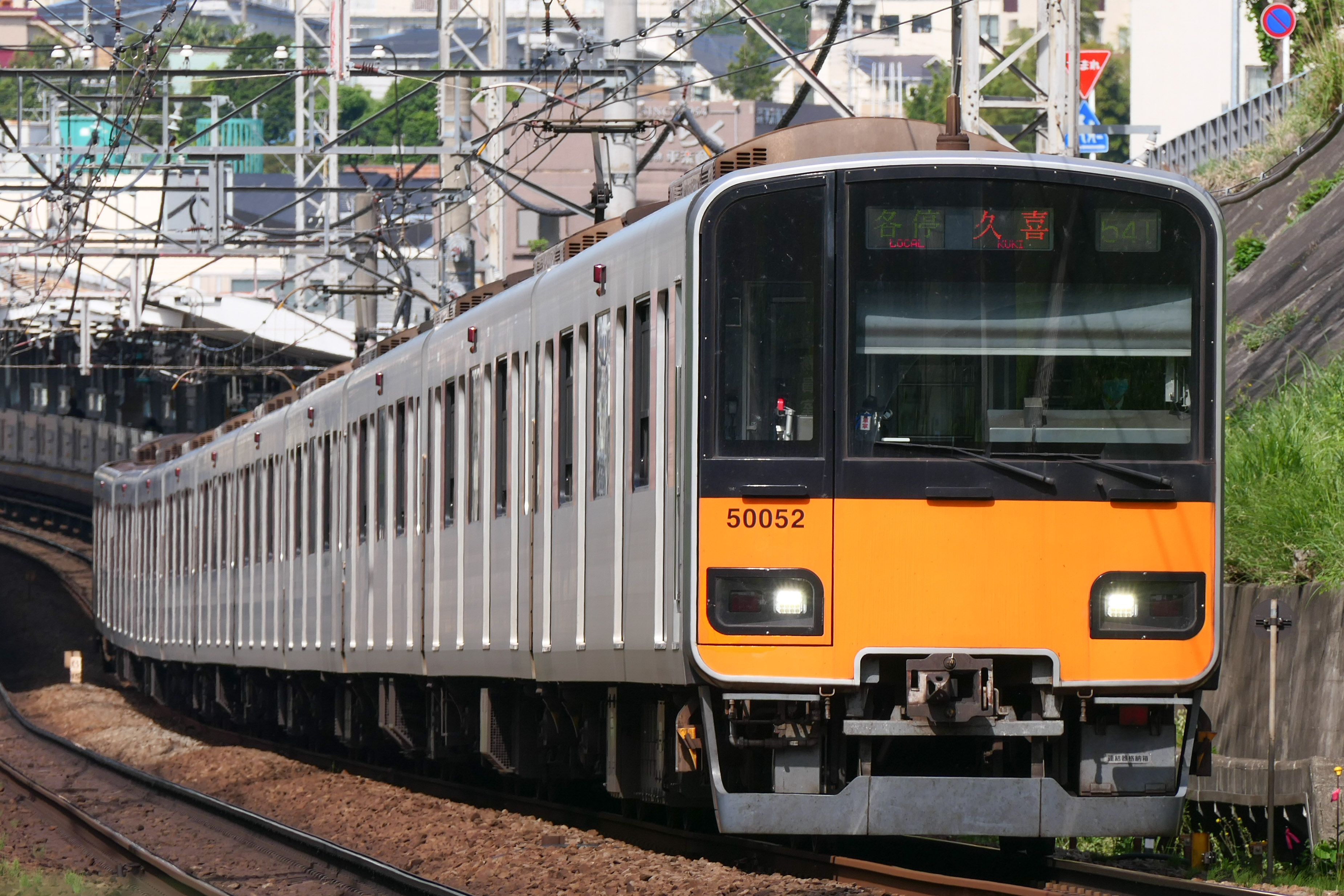
地下鉄半蔵門線・東急田園都市線乗り入れ急行・準急用の50050型
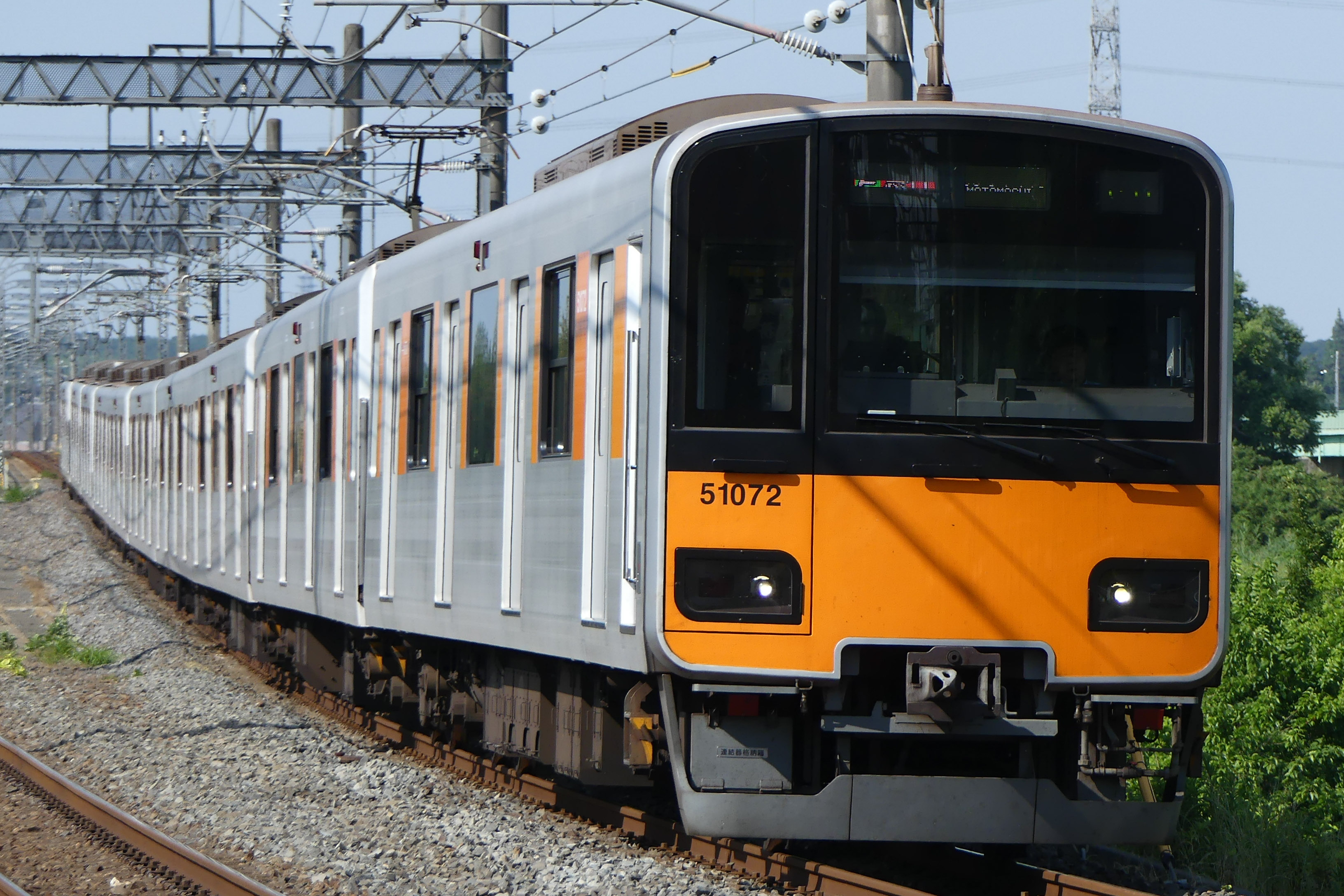
東上線・地下鉄有楽町線・副都心線・東急東横線・横浜高速みなとみらい線乗り入れ用の50070型
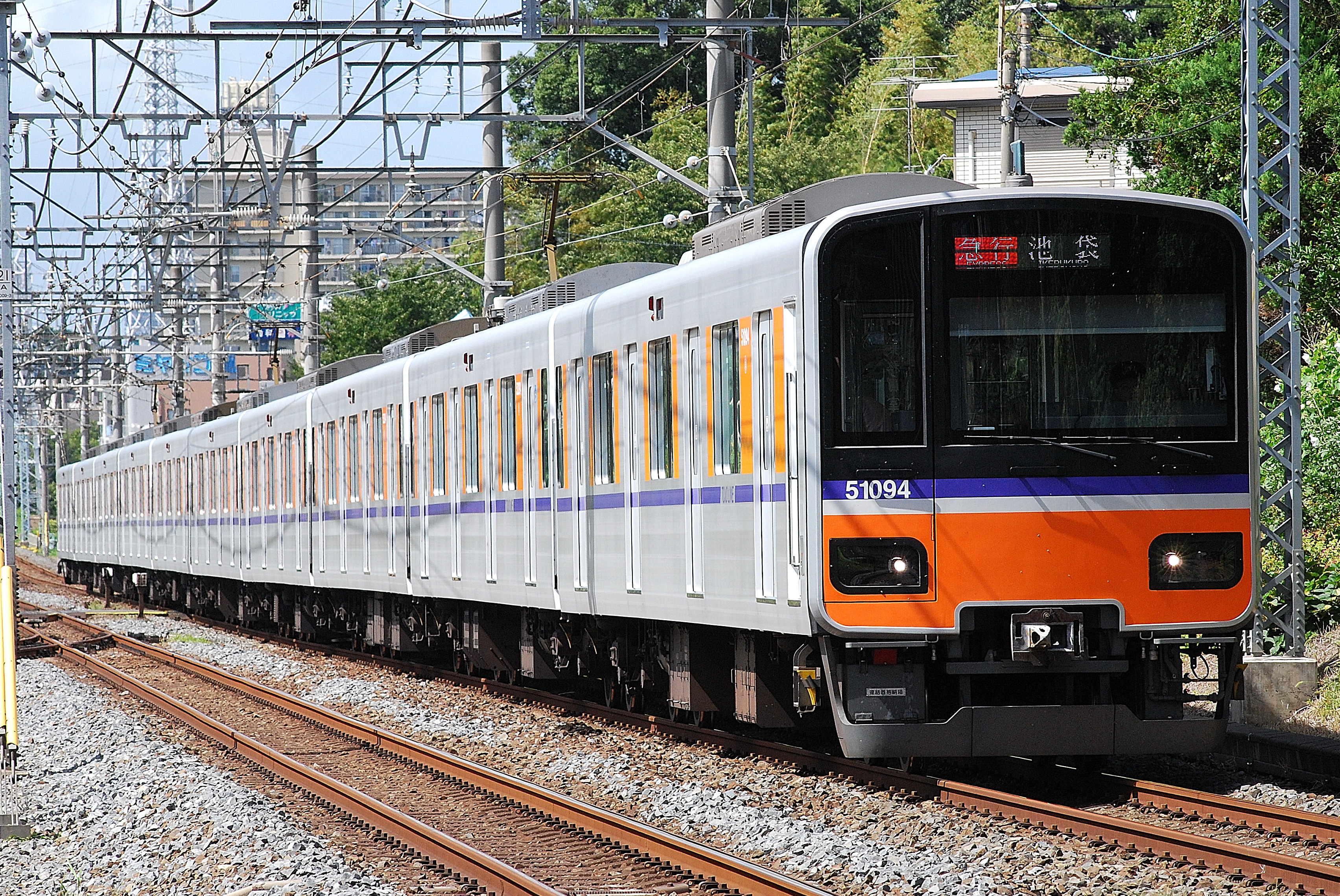
東上線で運用されるTJライナー･川越特急用（一部は他の列車にも運用）の50090型
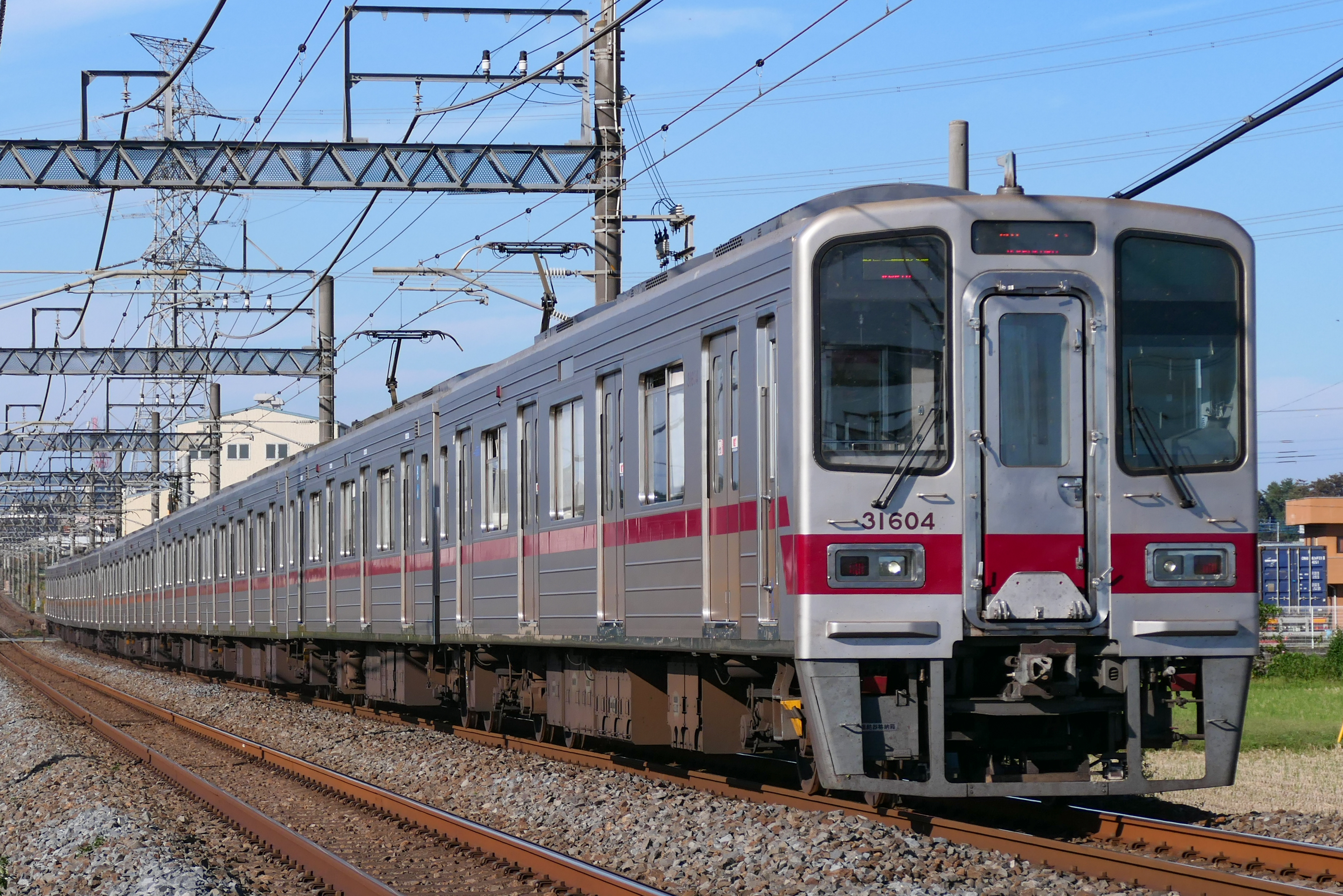
東上線の地上運用に使用される30000系
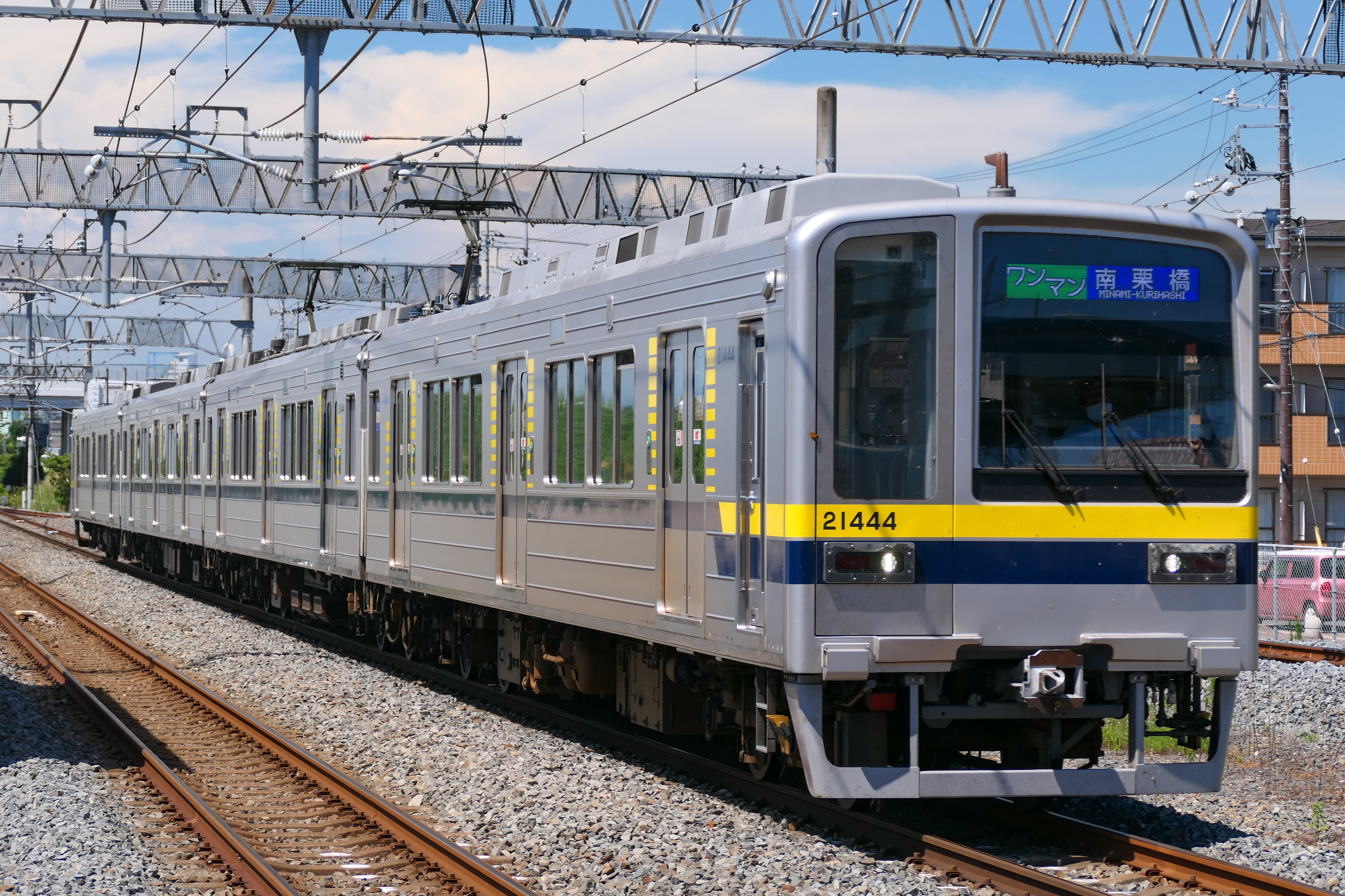
日光線・鬼怒川線・宇都宮線で運用される20400型
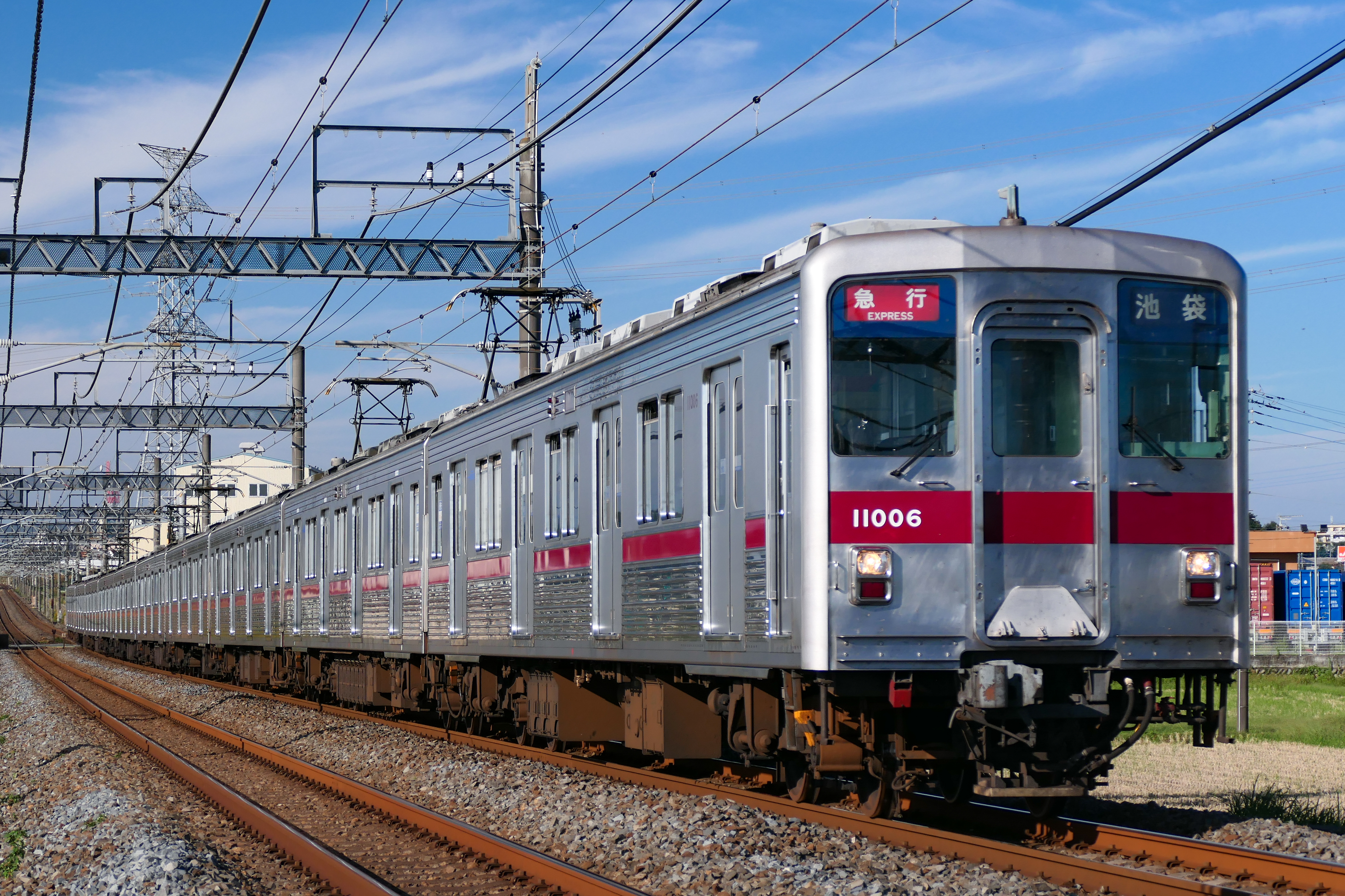
本線系・東上線で運用される10000型
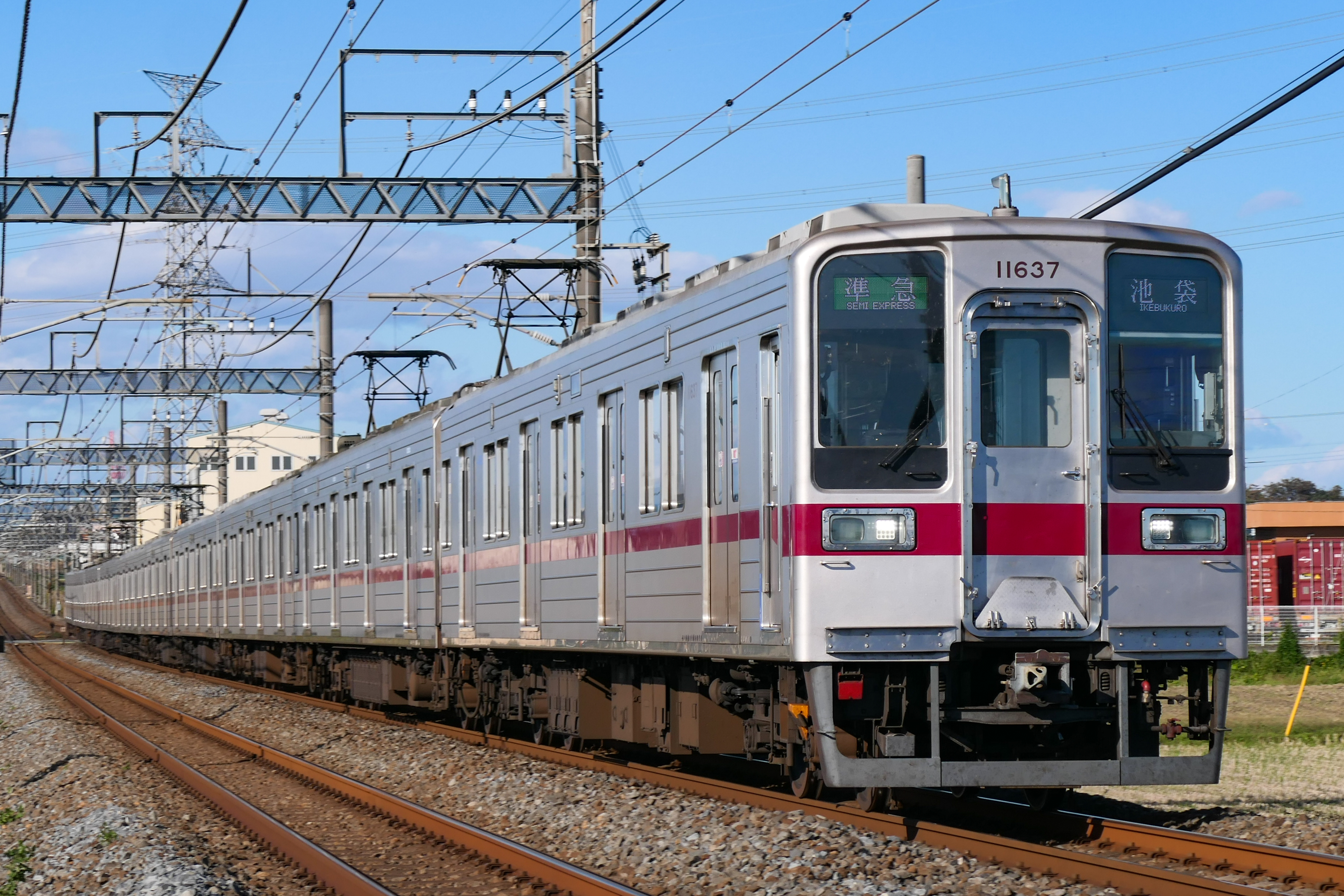
本線系・東上線で運用される10030型
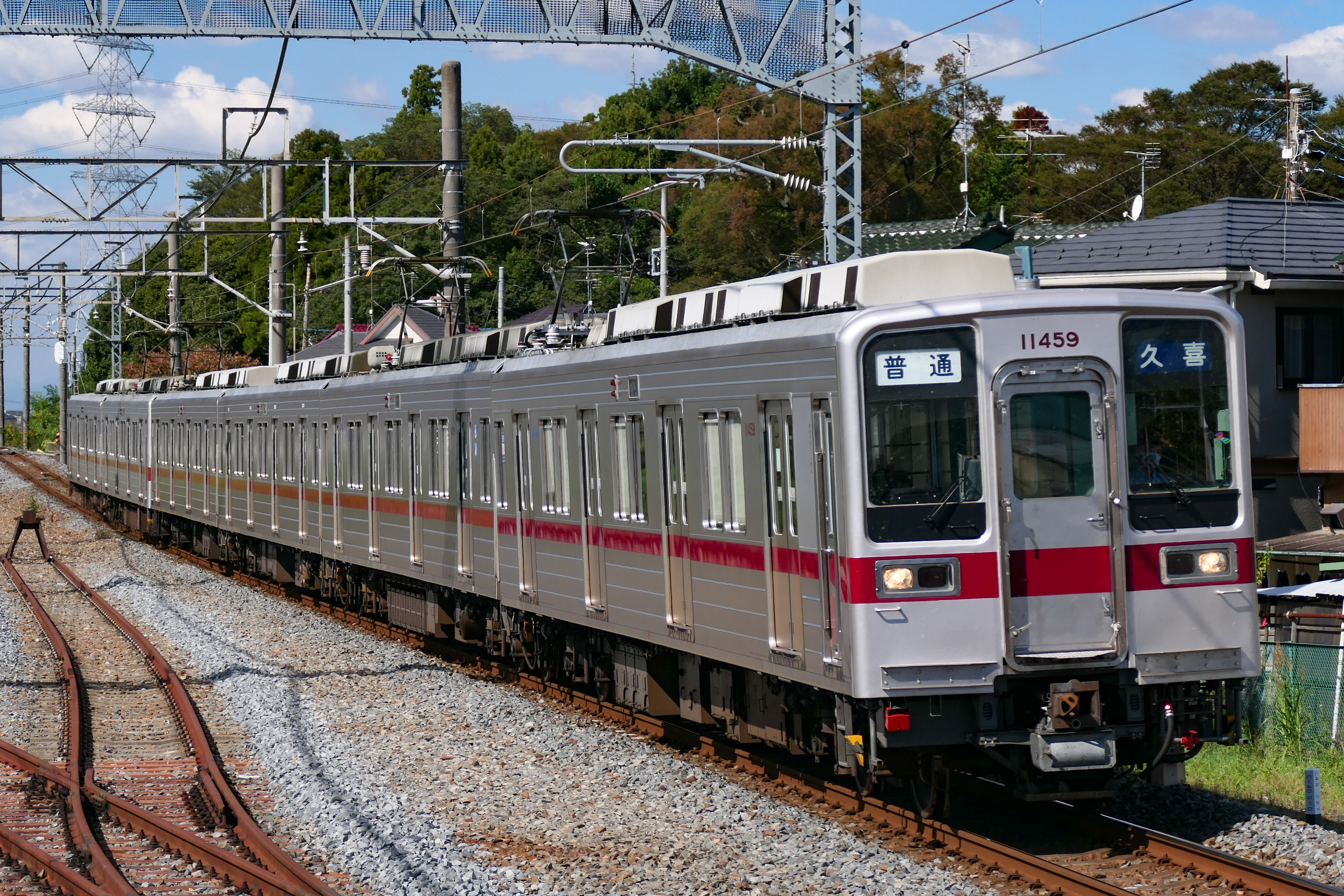
本線系・東上線で運用される10030型50番台
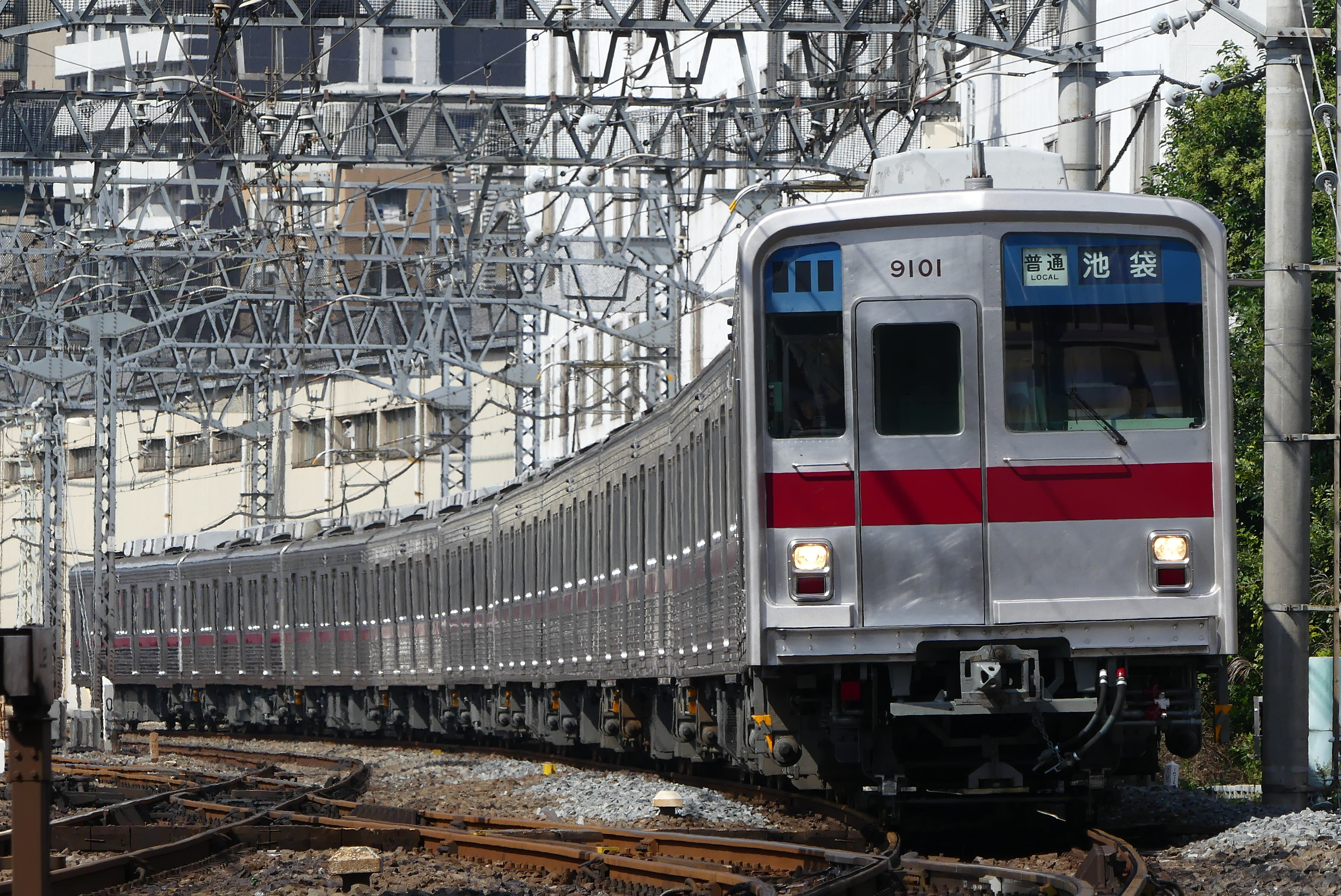
東上線で運用される9000型
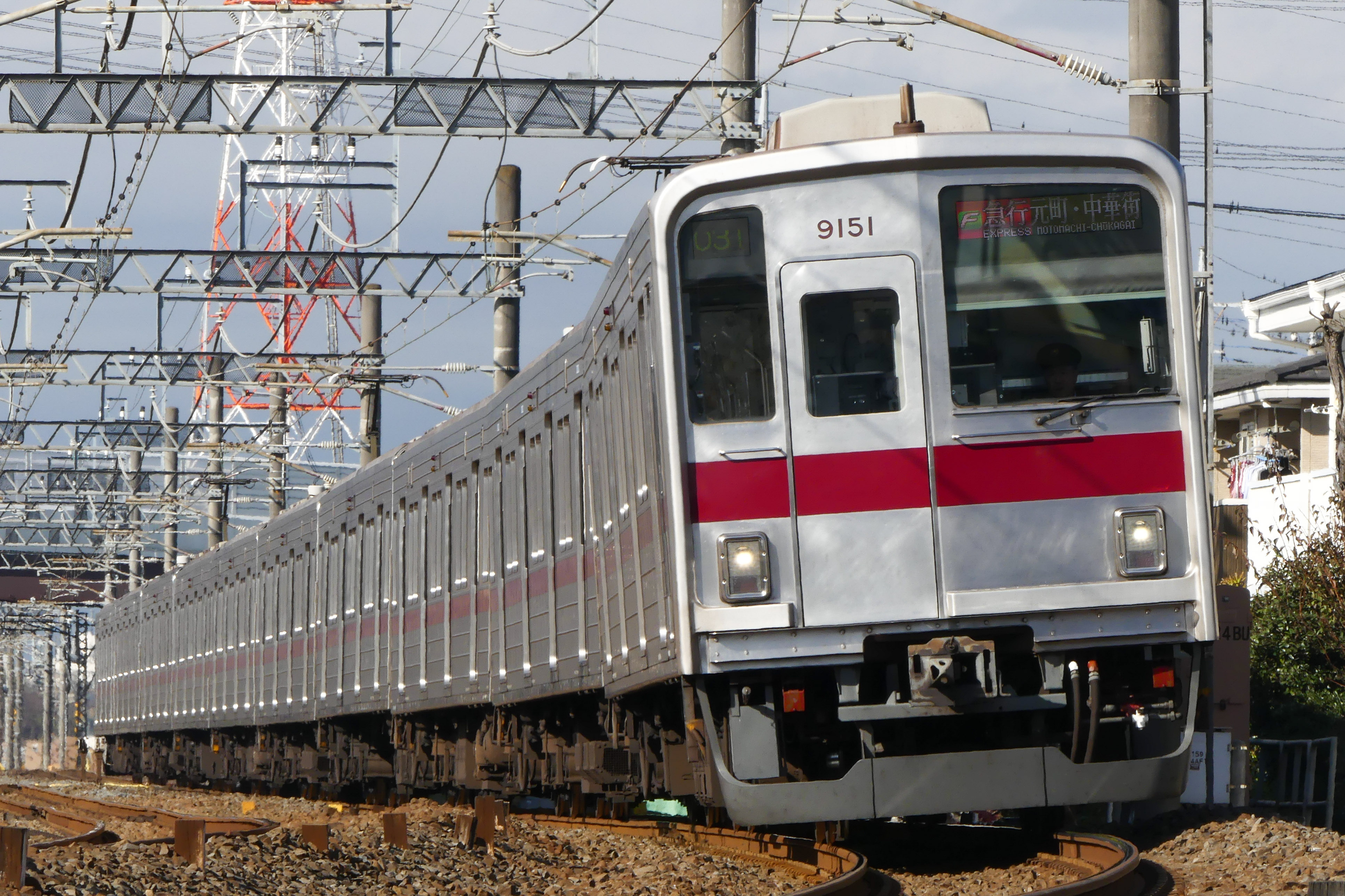
東上線・地下鉄有楽町線・副都心線・東急東横線・横浜高速みなとみらい線乗り入れ用の9050型
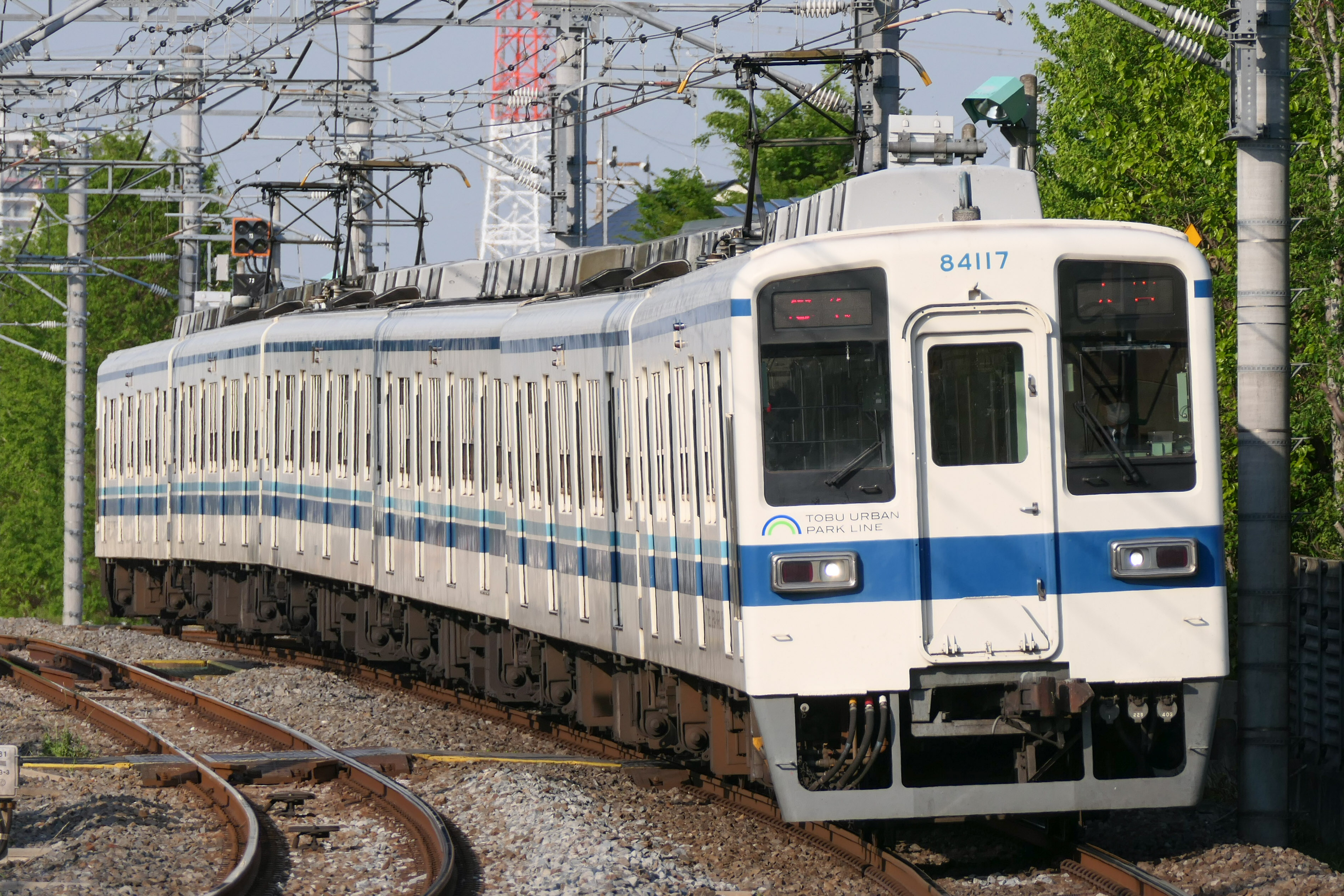
東武鉄道の各線で使用される8000型
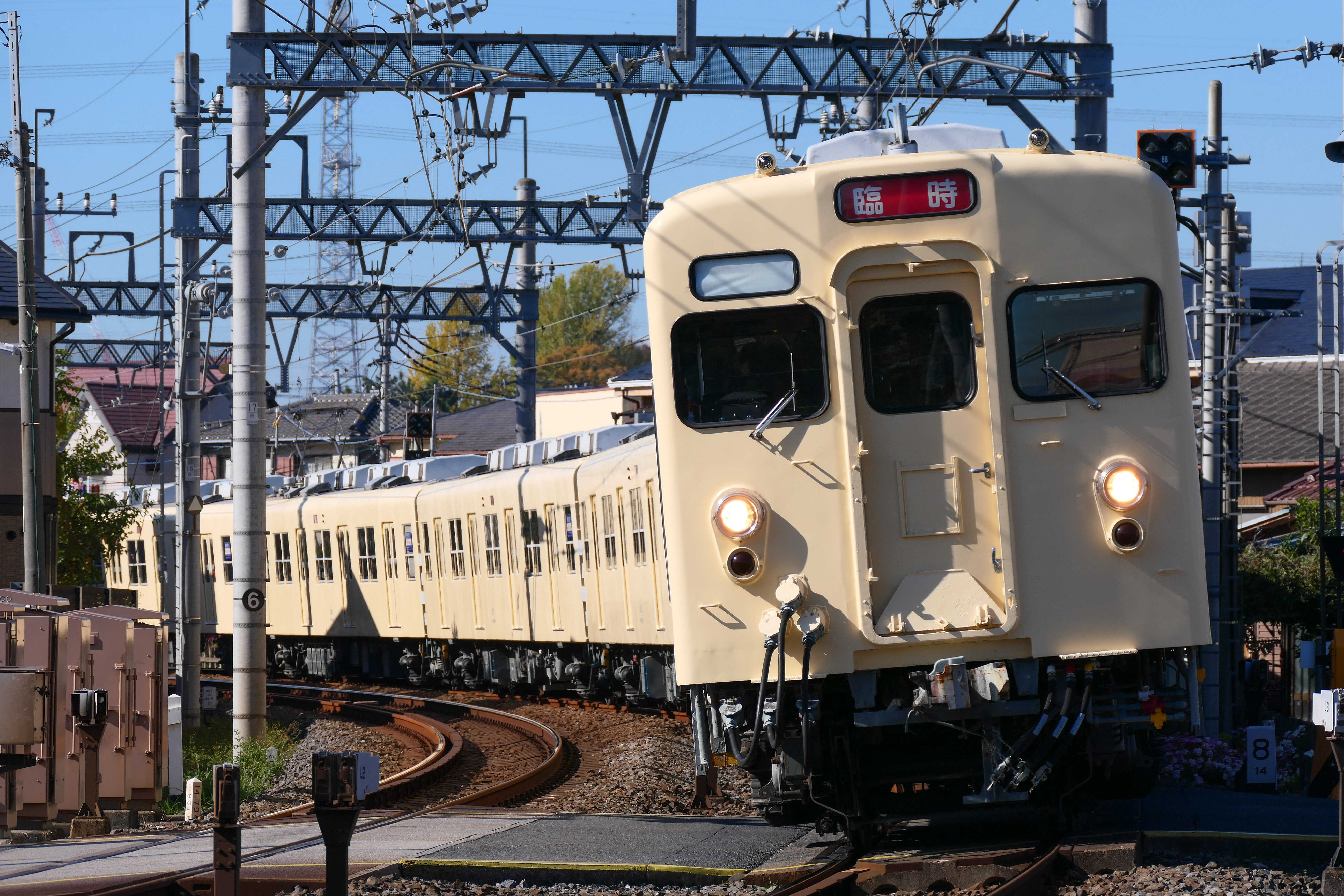
東武博物館所有で臨時列車・団体列車に使用される8111F。8000系で唯一原型顔で残存する車両。 2023年11月から野田線で定期運用中。

### 蒸気機関車・ディーゼル機関車・客車・貨車
- C11形蒸気機関車
  - C11 207（北海道旅客鉄道所有）[広報 17]
    - 2017年（平成29年）8月10日から鬼怒川線で「SL大樹」として運行[広報 18][広報 19]。C11 207は北海道旅客鉄道（JR北海道）にて使用されていた蒸気機関車 (SL) で、他の「SL大樹」用の車両とは異なり、購入ではなく同社から借り受けて運行[広報 17][広報 19][57]。

  - C11 325
    - 1998年より真岡鐵道で「SLもおか」を牽引していた蒸気機関車を譲受し、2020年7月30日に受領[広報 20]。2020年12月26日に「SL大樹」の2号機として運行が開始された。

  - C11 123
    - 2018年11月、静態保存されていたC111（1947年製造、江若鉄道→雄別鉄道→釧路開発埠頭）を東武博物館が譲受し、動態復元工事を開始した。なお復元後の車番は「C11 123」とすることになった。2022年7月18日から「SL大樹」3号機として運転開始と発表され[広報 21]、同日から「SL大樹」の運行に就いている[報道 6]。
    - 当初「SL大樹」2号機として2020年頃に運転開始することを目指していたが[58]、復元作業の難航と新型コロナウイルスの影響により作業が遅れていることを受け、完成目途を2021年冬に延期とした[広報 20]。同年12月に行われた火入れ式では、2022年春に運行開始予定であることが発表された[広報 22]が、2022年4月の試運転時には営業運転開始は同年7月の予定に変更された[59]。
- DE10形ディーゼル機関車（DE10-1099・1109）
  - 「SL大樹」の補助機関車用としてJR東日本から譲り受けたディーゼル機関車[広報 19]。2020年4月には1109号機もJR東日本から譲り受けた[60]。1099号機はJR時代同様の国鉄色、1109号機はJR北海道のDD51形ブルートレイン牽引機に似せた青色に金帯のオリジナル塗装となっている。
- 14系客車（スハフ14-1・5、オハ14-1、オハフ15-1／オハ14-504・505、スハフ14-501・508）
  - 「SL大樹」用に譲り受けた客車（0番台は四国旅客鉄道〈JR四国〉、500番台はJR北海道より）。当初は全車国鉄色だったが、2021年に一部の車両がぶどう色に塗色変更された。車籍は東武鉄道だが、所有は東武博物館[広報 19]。
- 12系客車（オハテ12-1・2）
  - 「SL大樹」用にJR四国より譲り受けた客車。元はグリーン座席車のオロ12形であったが、座席のボックスシート化や展望スペースの設置など大規模な改造を受け、2021年より「SL大樹」で運用されている。車籍は東武鉄道だが、所有は東武博物館[広報 19]。
- ヨ8000形貨車（ヨ8634・8709）
  - 「SL大樹」の保安機器積載のために日本貨物鉄道（JR貨物）・西日本旅客鉄道（JR西日本）から譲り受けた車掌車。車籍は東武鉄道だが、所有は東武博物館[広報 19]。

なお、SL大樹・DL大樹に関わる機関車・客車・貨車については、いずれもJR所属時代の付番体系を維持している。

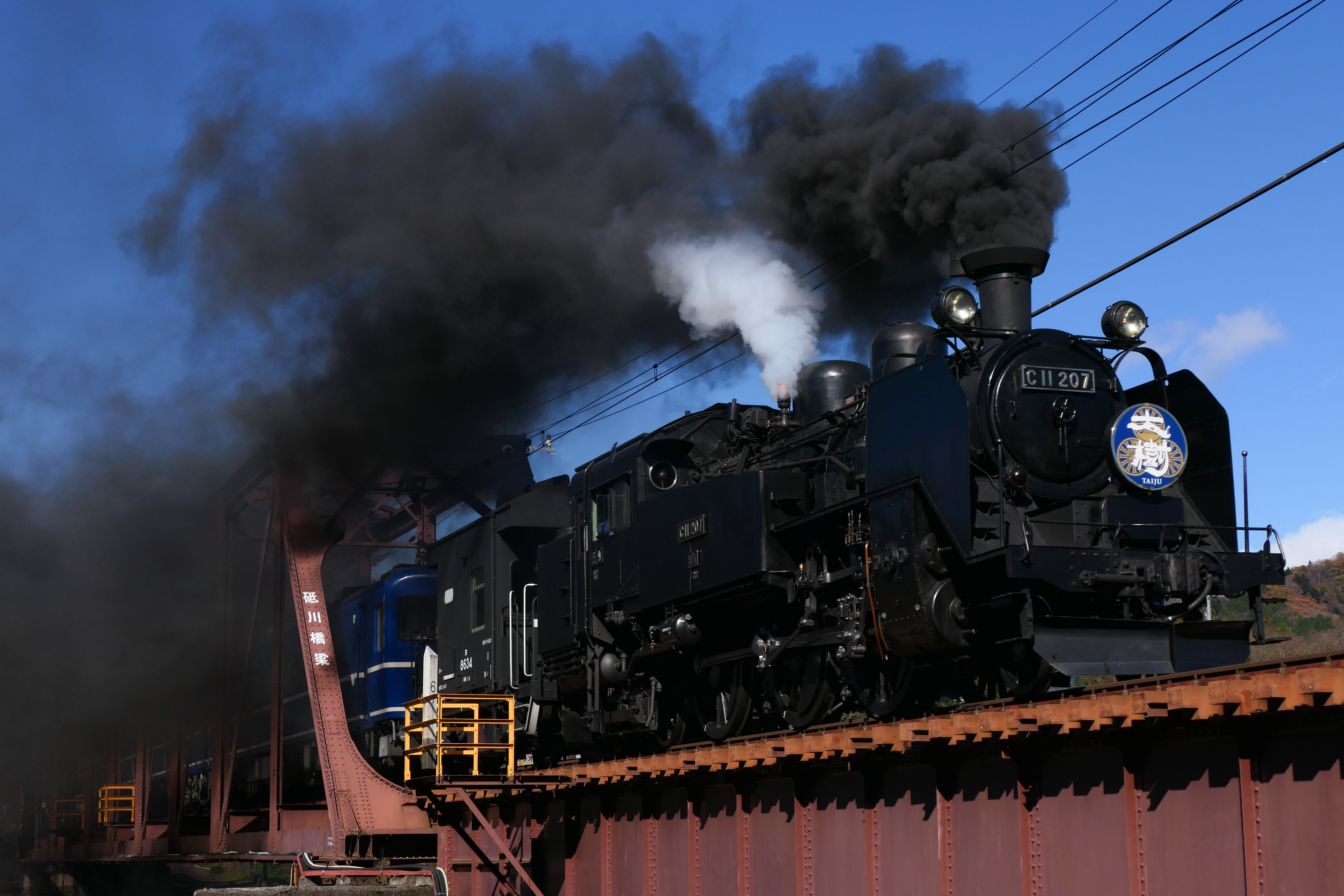
C11形蒸気機関車 (C11 207)
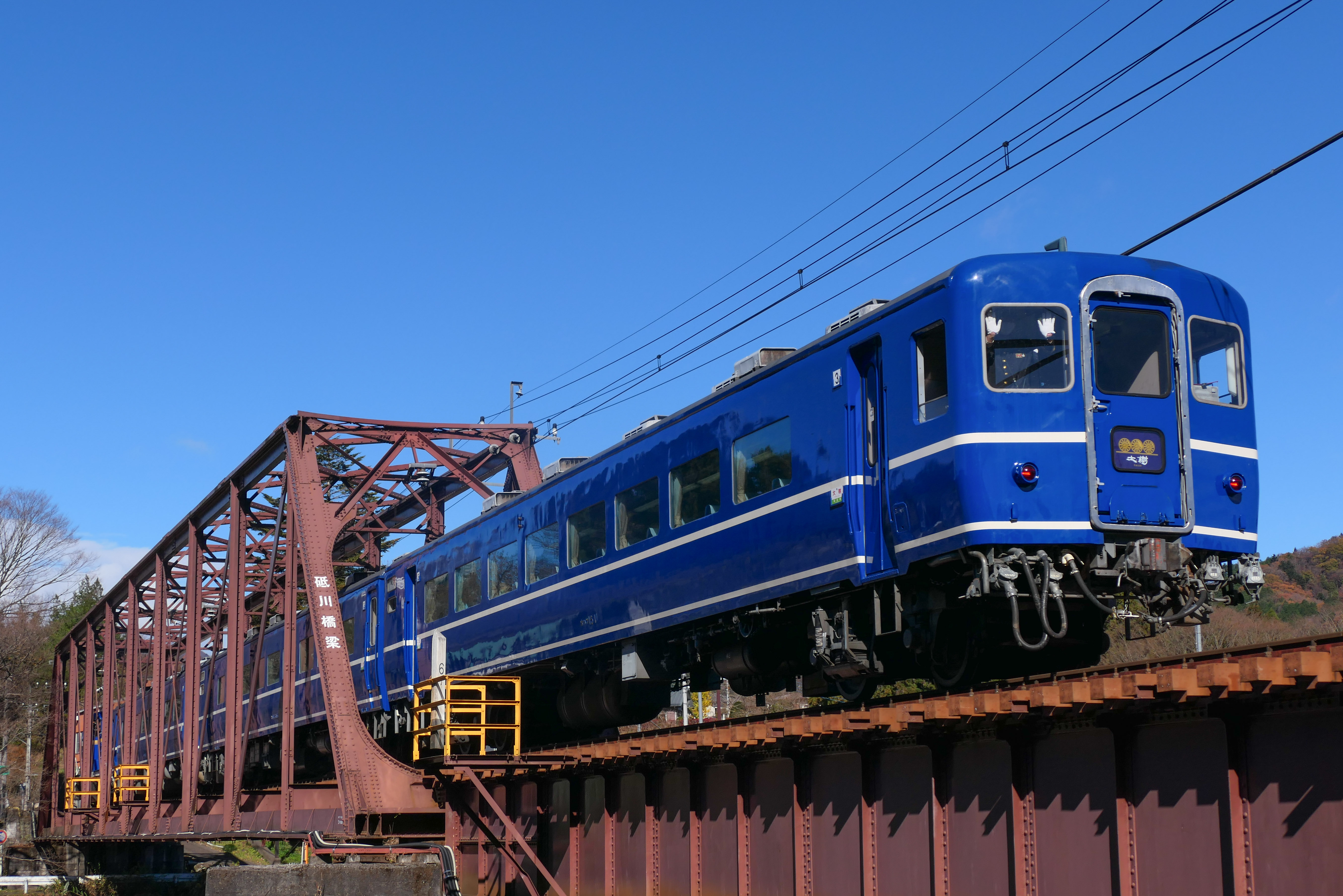
14系客車
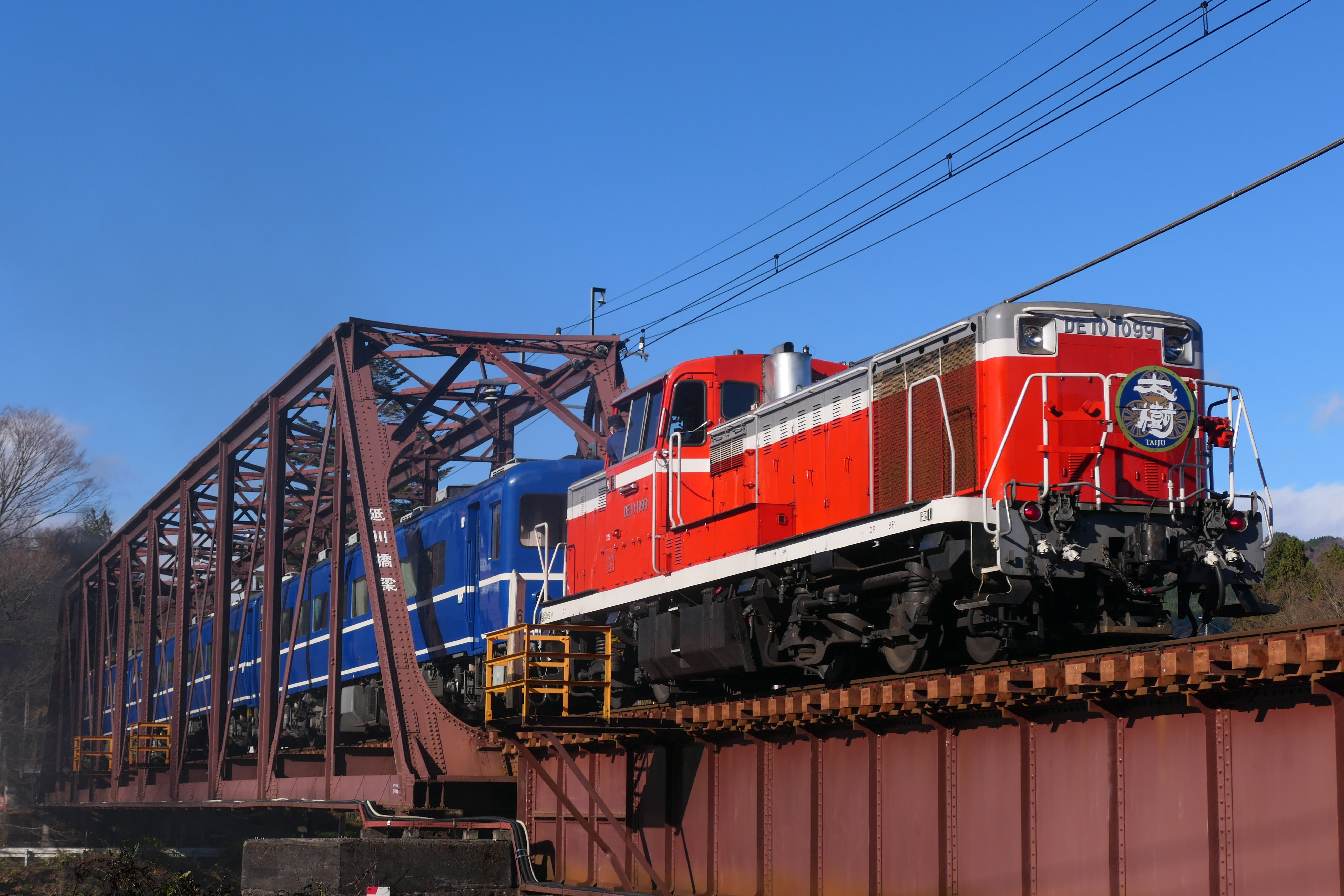
DE10形ディーゼル機関車 (DE10 1099)
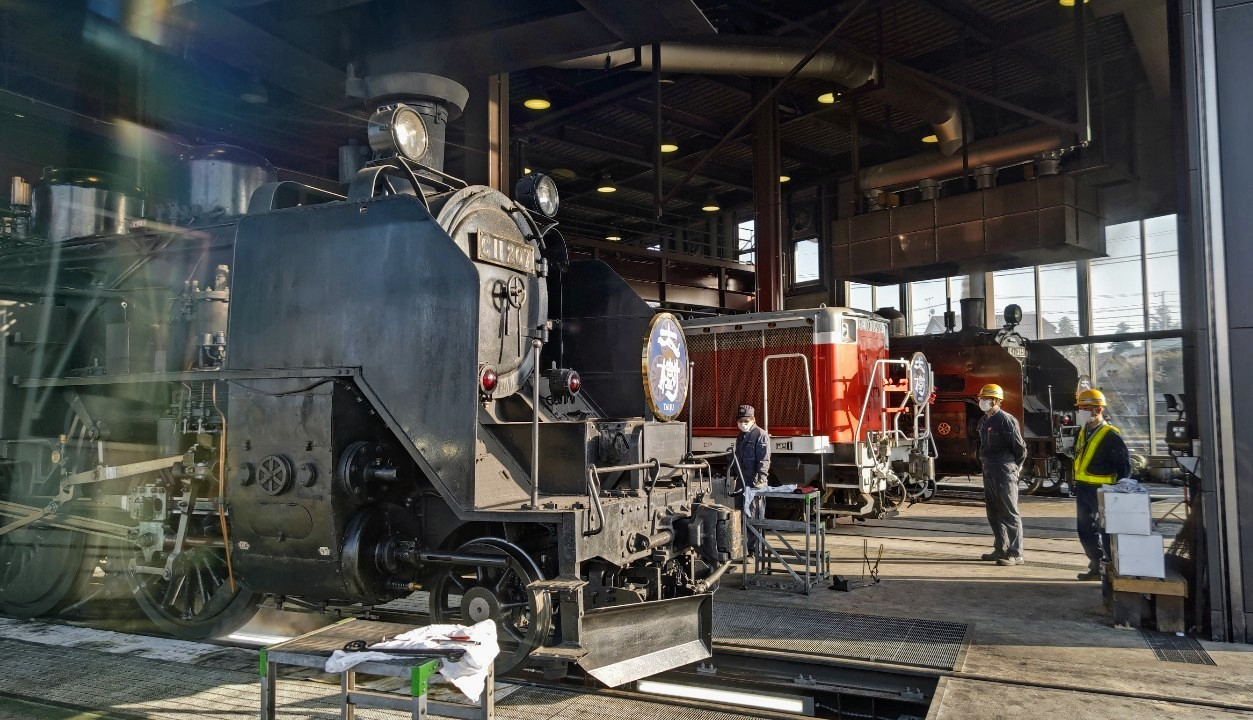
下今市機関区

### 導入予定の車両
- 90000系
  - 東上線用9000系の代替用として導入予定であり、2024年度は設計に着手する[広報 23]。2026年以降、7編成70両を順次投入すると2025年3月に発表された[61]。その後、2025年度の設備投資計画において同年度中に2編成20両の製造が発表された[62]。
- 大師線用新型車両
  - 大師線で自動運転を行うために2026年度から2027年度にかけて4編成導入し、2028年度以降に検証運転実施予定。[63]

### 過去の車両
- 優等列車用電車
  - 1700系・1720系「デラックスロマンスカー」（けごん：日光線特急／きぬ：鬼怒川線特急）
  - モハ3210形・クハ250形（日光線・鬼怒川線準快速）
  - モハ5310形・クハ350形（日光線・鬼怒川線特急→伊勢崎線急行、日光線・鬼怒川線急行・快速および団体臨時列車）
  - モハ5320形・モハ5800形・クハ340形（日光線・鬼怒川線快速急行・快速および団体臨時列車）
  - 5700系（日光線・鬼怒川線特急→伊勢崎線急行→日光線・鬼怒川線快速急行・快速および団体臨時列車）
  - トク500形（日光線・鬼怒川線用展望車、元貴賓車）
  - 6000系（日光線・鬼怒川線快速急行・快速）
  - 1800系（伊勢崎線急行および団体臨時列車）
  - 300系（特急および団体臨時列車）
  - 200系（250型）（伊勢崎線特急）
- 通勤形電車
  - 2000系・2080系（地下鉄日比谷線乗り入れ用・2080系は野田線用）
  - 3000系・3050系・3070系（16 - 18m級旧形車の更新車で、種車は3000系が3200系、3050系が5400系、3070系が5310系）
  - 3200系（昭和初期に製造された旧デハ4形をはじめとした東武形電車、通称デッカー）
  - 5000系・5050系・5070系（7800系の更新車）
  - 5400系（旧デハ7形の一部とデハ1200形以降に製造された東武形電車など、通称PR）
  - 7300系（戦後の混乱期に運輸省よる国鉄63系の割当車、後に7800系と同系車体に更新）
  - 7800系（7300系を基に設計された20m級4扉の通勤形電車）
- 軌道線用電車
  - 100形
  - 200形
- 電気機関車（本線系統・東上線系統用）
  - ED3000形（旧総武鉄道デキ1形）
  - ED4000形（旧ED10形）
  - ED4010形・ED4020形
  - ED5000形
  - ED5010形・ED5050形
  - ED5060形・ED5080形
- 電気機関車（軌道線用） ※下記の2形式については東武日光軌道線#車両を参照。
  - ED600形（旧国鉄ED40形）
  - ED610形
- 気動車
  - キハ2000形（熊谷線用）
- 蒸気機関車
  - C112（旧国鉄C11形）
  - A1形（2代）（旧国鉄1850形）
  - A2形（旧国鉄2100形）
  - B1形（自社導入機、旧国鉄5500形）
  - B2形（旧国鉄5300形）
  - B3形（自社導入機）
  - B4形（旧国鉄5650形）
  - B5形（旧国鉄6200形）
  - B6形（旧国鉄6250形）
  - B7形（旧国鉄5600形）
  - C1形（初代）（旧山陽鉄道形式1）
  - C1形（2代）（←C3形（初代））
  - C2形（初代）（自社導入機）
  - C3形（初代）（自社導入機）
  - C3形（2代）（←C1形（初代））
  - C3形（3代）（旧東上鉄道A1形←国鉄400形）
- 貨車
  - ホキ1形（バラスト散布用）
  - ヨ101形・ヨ201形（車掌車）
- 郵便車・荷物車
  - モニ1470形（荷物車）
  - モユニ1490形（郵便荷物合造車）
  - モユニ1190形（大正14年系から改造）

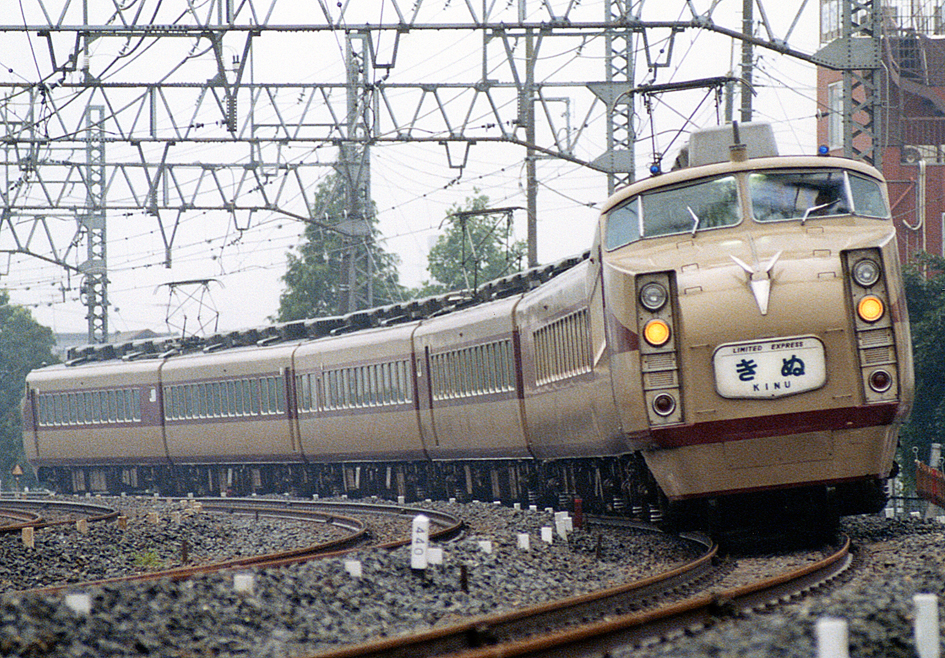
かつての東武を代表する特急用車両1720系
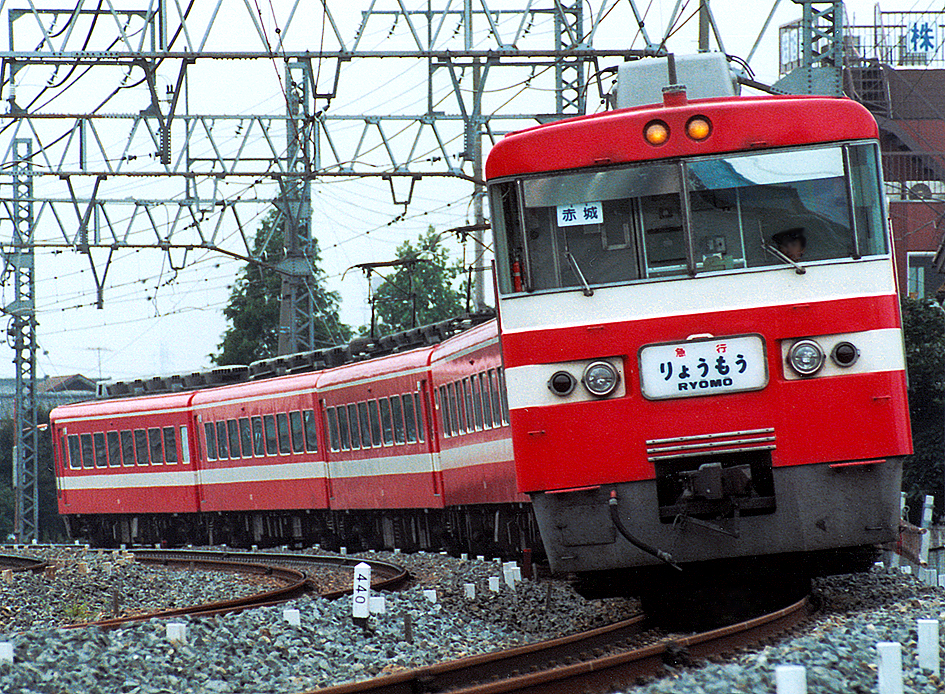
「りょうもう」に使用された1800系
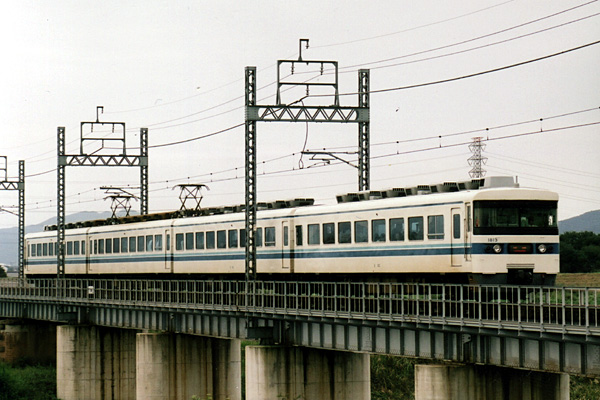
急行形から通勤形に格下げ改造された1800系
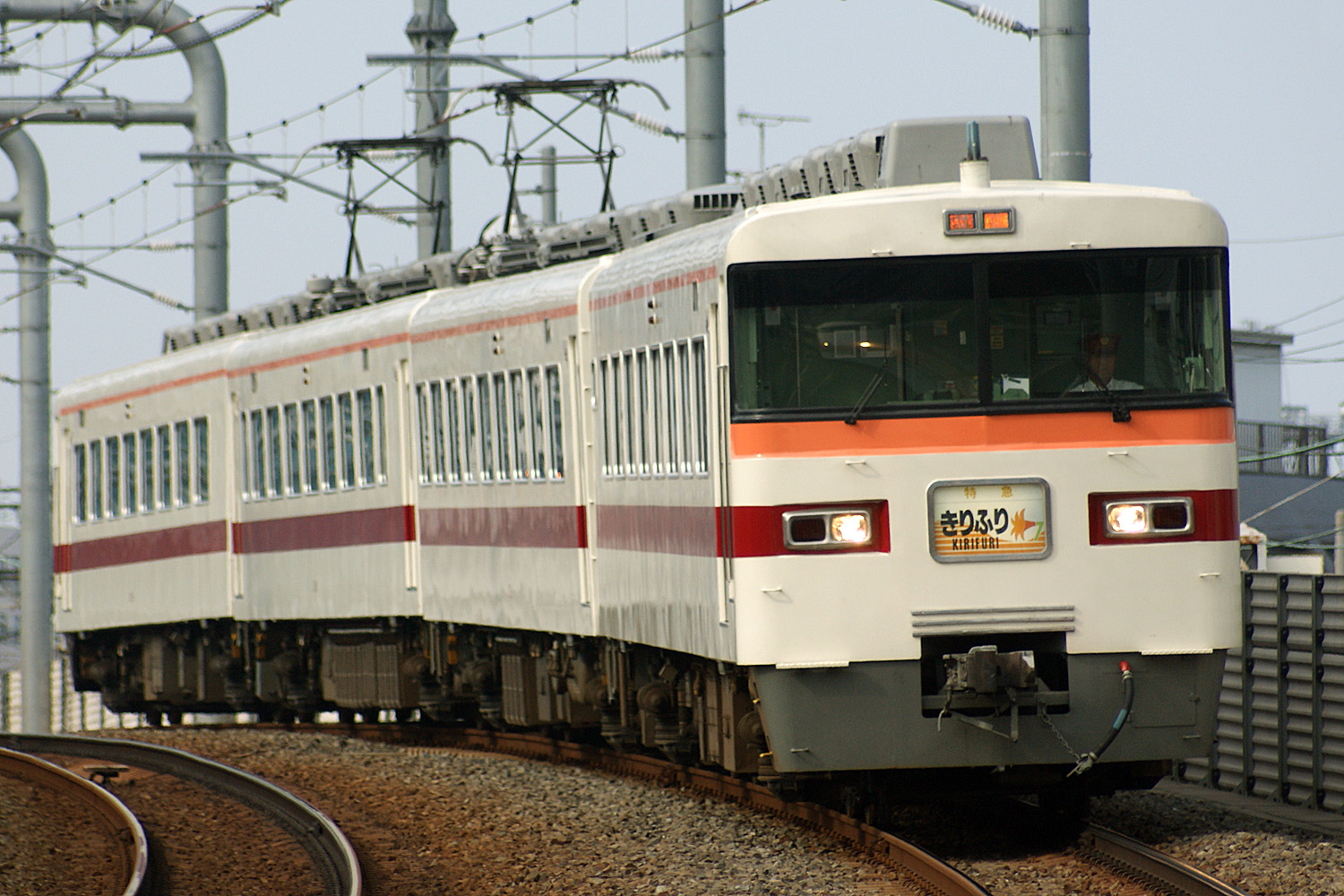
「きりふり」に使用された300系
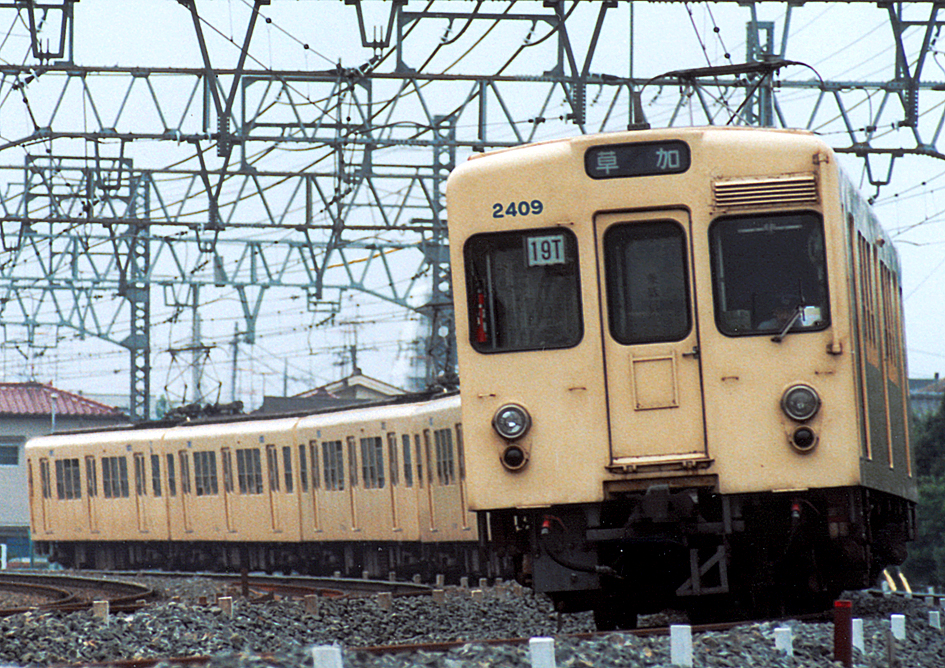
東武初の高性能車であり初代日比谷線直通車両の2000系
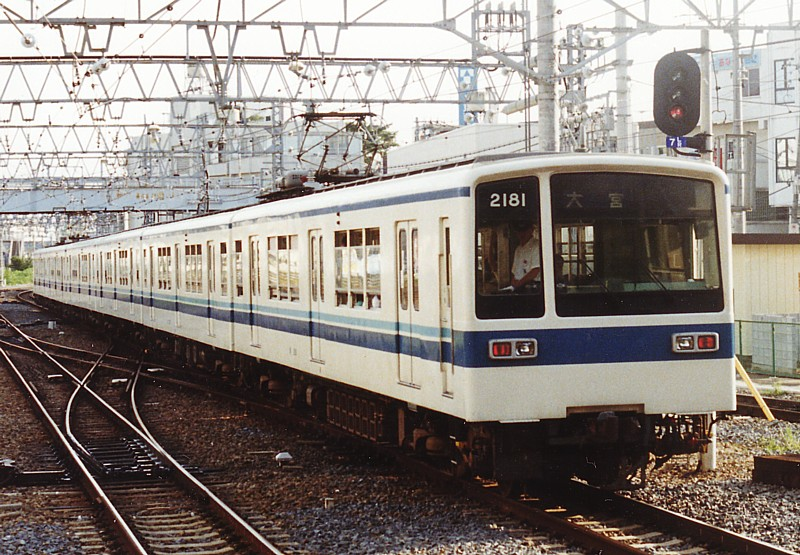
2000系を組み替えた2080系
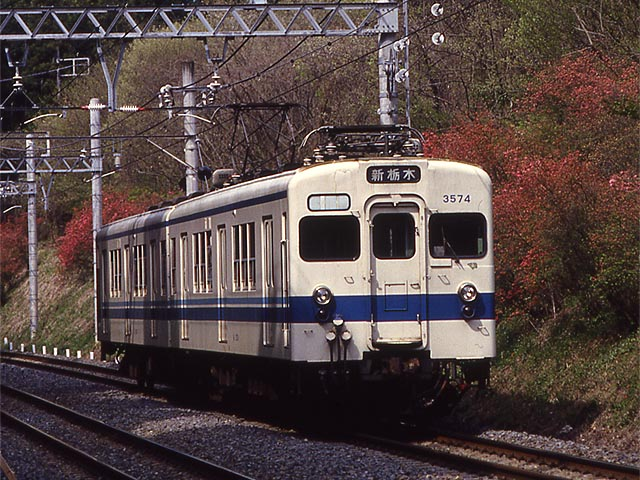
18mの通勤形だった3000系列
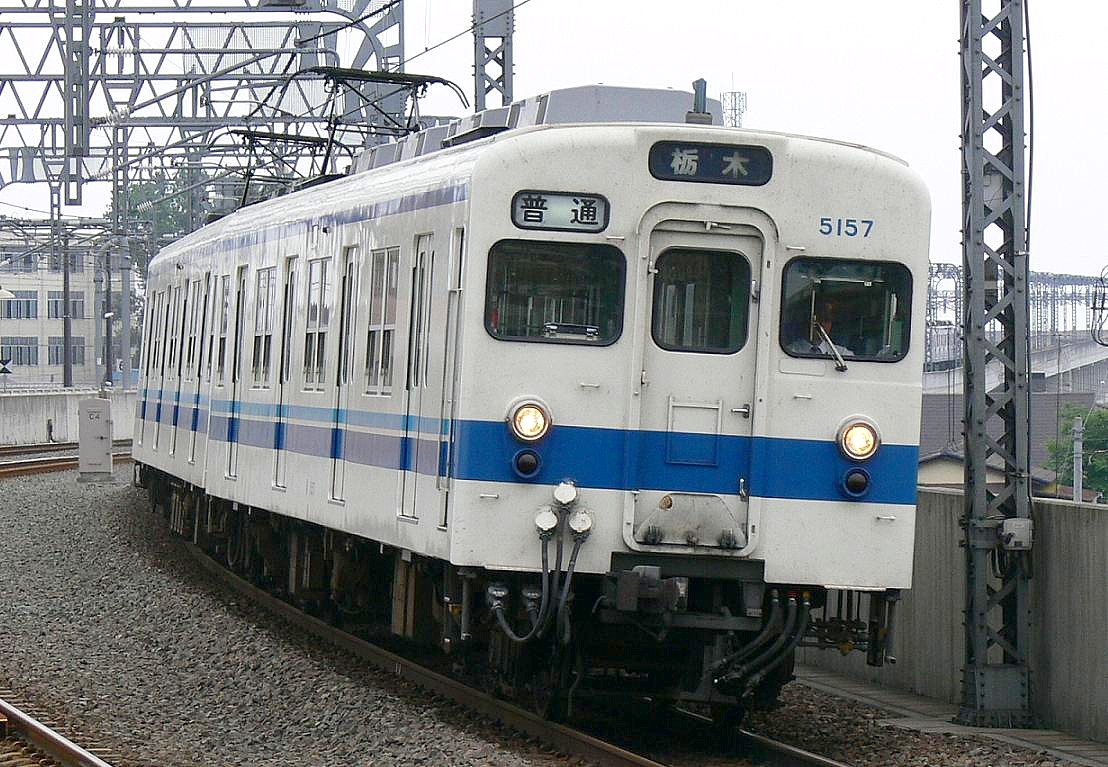
東武最後の吊り掛け駆動車であった5050系
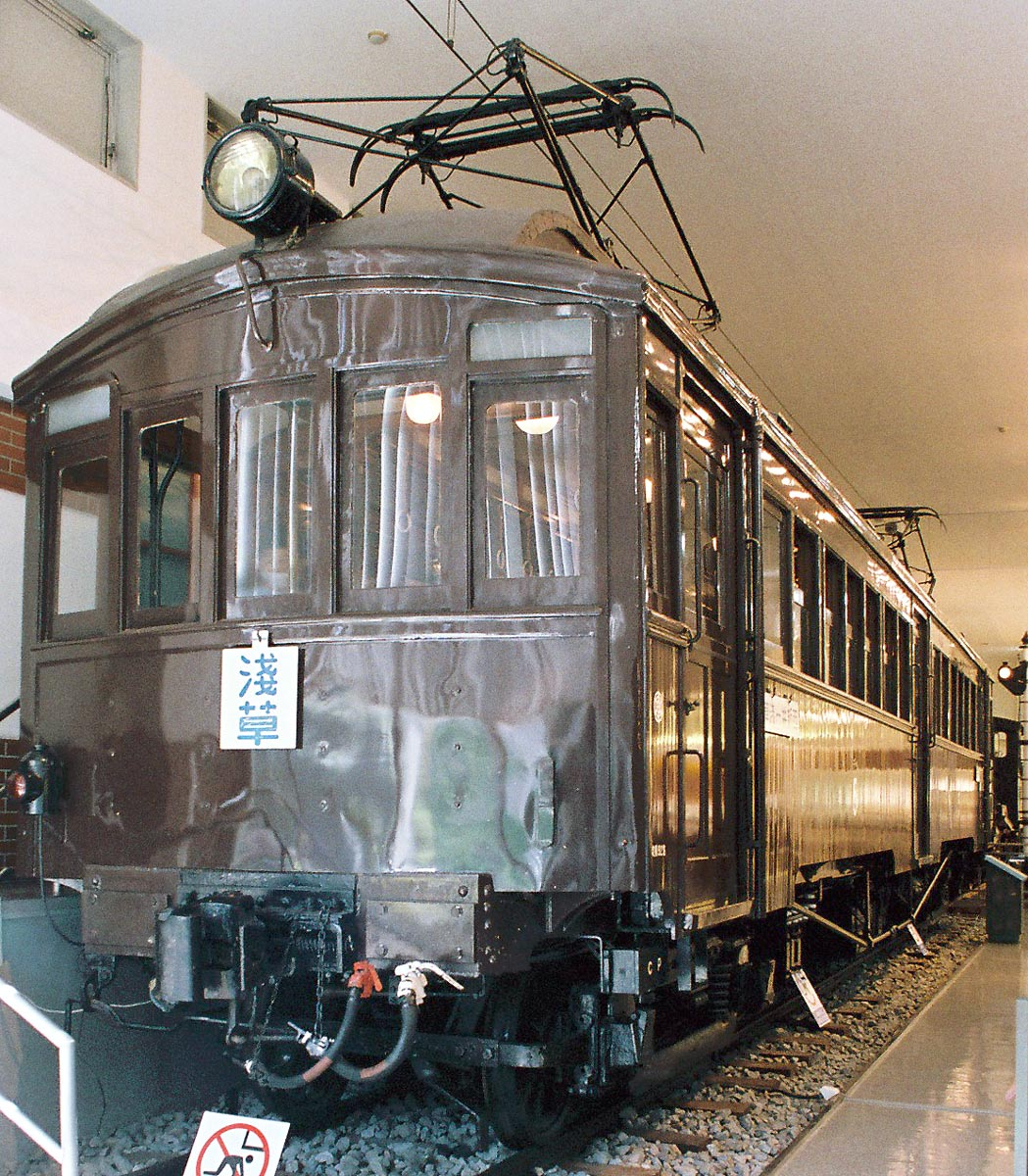
東武最初の電車デハ1形
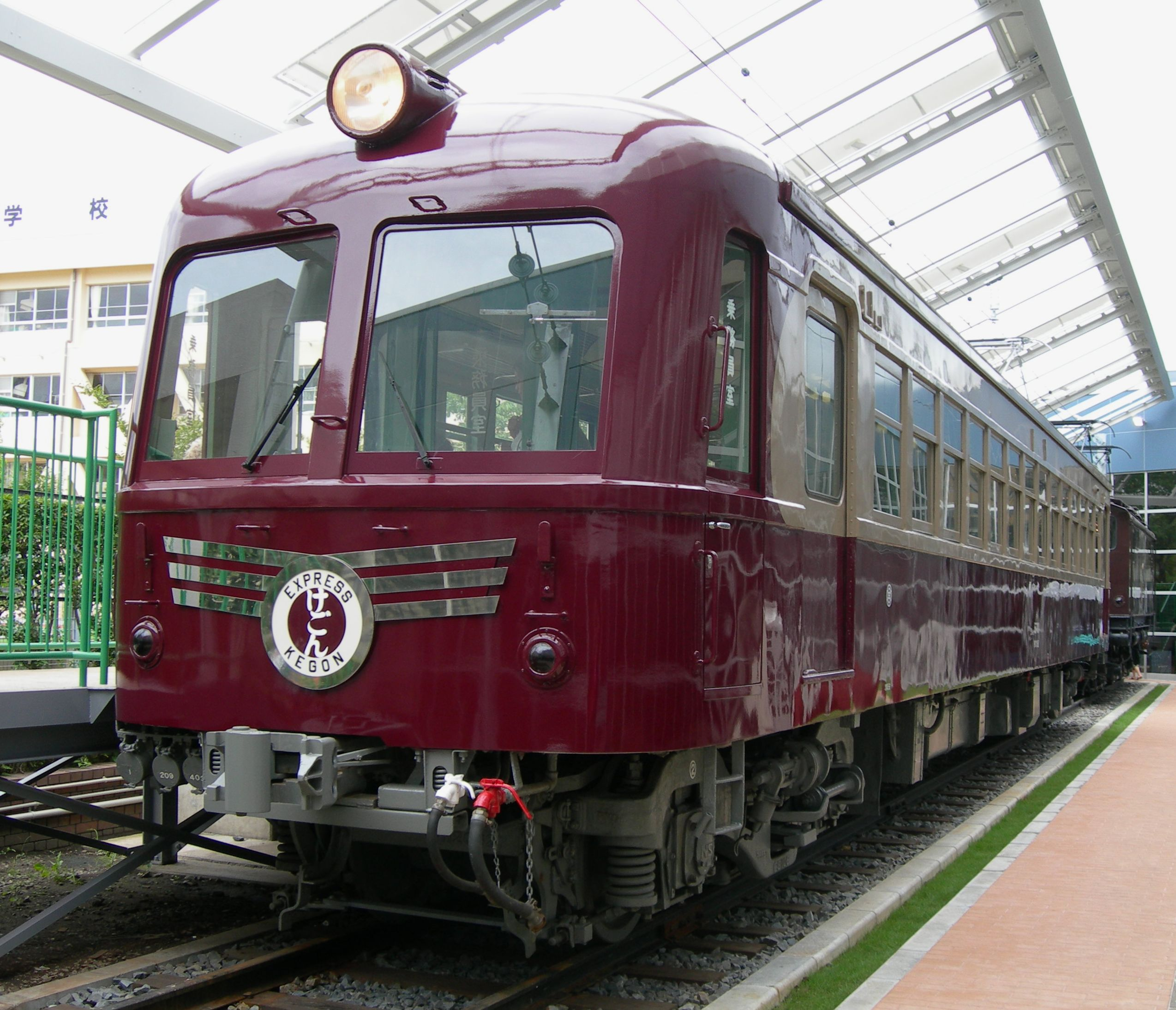
登場時の5700系 通称「猫ひげ」
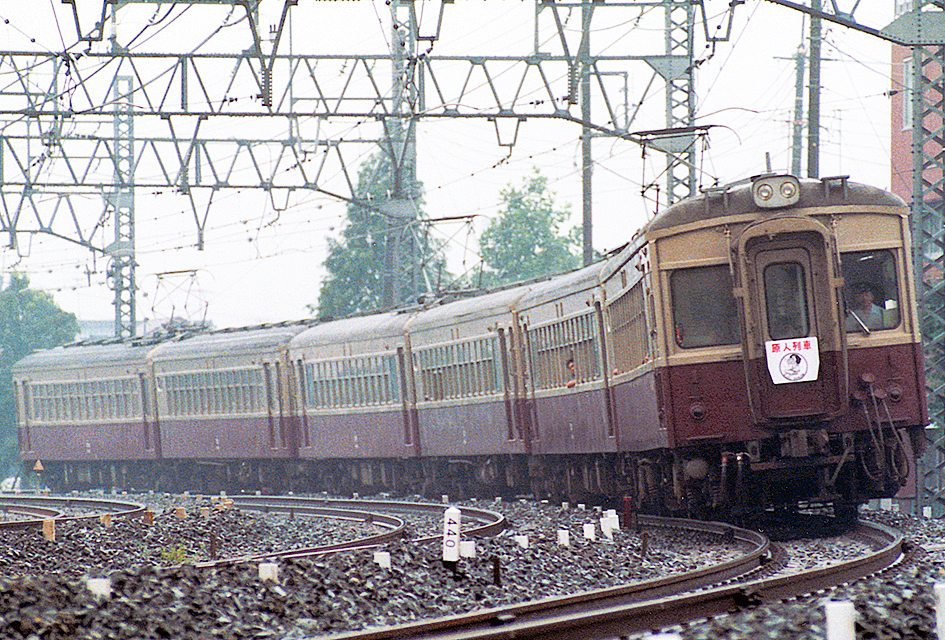
その後、5700系は貫通型となった
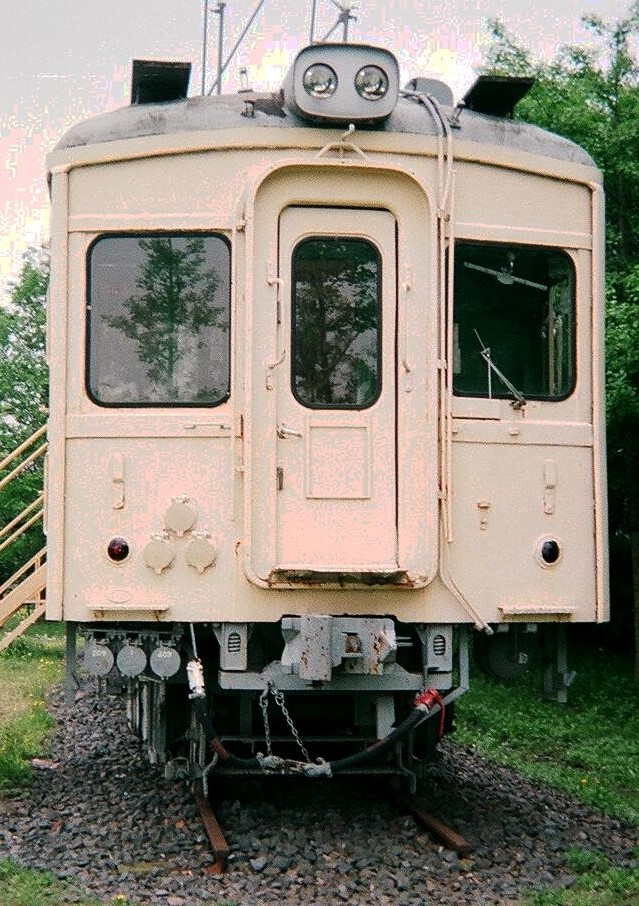
モハ63系の東武版7300系
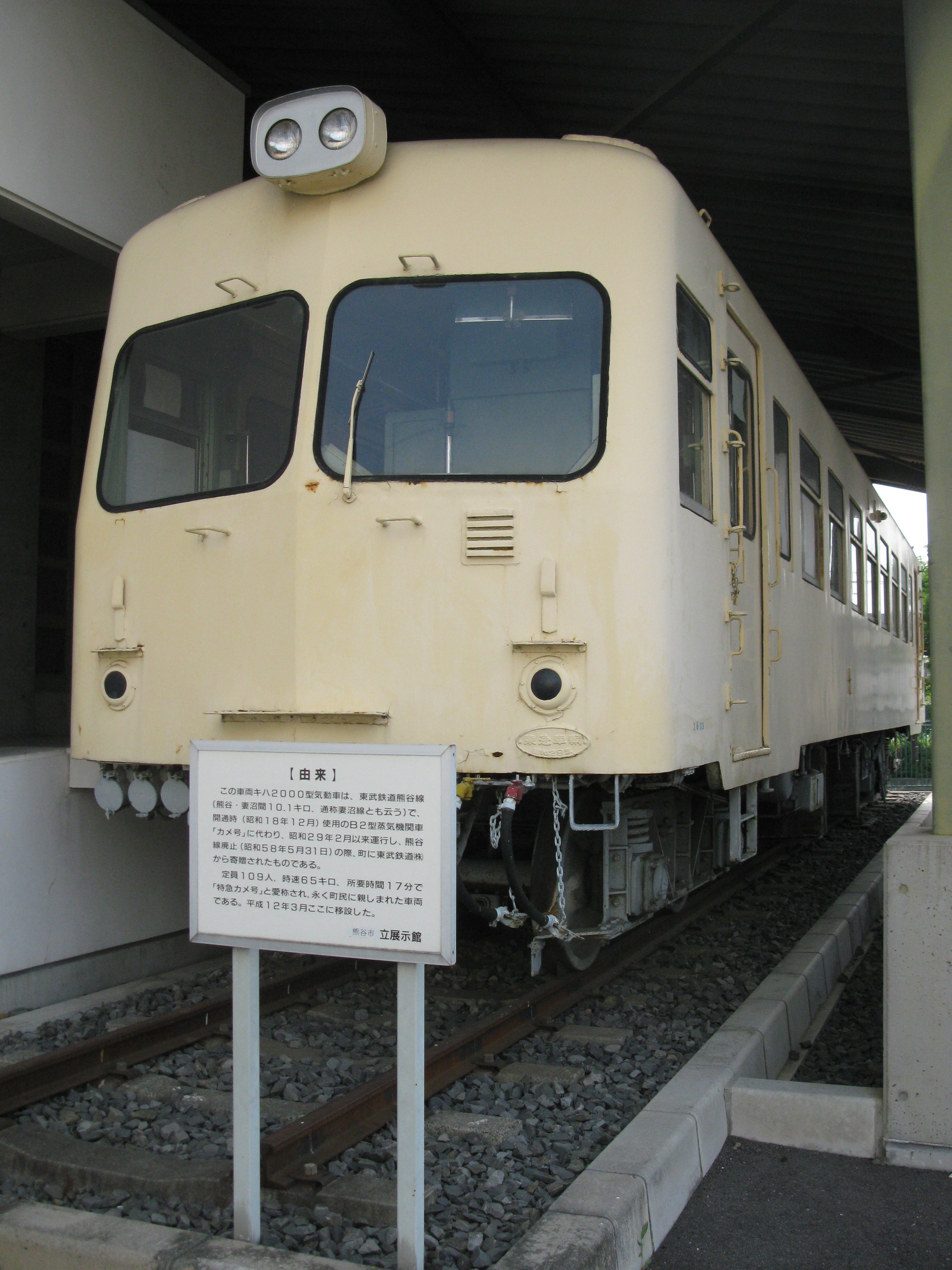
東武最後の気動車であるキハ2000形
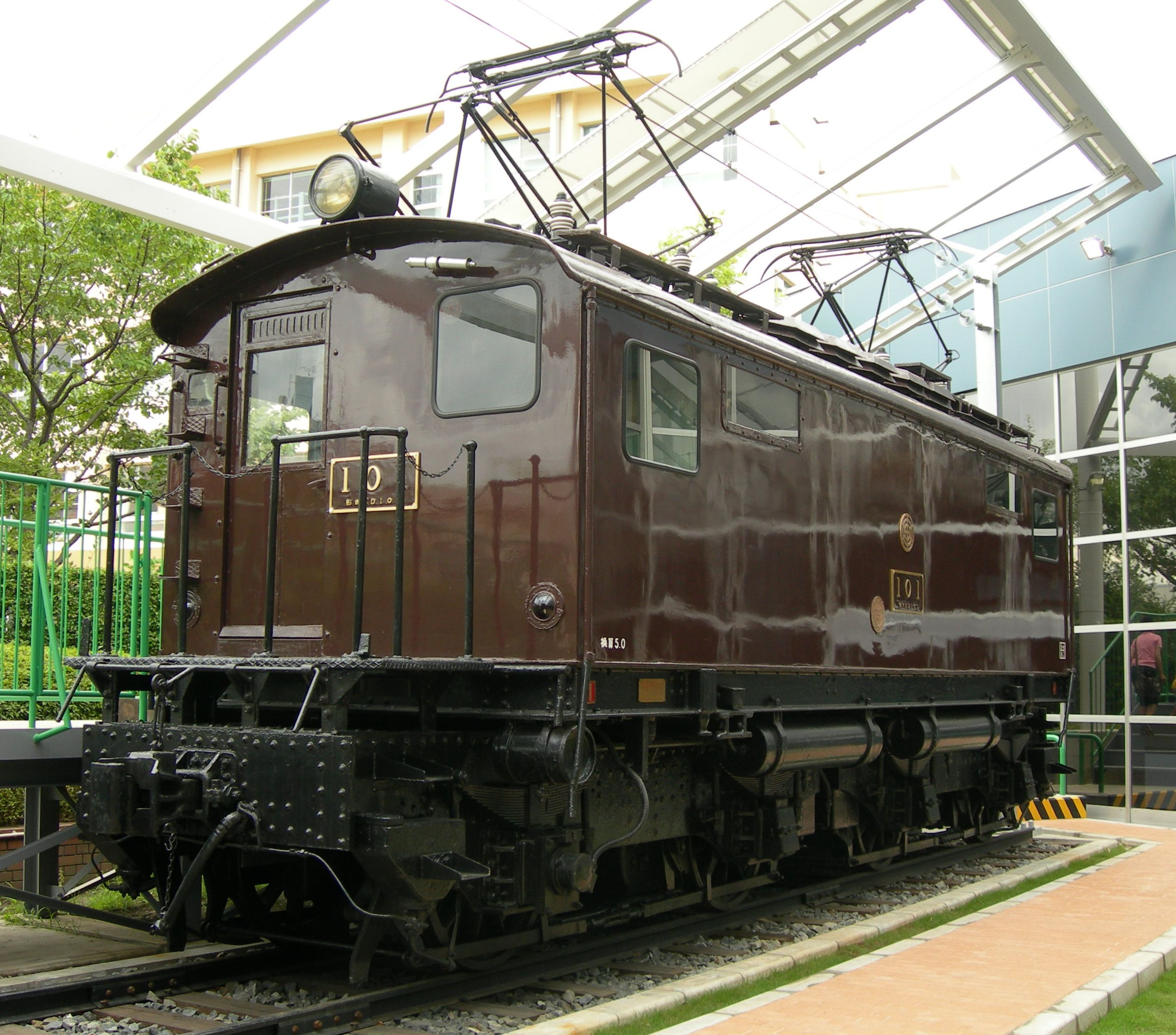
東武最初の電気機関車のひとつED10形
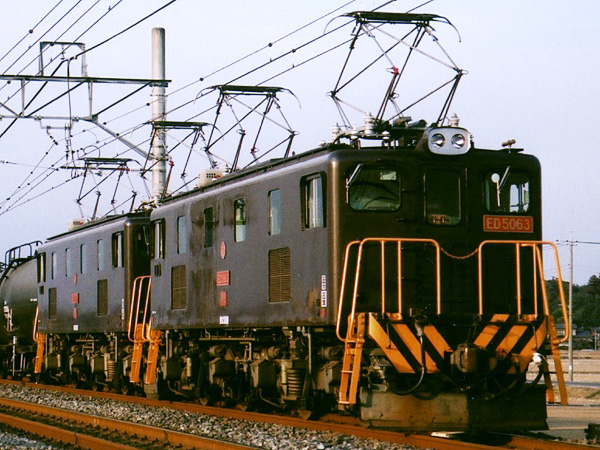
東武最後の電気機関車であったED5060形
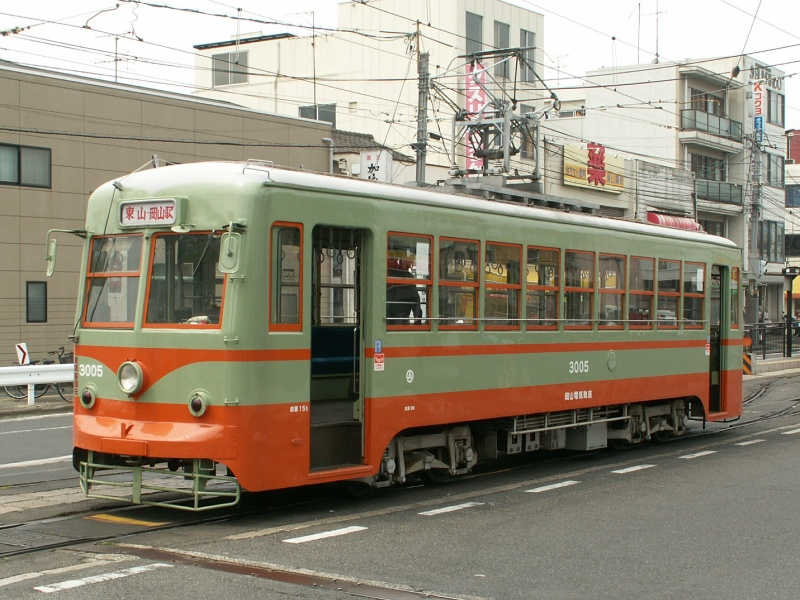
日光軌道線の100形は岡山電気軌道で現役
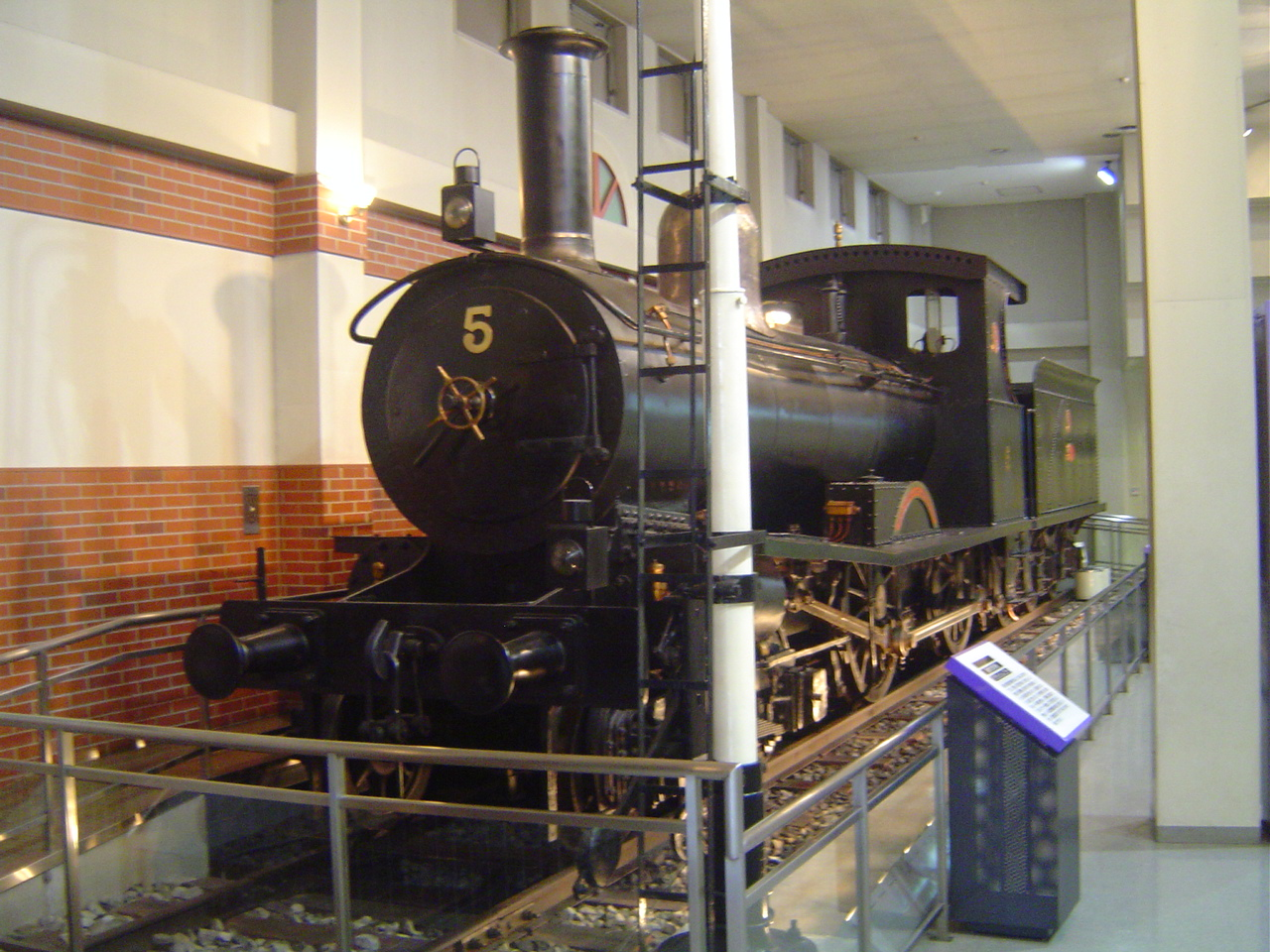
開業時に用意された蒸気機関車B1形5号

### 東武鉄道の車両を製造したメーカー
東武鉄道は、関西以西に拠点を置く車両メーカーを好む傾向があり、2025年（令和7年）現在ではほとんどの新造車が関西以西の拠点で製造されている。
ナニワ工機→アルナ工機→アルナ車両
阪急阪神東宝グループの企業。元々初代・嘉一郎と阪急電鉄の創業者・小林一三の間に親交があったことから、1951年（昭和26年）の5700系を皮切りに取引が始まり、以後100系（スペーシア）・1720系 (DRC)、1800系・2000系・8000系・9000型・10000型・20000型・30000系を竣工。なおかつ新形式を起こす場合、その初号編成をアルナに発注していた（9000型は最初の10両中4両を担当）。また、7800系から5050系・5070系への車体更新、6000系から6050系への車体更新、1720系から200型への更新、そして1800系から300型・350型への改造工事も同社が行った。
バブル崩壊以降、阪急の業績不振もあり、2001年度に同社は債務超過に陥り、鉄道車両製造から撤退。新たに設立されたアルナ車両へ路面電車製造および車両更新工事の事業を引き継いだ。現在でも8000系・10000型のリニューアル工事で津覇がアルナ車両の下請けの形を取るなど細々と関係が続いている。
近畿車輛
大阪府東大阪市にある近鉄グループの企業。日比谷線直通用車両70000系を東京メトロ13000系と一括で受注し全車製造した（東京メトロ13000系電車#概要も参照）ほか、2024年12月から野田線用80000系の納車を始めた。
日立製作所
東武鉄道と同じ芙蓉グループの企業。山口県下松市に鉄道車両の生産拠点（笠戸事業所）を持つ。
電気機関車のED5010形やED5050形・7800系を竣工後、長い間取引がなかった。ただし、制御装置など電装品での取引は長らくあった。アルナ工機の鉄道車両事業の事実上の受け皿になったことをきっかけに、2004年の50000型から取引再開。50000系列と60000系、N100系（スペーシアX）全車が笠戸事業所で竣工した。また、9000型・9050型の副都心線乗り入れに伴う改造工事を日本電装と、20000系列の栃木地区転用に伴う改造工事を津覇とともに行った（後述）。施工車両には日立と日本電装、または津覇の連名のプレートが取り付けられている。
川崎重工業→川崎車両（旧・川崎造船所、川崎車輛）
兵庫県神戸市に本社を置く。1927年から翌年にかけてデハ4形 - 6形の一部のほか、下野電気鉄道からの編入車デハニ101形や、63系割当車7300系を製造した。他社向けとは違いいわゆる“川造型”の納入はなかった。2016年度から、特急用車両「リバティ」500系全車を生産、納車した。
津覇車輌工業
旧西新井工場で東武車両の改造や更新作業を行ってきた特殊車両製造会社だが、東武系の企業ではない。7300系の更新、16 - 18m級旧形電車の3000系への更新、7800系の5000系への更新、8000系の冷房化改造や車体修繕工事などを手掛けた。
2004年に西新井工場を閉鎖し、館林へ移転後は8000系・10000型・20000型の車体修繕工事を行っている。なお、車体修繕工事は前述のアルナ車両あるいは日立と合同で受注しているため、車内製造銘板は2社の企業名が表記される。
東急車輛製造（現事業・総合車両製作所）
東急グループの企業で、取引は1954年（昭和29年）熊谷線の気動車キハ2000形・7800系の製造より始まった。以後他の車両製造はしなかったが1973年の8000系から製造を始め、100系・200型・6050系・9000型・10000型・20000型・30000系などを竣工した。同社は早くからアメリカ・バッド社 (The Budd Company) と技術提携し、ステンレス車両製造を行っている。東武初のステンレス車9000型の製造を手掛けたのも同社である。30000系製造終了以後は新車取引がないが、総合車両製作所発足直後に6050系のうち4両が横浜事業所に入場し、634型「スカイツリートレイン」に改造された。
宇都宮車両→富士重工業（現・SUBARU）
宇都宮線江曽島駅 - 南宇都宮駅間にある宇都宮製作所で気動車中心に鉄道車両を竣工していた（電車は黎明期を除き東武向けのみ）。宇都宮車両時代の1949年から1954年にかけて、国電戦災復旧車クハ450形、木造客車を鋼体化したクハ500形やクハ550形などの制御車、7800系の一部、日光軌道線の100形・200形を竣工。1965年の8000系2R車（2両編成）から取引が復活し、2000系（中間車）・6050系・9000型・10000型・30000系などの電車、ホキ1形・トキ1形・ワラ1形などの貨車を製造した。また、7800系から5070系への車体更新も行った。
しかし生産両数の減少から、同社は自動車部門（スバル）と航空宇宙部門（米ボーイング社向け分担生産等）へ経営資源の集中を決定、2003年2月に新潟トランシスへ鉄道車両事業を譲渡した。また、同時期に撤退したバス車体部門も伊勢崎市に工場があり、東武バス向けに多数製作した。
日本車輌製造
愛知県名古屋市に本社を置くJR東海グループの会社。1971年（昭和46年）まで埼玉県蕨市に東京支店工場（蕨工場）があり、短距離の甲種輸送で済むため東武鉄道との取引が多かった。本線は北千住、東上本線は下板橋（赤羽線板橋駅を介していた）と川越（国鉄川越線は当時非電化で大宮 - 川越間は蒸気機関車9600形やディーゼル機関車DE10形などで牽引していた）で引き渡していた。黎明期の客車を始め、東武最初の電車デハ1形、東武形電車デハ4形 - 6形・デハ10系・運輸省規格形モハ5300形やクハ330形、戦後に木造客車を鋼体化したクハ500形・63系割当車7300系・5700系・7800系・1720系・1800系・6000系・8000系ほか、総武鉄道からの編入車モハニ1101形やクハ1201形などを竣工したが、東京支店工場閉鎖後はアルナや富士重工・東急車輛に注文が流れ、取引が無くなった。
汽車製造（汽車会社）
東京都江東区に東京支店（工場）があった関係上、日車同様甲種輸送には短距離で済むため取引が多かった。デハ2形・ デハ4形 - 6形・デハ10系・戦時規格統制形クハ1200形・運輸省規格形モハ5300形・5700系・7800系と吊り掛け車を中心に竣工し、1963年の8000系2編成（8104F・8105F）をもって取引が終了した。なお、同社は1972年に川崎重工業に吸収合併された。
東芝（旧・東京芝浦電気）
いずれも電気機関車で、東芝戦時形のED4010形やED4020形、箱型機のED5000形・ED5060形・ED5080形を竣工した。電装品では車両空調装置や30000系の運転台製作を担当している。
東洋電機製造
日光軌道線の電気機関車ED610形を竣工した（車体は東洋工機が担当）。主に電装品を担当し、パンタグラフや、7800系・20000型・9050型では制御装置やモーターなどを総合的に関与、8000系など日立製制御装置搭載車ではモーターを担当。
大栄車輌
運輸省規格形クハ330形の一部および3000系を竣工した。そのほか東武に譲受された国電の戦災車や事故車の復旧を行った。

### 車両について付記
- 台車は、メーカー形式とは別に東武社内形式を付与している。例えば「TRS-81M」（メーカー形式FS-511）の場合、TRが台車を示し、Sは製造会社（S：住友金属工業→新日鐵住金→日本製鉄、F：扶桑金属工業＝住友金属工業の前身、K：汽車会社、T：東芝、H：日立）、数字は設計年の西暦の下2桁（81は1981年を示す）、Mは電動台車を示し、同型の付随台車はMをTに置き換える。なお数字の部分は同じ年に違うメーカー形式の台車が登場した場合には数字の末尾にさらに1、2を加えて3桁にする[65]。社内形式を台車に付与する事例は東京都交通局にも見られる。
- 古い車両形式を中心に、5700系を「57系」、7800系を「78系」など上2桁で表記・呼称することが、鉄道趣味誌および趣味者においてなされる例がある。

### 付番方法について
本節では、100系以降の特急用車両と10000型以降の通勤形車両の付番方法について記述する。

#### 特急形車両・800型・850型
| モハ | 1 | 01 | - | 1 |
| ↑    | ↑ | ↑  |   | ↑ |
| A    | B | C  |   | D |

- A：車種を表す。制御車は「クハ」、付随車は「サハ」と区別されるが、動力車は運転席の有無にかかわらず「モハ」としている。
- B：系列を表わす。2019年10月現在、1から3と5・8が存在する。
  - 800型・850型は通勤形であるが、例外的に特急形と同じ付番法則が適用されている。

- C：編成番号を表わす。通常は「01」から始まるが、仕様の違いで50番台などに区分されることがある。
- D：連結位置を表す。浅草方の先頭車を「1」とする。

#### 通勤形車両
| モハ | 3 | 2 | 6 | 01 |
| ↑    | ↑ | ↑ | ↑ | ↑  |
| A    | B | C | D | E  |

- A：特急形と同じく車種を表す。
- B：特急形と同じく系列を表わす。2019年10月現在、1から3と5から7が存在する。
- C：連結位置を表す。浅草・池袋・柏方の先頭車を「1」とする。10両固定編成の伊勢崎・寄居方の先頭車は「0」とする。
- D：編成の長さを表す。10両固定編成は「0」とする。
  - なお、東上線に転属した30000系は10両固定編成化がなされているが、C・Dの番号は変更されていない。
- E：編成番号を表わす。通常は「01」から始まるが、仕様の違いで30番台・50番台などに区分される場合がある。
  - 10080型は試作的要素が強かったため、「81」ではなく「80」が付けられた。

## 車両基地・工場

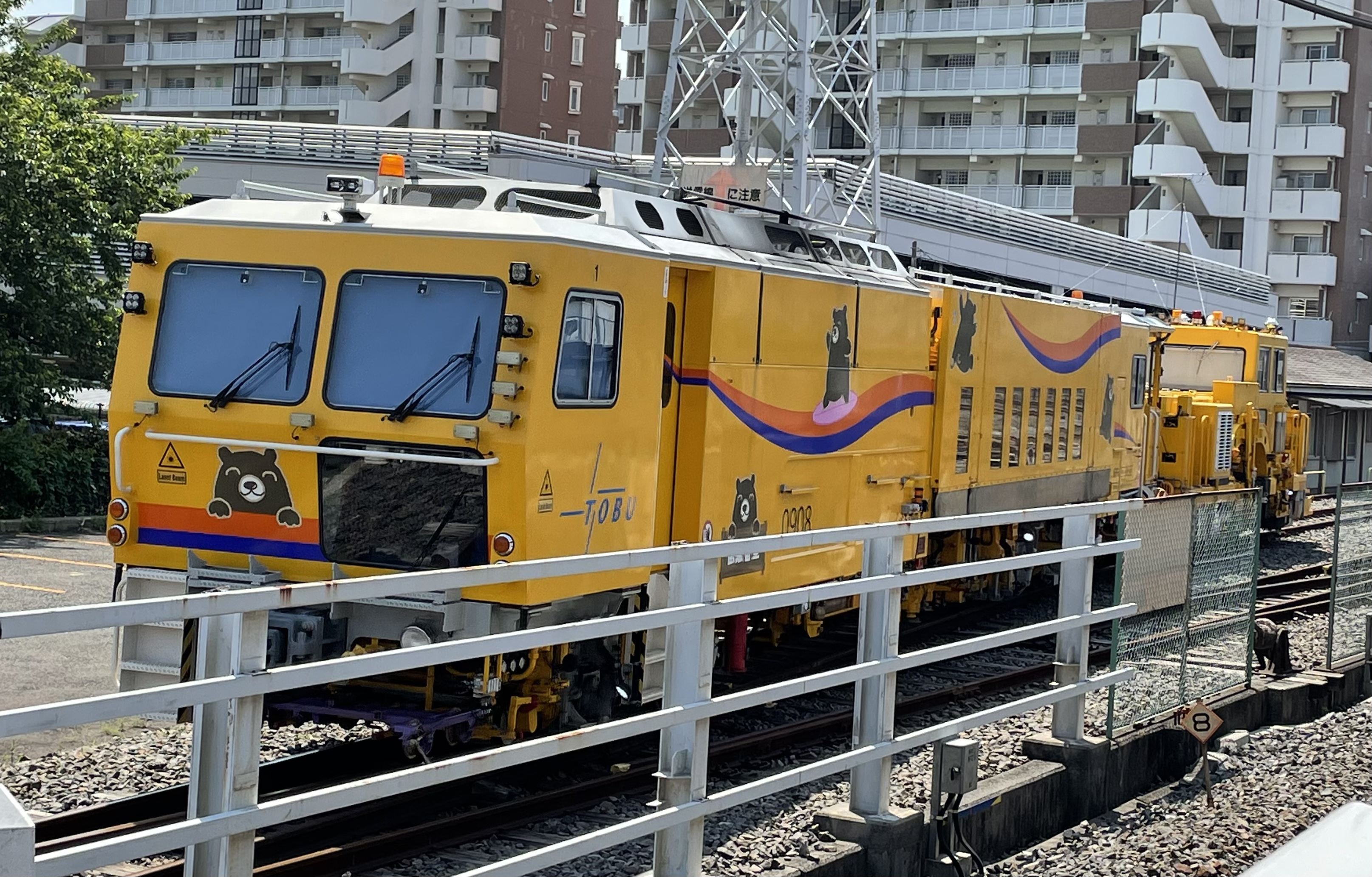
東武鉄道のマルチプルタイタンパー（東上本線朝霞駅にて）

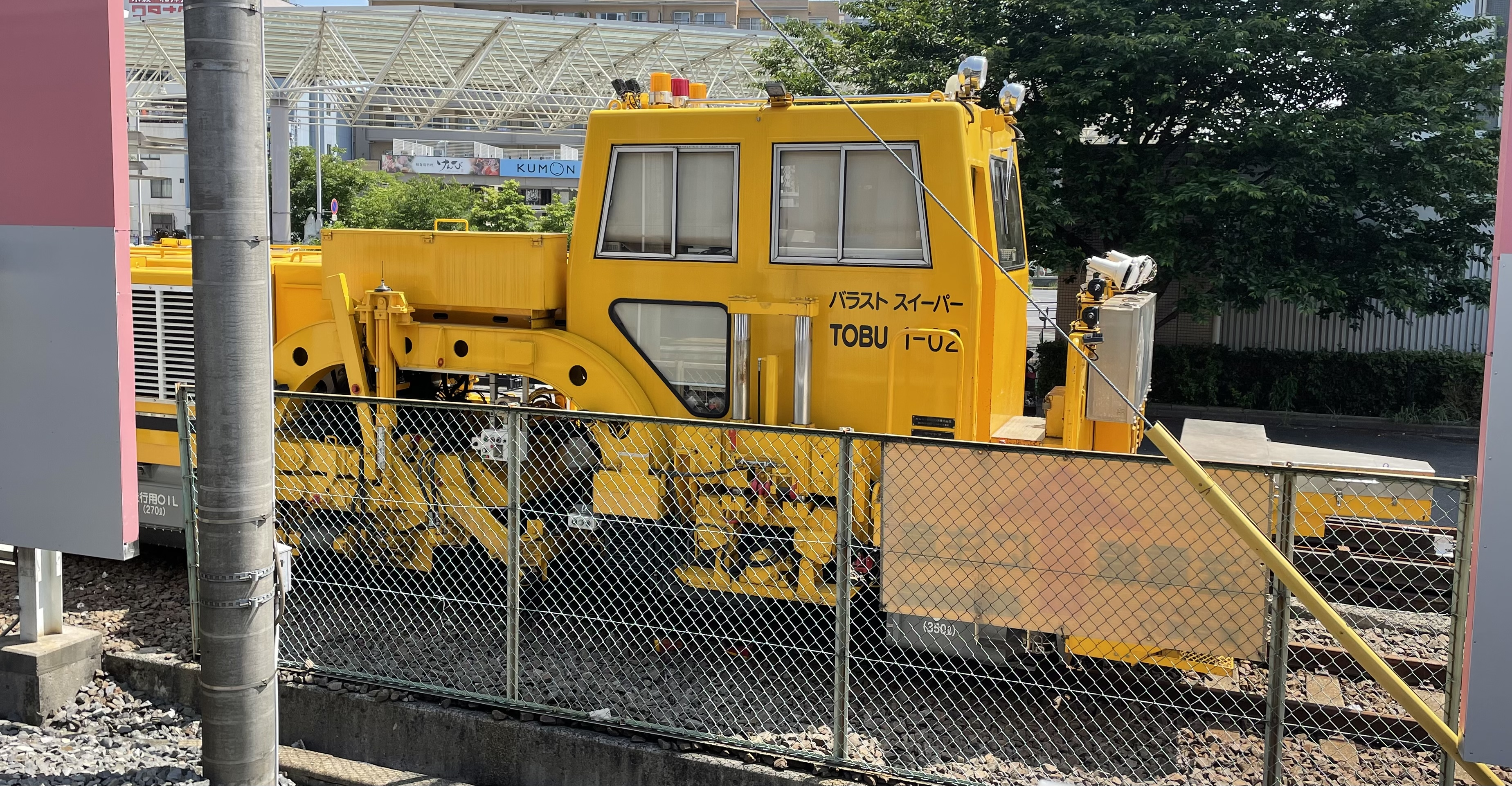
東武鉄道のバラストスイーパー（東上本線朝霞駅にて）

- 南栗橋車両管区 - 本線系統所属車両の検修。伊勢崎線・日光線の車両を配置
  - 春日部支所 - 伊勢崎線・日光線・亀戸線・大師線の車両を配置、検修
  - 七光台支所 - 野田線の車両を配置、検修
  - 館林出張所 - 伊勢崎線（ワンマン区間用）・佐野線・小泉線・桐生線の車両を配置
  - 新栃木出張所 - 宇都宮線・鬼怒川線の車両を配置
- 下今市機関区 - 鬼怒川線の「SL大樹」用の車両を配置
- 森林公園検修区 - 東上線所属車両の検修。東上本線・越生線の車両を配置
- 南栗橋工場 - 本線系統の全車両、および東上線系統の全車両の検査
- 資材管理センター北館林車両解体場 - 廃車車両の解体

本線系統には、長い間在姿形車輪削正旋盤（車両から台車や車輪を外さず削正を行う旋盤で、作業完了後すぐに営業運転が可能）が春日部検修区（現南栗橋車両管区春日部支所）の1台しかなく、南栗橋車両管区との2台体制になるまで、削正が追い付かない事態が続いていた。野田線車両の場合、七光台支所構内に削正旋盤がないため南栗橋車両管区まで回送して削正している。

### かつて存在した車両基地・工場
- 西新井電車区（現・東京メトロ千住検車区竹ノ塚分室）
- 春日部検修区（現・南栗橋車両管区春日部支所）
- 七光台検修区（現・南栗橋車両管区七光台支所）
- 館林検修区（現・南栗橋車両管区館林出張所）
- 新栃木検修区（現・南栗橋車両管区新栃木出張所）
- 川越電車庫（森林公園検修区へ移転）
- 浅草工場
- 西新井工場
- 杉戸工場
- 川越工場（2020年に廃止）
- 館林機関区
- 杉戸機関区
  - 杉戸機関区妻沼派出所
- 坂戸機関区

## 乗務員区所
本線
- 業平橋乗務管区
- 春日部乗務管区
- 館林乗務管区
- 南栗橋乗務管区
  - 下今市機関区

野田線
- 七光台乗務管区

東上線・越生線
- 川越乗務管区
- 森林公園乗務管区

### かつて存在した乗務員区所
本線
- 新栃木乗務管区

東上線
- 志木乗務管区

## 保安設備
- 乗り入れ計画があった東京都交通局と共同開発したTSP形ATS（東武型多情報変周関数制御式自動列車停止装置）を東上本線以外の全ての路線で使用している。東上本線については、ワンマン運転区間となる小川町駅 - 寄居駅間と支線の越生線のみATSを使用し、池袋駅 - 小川町駅間では後述のATCを使用している。このため、ワンマン運転車両を含め東上線の車両の運転台はATSもATCも使える統合運転台で、東上線所属車は東武本線をそのまま走れるが、東武本線所属車は東上線を走れるのは小川町駅 - 寄居駅間と越生線坂戸駅 - 越生駅間のみである。詳細は「自動列車停止装置」の同項目を参照。
- 東上本線では、自動列車制御装置 (ATC) が、2015年1月31日には川越市駅 - 小川町駅間に、同年6月13日には和光市駅 - 川越市駅間に、9月26日には池袋駅 - 和光市駅間に導入され使用を開始した。これにより、東上本線の池袋駅 - 小川町駅間でのATC導入が完了した。

## 運賃
大人普通旅客運賃（小児半額・ICカード利用の場合は1円未満の端数切り捨て、切符利用の場合は10円未満の端数切り上げ）。鉄道駅バリアフリー料金制度による料金10円の加算を含む。2023年（令和5年）3月18日改定。
| キロ程  | 運賃（円） | 運賃（円） | キロ程    | 運賃（円） | 運賃（円） |
| キロ程  | ICカード   | 切符利用   | キロ程    | ICカード   | 切符利用   |
| ------- | ---------- | ---------- | --------- | ---------- | ---------- |
| 1 - 4   | 157        | 160        | 46 - 50   | 670        | 670        |
| 5 - 7   | 178        | 180        | 51 - 60   | 743        | 750        |
| 8 - 10  | 209        | 210        | 61 - 70   | 827        | 830        |
| 11 - 15 | 261        | 270        | 71 - 80   | 912        | 920        |
| 16 - 20 | 324        | 330        | 81 - 90   | 995        | 1,000      |
| 21 - 25 | 377        | 380        | 91 - 100  | 1,089      | 1,090      |
| 26 - 30 | 429        | 430        | 101 - 120 | 1,225      | 1,230      |
| 31 - 35 | 481        | 490        | 121 - 140 | 1,393      | 1,400      |
| 36 - 40 | 534        | 540        | 141 - 178 | 1,581      | 1,590      |
| 41 - 45 | 607        | 610        |           |            |            |

- 東武鉄道では、JRグループの地方交通線や近畿日本鉄道などが設定している、閑散線区等の割増賃率・擬制キロ程制度を採用せず、一律の運賃表を適用する。ただし、運賃計算に実際の距離とは異なるキロ程を用いる区間として、小泉線館林駅 - 太田駅間には、同区間において距離の長い伊勢崎線経由のキロ程と同じになるよう調整された営業キロが設定されている。
- JR東日本との通過連絡運輸（JR線→東武鉄道→JR線と乗り継ぐ場合に前後のJR線の営業キロを合算する特例）が数多く設定されていたが、2007年3月17日分を以ってそのすべてが廃止となった。その後、通算の適用はないが単純に2区間のJR線を含む連絡定期券に限り復活している[28]。

### 乗継割引
- 東京メトロ線、都営地下鉄線、京成線、西武線とは、双方の会社線から10円を割引額として差し引いた片道普通乗車券を発売する。
  - 小児は双方の会社線から5円を割引額として差し引き、端数計算はしない。
- 東日本旅客鉄道線とは、双方の会社線から10円を割引額として差し引いた片道普通乗車券を発売する。
  - 小児は東武線から5円を割引額として差し引き、10円未満の端数は切り捨てる。

| 乗継割引適用区間 | 乗継割引適用区間                    | 乗継割引適用区間     | 乗継割引適用区間                    | 乗継割引適用区間                     | 割引額 |
| 路線             | 駅                                  | 接続駅               | 接続路線                            | 乗継割引適用駅                       | 割引額 |
| ---------------- | ----------------------------------- | -------------------- | ----------------------------------- | ------------------------------------ | ------ |
| 伊勢崎線         | とうきょうスカイツリー駅 - 東向島駅 | 浅草駅               | 東京メトロ銀座線                    | 田原町駅・稲荷町駅                   | 20円   |
| 亀戸線           | 小村井駅                            | 浅草駅               | 都営地下鉄浅草線 都営地下鉄大江戸線 | 浅草橋駅 - 押上駅 両国駅・新御徒町駅 | 20円   |
| 伊勢崎線         | 曳舟駅 - 鐘ヶ淵駅                   | 押上駅               | 東京メトロ半蔵門線                  | 錦糸町駅・住吉駅                     | 20円   |
| 亀戸線           | 小村井駅 - 亀戸水神駅               | 押上駅               | 東京メトロ半蔵門線                  | 錦糸町駅・住吉駅                     | 20円   |
| 伊勢崎線         | 曳舟駅 - 五反野駅                   | 牛田駅（京成関屋駅） | 京成本線                            | 町屋駅 - お花茶屋駅                  | 20円   |
| 伊勢崎線         | 東向島駅 - 梅島駅                   | 北千住駅             | 東京メトロ日比谷線                  | 南千住駅・三ノ輪駅                   | 20円   |
| 伊勢崎線         | 東向島駅 - 梅島駅                   | 北千住駅             | 東京メトロ千代田線                  | 西日暮里駅 - 北綾瀬駅                | 20円   |
| 亀戸線           | 曳舟駅 - 亀戸水神駅                 | 亀戸駅               | 総武本線                            | 両国駅 - 平井駅                      | 10円   |
| 野田線           | 北大宮駅 - 大和田駅                 | 大宮駅               | 東北本線（京浜東北線）              | さいたま新都心駅・与野駅             | 10円   |
| 野田線           | 北大宮駅 - 大和田駅                 | 大宮駅               | 東北本線（埼京線）                  | 北与野駅・与野本町駅                 | 10円   |
| 野田線           | 北大宮駅 - 大和田駅                 | 大宮駅               | 東北本線（宇都宮線）                | 土呂駅                               | 10円   |
| 野田線           | 初石駅 - 増尾駅                     | 柏駅                 | 常磐線                              | 南柏駅・北柏駅                       | 10円   |
| 野田線           | 塚田駅・新船橋駅                    | 船橋駅               | 総武本線                            | 西船橋駅・東船橋駅                   | 10円   |
| 東上本線         | 北池袋駅 - 中板橋駅                 | 池袋駅               | 東京メトロ丸ノ内線                  | 新大塚駅・茗荷谷駅                   | 20円   |
| 東上本線         | 北池袋駅 - 中板橋駅                 | 池袋駅               | 東京メトロ有楽町線                  | 護国寺駅 - 千川駅                    | 20円   |
| 東上本線         | 北池袋駅 - 中板橋駅                 | 池袋駅               | 東京メトロ副都心線                  | 西早稲田駅 - 千川駅                  | 20円   |
| 東上本線         | 北池袋駅 - 中板橋駅                 | 池袋駅               | 西武池袋線                          | 東長崎駅・椎名町駅                   | 20円   |
| 東上本線         | 北池袋駅 - 中板橋駅                 | 池袋駅               | 山手線                              | 高田馬場駅 - 巣鴨駅                  | 10円   |
| 東上本線         | 北池袋駅 - 中板橋駅                 | 池袋駅               | 赤羽線（埼京線）                    | 板橋駅                               | 10円   |
| 東上本線         | 朝霞駅・朝霞台駅                    | 和光市駅             | 東京メトロ有楽町線                  | 地下鉄成増駅・地下鉄赤塚駅           | 20円   |

### トブポマイル
2021年9月30日に普通回数乗車券を廃止したのと引き換えに、翌10月1日より普通運賃のポイント還元制度「トブポマイル」を開始した。
トブポマイルを利用するには、
- スマートフォンにTOBU POINTアプリをインストールする
- PASMOカード・モバイルPASMO（Android、またはApple Pay）をTOBU POINTアプリに登録する

以上2点が前提となる（Suicaは対応していない）。
トブポマイルには2つの制度がある。
- おでかけマイル - モバイルPASMOでの1乗車につき、運賃の3%（端数切り捨て）のマイルを付与
- リピートマイル - 同一運賃区間[注釈 9]を同月に8回以上利用した場合、月間の利用回数分の総運賃額（運賃×利用回数）に対しマイルを付与。料率は8 - 15回で4%、16 - 23回で8%、24回以上では12%となる。

貯めたマイルは、1マイル=1円でPASMOにチャージするか、TOBU POINTに1マイル=1.1ポイントの割合で交換して東武グループの商業施設で利用できる。

### 二区間定期券
2011年3月16日から1枚の定期券で2つのルートが利用できる二区間定期券が発売されている。池袋駅経由のPASMO定期券で東武東上線池袋駅 - 和光市駅間と東京メトロ有楽町線・副都心線池袋駅 - 和光市駅間が利用できる。購入金額は東武東上線朝霞方面 - 池袋駅間の定期運賃と東京メトロ和光市 - 東京メトロ東池袋・雑司が谷・新大塚方面の定期運賃の合算額となる。2015年2月28日に「二東流」（にとうりゅう）という愛称が付いた。

### 乗車カード・企画乗車券
詳細は以下の各項目を参照。
- パスネット - 発売終了
- PASMO
- 会津往復 列車たびきっぷ（終了）
- 東武東京メトロパス
- まるごと日光・鬼怒川フリーパス
- まるごと日光フリーパス
- まるごと鬼怒川フリーパス
- JR・東武 日光・鬼怒川往復きっぷ
- 浅草下町フリーきっぷ
- ふらっと両毛 東武フリーパス
- 東武動物公園きっぷ
- スーパープールきっぷ
- 東武ワールドスクウェアクーポン
- TOKYO探索きっぷ - 発売終了
- 空の旅おでかけキップ - 発売終了
- ゆったり会津 東武フリーパス
- 埼玉県民の日フリー乗車券

以下の企画乗車券は東武トップツアーズ各店でのみ発売
- プレミアム日光・鬼怒川 東武フリーパス - 春季から秋季限定
- 羽田空港発まるごと日光・鬼怒川フリーパス
- 羽田空港発まるごと日光フリーパス
- 羽田空港発まるごと鬼怒川フリーパス
- 日光・鬼怒川レンタカークーポン
- 日光・鬼怒川グループ旅行クーポン タクシープラン
- 日光・鬼怒川グループ旅行クーポン バスプラン
- 尾瀬夜行 - 夏季限定発売
- スノーパル - 冬季限定発売
- 外国人旅行者向けお得乗車券
- 栃木蔵の街クーポン

東上線関係の企画乗車券は「東武東上本線#企画乗車券」を参照。

## 利用状況

### 一日平均輸送人員
近年の路線別一日平均輸送人員は以下のとおりである。
| 年度               | 東武本線 | 東武本線 | 東武本線 | 東武本線 | 東武本線 | 東武本線 | 東武本線 | 東武本線 | 東武本線 | 東武本線 | 東武東上線 | 東武東上線 |
| 年度               | 伊勢崎線 | 亀戸線   | 大師線   | 佐野線   | 小泉線   | 桐生線   | 日光線   | 宇都宮線 | 鬼怒川線 | 野田線   | 東上本線   | 越生線     |
| ------------------ | -------- | -------- | -------- | -------- | -------- | -------- | -------- | -------- | -------- | -------- | ---------- | ---------- |
| 2003年（平成15年） | 829,111  | 23,065   | 9,408    | 5,038    | 3,191    | 3,248    | 44,479   | 14,037   | 3,502    | 433,319  | 961,701    | 20,506     |
| 2004年（平成16年） | 829,927  | 22,952   | 9,153    | 4,676    | 3,237    | 3,307    | 44,106   | 13,868   | 3,322    | 430,033  | 956,099    | 20,265     |
| 2005年（平成17年） | 825,115  | 22,607   | 9,066    | 4,384    | 3,247    | 3,288    | 43,882   | 13,613   | 3,156    | 438,756  | 947,985    | 19,957     |
| 2006年（平成18年） | 828,595  | 22,711   | 9,102    | 4,345    | 3,006    | 3,275    | 44,254   | 13,352   | 3,275    | 440,860  | 951,731    | 19,868     |
| 2007年（平成19年） | 853,207  | 23,673   | 9,017    | 4,454    | 2,908    | 3,305    | 44,332   | 13,095   | 3,124    | 451,331  | 968,254    | 19,749     |
| 2008年（平成20年） | 856,910  | 23,660   | 8,117    | 4,350    | 2,807    | 3,338    | 44,713   | 12,871   | 3,101    | 454,690  | 970,067    | 19,991     |
| 2009年（平成21年） | 845,472  | 23,463   | 7,614    | 4,157    | 2,797    | 3,293    | 42,915   | 12,357   | 2,916    | 450,324  | 958,622    | 19,533     |
| 2010年（平成22年） | 843,495  | 23,611   | 7,233    | 3,916    | 2,858    | 3,373    | 42,652   | 11,940   | 2,841    | 448,528  | 954,715    | 19,464     |
| 2011年（平成23年） | 832,072  | 23,182   | 6,622    | 3,852    | 2,809    | 3,460    | 42,202   | 11,718   | 2,433    | 446,621  | 943,893    | 19,170     |
| 2012年（平成24年） | 869,255  | 23,931   | 6,700    | 3,891    | 3,013    | 3,683    | 43,615   | 11,941   | 2,700    | 458,596  | 961,288    | 19,719     |
| 2013年（平成25年） | 881,343  | 23,980   | 6,807    | 4,021    | 3,348    | 3,687    | 44,132   | 12,202   | 2,637    | 466,246  | 981,423    | 20,335     |
| 2014年（平成26年） | 872,415  | 23,850   | 6,758    | 4,007    | 3,109    | 3,643    | 43,445   | 12,157   | 2,701    | 460,387  | 972,554    | 19,765     |
| 2015年（平成27年） | 887,581  | 24,393   | 6,970    | 4,103    | 3,150    | 3,633    | 43,693   | 12,067   | 2,603    | 469,350  | 991,572    | 20,177     |
| 2016年（平成28年） | 895,176  | 24,485   | 7,000    | 4,079    | 3,211    | 3,466    | 43,440   | 11,992   | 2,590    | 474,481  | 999,725    | 20,444     |
| 2017年（平成29年） | 907,397  | 25,039   | 7,085    | 4,101    | 3,248    | 3,516    | 44,217   | 12,102   | 2,698    | 481,005  | 1,011,109  | 20,553     |
| 2018年（平成30年） | 914,282  | 25,482   | 7,056    | 4,101    | 3,251    | 3,622    | 43,783   | 12,166   | 2,868    | 484,002  | 1,017,388  | 20,394     |
| 2019年（令和元年） | 907,232  | 25,648   | 6,998    | 3,999    | 3,147    | 3,537    | 42,580   | 12,023   | 2,485    | 480,846  | 1,007,910  | 19,919     |
| 2020年（令和02年） | 669,280  | 20,032   | 5,418    | 2,944    | 2,212    | 2,318    | 30,907   | 9,170    | 1,339    | 369,036  | 730,165    | 12,542     |
| 2021年（令和03年） | 720,771  | 21,079   | 5,651    | 3,253    | 2,433    | 2,619    | 33,620   | 9,885    | 1,584    | 403,766  | 792,852    | 16,143     |
| 2022年（令和04年） | 781,199  | 22,655   | 5,980    | 3,285    | 2,484    | 2,925    | 35,585   | 10,413   | 1,843    | 438,937  | 864,684    | 17,453     |
| 2023年（令和05年） | 818,032  | 23,676   | 6,293    | 3,389    | 2,552    | 3,100    | 36,653   | 10,718   | 2,092    | 459,423  | 903,320    | 17,429     |

### 一日平均乗降人員上位30駅
2020年度は 駅情報（乗降人員）|企業情報 より。それ以外は 関東交通広告協議会、東京都統計年鑑、埼玉県統計年鑑、千葉県統計年鑑 より。
・は、右欄の乗降人員と比較して増()、減()を表す。
- とうきょうスカイツリー駅と押上駅は同一駅とみなす。

| 順位 | 駅名                            | 路線名            | 所在地                 | 2020年度 | 2015年度 | 2010年度 | 2005年度 | 2000年度 | 特記事項                                                                             |
| ---- | ------------------------------- | ----------------- | ---------------------- | -------- | -------- | -------- | -------- | -------- | ------------------------------------------------------------------------------------ |
| 1    | 北千住駅                        | ■伊勢崎線         | 東京都足立区           | 334,111  | 443,950  | 434,524  | 441,157  | 466,279  | 本線系統の駅として第1位。 日比谷線との直通人員を含む。 （各社局線総合では世界第6位） |
| 2    | 池袋駅                          | ■東上本線         | 東京都豊島区           | 330,544  | 477,834  | 467,770  | 511,231  | 540,167  | 東上線系統の駅として第1位。 （各社局線総合では世界第3位）                            |
| 3    | 和光市駅                        | ■東上本線         | 埼玉県和光市           | 129,324  | 167,949  | 157,212  | 120,982  | 115,002  | 有楽町線、副都心線との直通人員を含む。                                               |
| 4    | 朝霞台駅                        | ■東上本線         | 埼玉県朝霞市           | 119,009  | 158,140  | 146,178  | 130,025  | 122,307  |                                                                                      |
| 5    | 新越谷駅                        | ■伊勢崎線         | 埼玉県越谷市           | 112,019  | 147,994  | 134,209  | 121,043  | 109,613  |                                                                                      |
| 6    | 柏駅                            | ■野田線           | 千葉県柏市             | 111,864  | 142,795  | 137,213  | 152,017  | 172,687  |                                                                                      |
| 7    | 大宮駅                          | ■野田線           | 埼玉県さいたま市大宮区 | 101,472  | 133,706  | 131,977  | 129,757  | 133,987  |                                                                                      |
| 8    | 船橋駅                          | ■野田線           | 千葉県船橋市           | 89,646   | 113,347  | 107,712  | 103,895  | 103,456  |                                                                                      |
| 9    | 川越駅                          | ■東上本線         | 埼玉県川越市           | 87,676   | 128,021  | 121,558  | 116,615  | 115,288  |                                                                                      |
| 10   | とうきょうスカイツリー駅 押上駅 | ■伊勢崎線         | 東京都墨田区           | 87,204   | 111,477  | 85,122   | 55,114   | 12,907   | 半蔵門線との直通人員を含む。                                                         |
| 11   | 志木駅                          | ■東上本線         | 埼玉県新座市           | 77,230   | 103,074  | 99,752   | 94,714   | 94,336   | 他路線と接続しない単独駅として第1位。                                                |
| 12   | 草加駅                          | ■伊勢崎線         | 埼玉県草加市           | 68,850   | 84,674   | 79,327   | 79,915   | 78,586   |                                                                                      |
| 13   | 竹ノ塚駅                        | ■伊勢崎線         | 東京都足立区           | 56,198   | 72,473   | 73,179   | 80,968   | 84,399   |                                                                                      |
| 14   | 朝霞駅                          | ■東上本線         | 埼玉県朝霞市           | 55,069   | 66,102   | 61,358   | 56,540   | 59,129   |                                                                                      |
| 15   | 春日部駅                        | ■伊勢崎線 ■野田線 | 埼玉県春日部市         | 53,824   | 73,634   | 71,063   | 68,184   | 72,988   |                                                                                      |
| 16   | 西新井駅                        | ■伊勢崎線 ■大師線 | 東京都足立区           | 51,624   | 64,664   | 61,166   | 51,567   | 51,282   |                                                                                      |
| 17   | ふじみ野駅                      | ■東上本線         | 埼玉県富士見市         | 49,477   | 65,874   | 61,542   | 54,702   | 48,115   |                                                                                      |
| 18   | 流山おおたかの森駅              | ■野田線           | 千葉県流山市           | 45,043   | 53,422   | 46,998   | 22,664   | -        | 2005年開業。                                                                         |
| 19   | 成増駅                          | ■東上本線         | 東京都板橋区           | 45,033   | 58,426   | 58,944   | 64,086   | 68,304   |                                                                                      |
| 20   | 上福岡駅                        | ■東上本線         | 埼玉県ふじみ野市       | 43,833   | 55,979   | 53,166   | 54,045   | 60,013   |                                                                                      |
| 21   | 東武練馬駅                      | ■東上本線         | 東京都板橋区           | 43,823   | 59,910   | 58,875   | 56,295   | 54,745   |                                                                                      |
| 22   | せんげん台駅                    | ■伊勢崎線         | 埼玉県越谷市           | 42,937   | 60,147   | 60,497   | 61,401   | 62,176   |                                                                                      |
| 23   | 上板橋駅                        | ■東上本線         | 東京都板橋区           | 40,240   | 50,739   | 48,882   | 49,688   | 54,155   |                                                                                      |
| 24   | 大山駅                          | ■東上本線         | 東京都板橋区           | 39,845   | 50,539   | 46,727   | 48,098   | 49,878   |                                                                                      |
| 25   | 越谷駅                          | ■伊勢崎線         | 埼玉県越谷市           | 39,752   | 48,829   | 44,993   | 44,491   | 49,008   |                                                                                      |
| 26   | 獨協大学前駅                    | ■伊勢崎線         | 埼玉県草加市           | 39,657   | 56,266   | 53,970   | 54,850   | 57,640   |                                                                                      |
| 27   | 鶴瀬駅                          | ■東上本線         | 埼玉県富士見市         | 38,982   | 48,844   | 40,813   | 40,298   | 44,795   |                                                                                      |
| 28   | 北越谷駅                        | ■伊勢崎線         | 埼玉県越谷市           | 36,790   | 54,022   | 51,937   | 49,916   | 46,505   |                                                                                      |
| 29   | 久喜駅                          | ■伊勢崎線         | 埼玉県久喜市           | 36,669   | 51,441   | 49,338   | 43,211   | 44,257   |                                                                                      |
| 30   | ときわ台駅                      | ■東上本線         | 東京都板橋区           | 35,856   | 47,966   | 46,297   | 48,225   | 48,770   |                                                                                      |

本線系統は北千住駅が、東上線系統は池袋駅が突出して乗降人員が多く、この2駅が東武鉄道のメインターミナル駅である。また、本線系統は北千住駅と押上駅で、東上線系統は和光市駅で東京メトロ線に相互直通運転を行っており、それぞれ東京都心方面の利便性と冗長性を確保している。
本線系統の始発駅である浅草駅は、1990年代前半に一日平均乗降人員が10万人を越えていた時期があった。当時は北千住駅が構造上の理由でラッシュ時に乗換客で飽和状態になり、その対策として浅草駅経由の迂回定期券が発行されていた時代であり、下りの特急列車も北千住駅を全列車が通過していた。1997年に北千住駅の改良工事が完了すると、特急列車が北千住駅に全列車停車するようになり、迂回定期券も廃止された。2003年に半蔵門線との直通運転を開始したことでバイパス路線が充実し、乗降人員はピーク時の半分以下まで減少している。一方、浅草駅の隣駅であるとうきょうスカイツリー駅は、運賃計算上は半蔵門線との接続駅である押上駅と同一駅扱いとなる関係で半蔵門線との直通運転開始を機に乗降人員が大幅に増加し、東京スカイツリーが開業した2012年度に一日平均乗降人員が10万人を超えた。
上位20位の中で大半を占めるのは東京都と埼玉県に所在する駅である。武蔵野線と接続する朝霞台駅、新越谷駅は両駅とも一日平均乗降人員が11万人前後であり、2000年代後半以降は増加傾向が続いている。また、志木駅は他路線と接続しない単独駅でありながら一日平均乗降人員が7万人を超えている。竹ノ塚駅は2007年度まで乗降人員が8万人を超えていたが、日暮里・舎人ライナーの開業を機に乗降人員が減少した。
野田線はJR線と接続する大宮駅、柏駅で一日平均乗降人員がそれぞれ10万人を超えている。このうち柏駅は2004年度まで一日平均乗降人員が16万人を超えていたが、つくばエクスプレス線の開業を機に乗降人員が減少した。
また、群馬県と栃木県の駅でかつて一日平均乗降人員が1万人を超えていたのは太田駅、館林駅、栃木駅の3駅であったが、2020年度は3駅とも1万人を下回った。2014年度までは東武宇都宮駅も1万人を超えていた。1998年度までは足利市駅も一日平均乗降人員が1万人を超えていたが、減少傾向に歯止めがかからず、2008年度に7千人を下回った。

## その他

### 運転・ダイヤ
- 東武鉄道が乗り入れる事業者数は7事業者（東京メトロ・野岩鉄道・会津鉄道・東急電鉄・横浜高速鉄道・相模鉄道・JR東日本）で、私鉄では東京メトロの9事業者（東武鉄道・東急電鉄・JR東日本・西武鉄道・小田急電鉄・東葉高速鉄道・埼玉高速鉄道・横浜高速鉄道・相模鉄道）に次ぐ第2位である。これは都営地下鉄（京成電鉄・北総鉄道・芝山鉄道・京浜急行電鉄・東急電鉄・相模鉄道・京王電鉄）、東急電鉄（東武鉄道・西武鉄道・東京メトロ・都営地下鉄・横浜高速鉄道・埼玉高速鉄道・相模鉄道）と並ぶ。東急電鉄とは東京メトロを、横浜高速鉄道・相模鉄道とは東京メトロと東急電鉄を、会津鉄道とは野岩鉄道を介しての乗り入れとなる。また、JR東日本は特急列車のみの乗り入れとなっている。なお、1992年までは秩父鉄道にも定期列車が乗り入れていたが、現在は伊勢崎線と東上線間の車両の回送のみである。
- 東武の鉄道路線がない関東の都県は神奈川県と茨城県のみだが、車両については東武伊勢崎線・日光線の電車が東京メトロ半蔵門線を通じて東急田園都市線に、そして東上線から東京メトロ副都心線を経て東急東横線・横浜高速鉄道みなとみらい線にそれぞれ乗り入れており、また東武伊勢崎線 - 日光線 - 鬼怒川線の特急が野岩鉄道・会津鉄道に乗り入れているため、神奈川県や福島県にも東武の車両が走っている。かつて群馬県・茨城県には直営の一般バス路線があったが、現在はグループ会社へ移管された。
- 2005年3月に行われた東上線系統のダイヤ改正で、池袋駅 - 寄居駅間を直通する列車が全廃され、小川町駅を跨いで利用する際は同駅での乗り換えが必須になっていたが、2023年3月のダイヤ改正で森林公園駅 - 小川町駅 - 寄居駅間直通のワンマン列車の運行が開始された。2008年6月のダイヤ改正で日中の「急行」が毎時4本から毎時5本に増発されたが、パターンダイヤが崩れて越生線との接続が悪化した。2013年6月のダイヤ改正で「快速」を新設し、日中の「急行」を毎時4本に減便する代わりに「快速」を毎時2本運転することで、川越市駅以北の利便性を確保しつつパターンダイヤが復活し、越生線との接続が改善した。
- 2006年3月に行われた本線系統のダイヤ改正で、浅草駅 - 伊勢崎駅間を直通する列車が一日一往復の特急「りょうもう」のみになった。また、基軸となる無料優等列車が浅草駅発着の「準急」から半蔵門線直通列車の「急行」に置き換えられ、日中は乗り入れ区間の北端である久喜駅と南栗橋駅で接続するダイヤに変更された。伊勢崎線方面で久喜駅を跨ぐ一般列車は朝夕ラッシュ時限定ではあるが健在であり、館林駅発着の「区間急行」が設定されている。一方で、日光線方面の無料優等列車として設定されていた浅草駅発着の「快速」と「区間快速」は2017年4月のダイヤ改正で南栗橋駅発着の「急行」と「区間急行」に置き換えられ、特急列車以外で南栗橋駅を跨いで利用する際は同駅での乗り換えが必須になった。
- 他の大手私鉄に比べ、1時間あたりの運転本数が1 - 2本しかない区間が埼玉県北部・群馬県・栃木県を中心に多く存在するが、その場合でも大部分は日中時間帯のダイヤがパターン化されており、朝夕は本数が増える傾向にある。初電はほとんどの駅で5時台に設定されているが、下り方向は6時台にならないと列車が来ない駅がある。また、上り方向の終電が21 - 22時台と、他の大手私鉄と比べても早い駅も多い。最近では利用者からの要望に応え、下り方向の列車を中心に終電の繰り下げ、上り方向の初電の繰り上げを行っている。
- かつて、都営地下鉄三田線と東上線との相互直通運転が構想されていたが、実現しなかった。

### サービス
- 前述の通り、東武は旧芙蓉グループ（旧富士銀行系）を構成する企業の一つでもあるので、駅によっては構内にみずほ銀行のATMを設置している。過去、東武本線（伊勢崎線・日光線・野田線）の準急・快速・特急停車駅や乗降客数が多い停車駅に富士銀行の支店もしくは周辺や駅構内にATMが設置されていた。
  - 東武沿線には、みずほ銀行（旧・富士銀行）の店舗が多く、取引や資本関係も深い。また富士銀行の支店網がないところは伊勢崎線、日光線沿線の地域金融機関とも親密である。埼玉りそな銀行（埼玉銀行→旧・あさひ銀行）は東武鉄道の株主に名を連ねており、東武は群馬銀行の株主として名を連ねている。埼玉りそな銀行のほか、群馬銀行・足利銀行とも親密である。なお、鉄道会社では京浜急行電鉄もみずほ（旧・芙蓉）グループである。
- セブン銀行ATMを設置する駅も増加しており、2021年7月にはセブン銀行子会社のセブン・ペイメントサービスと提携し、トブポマイルをセブン銀行ATMでPASMOにチャージできるようにしている[広報 28]。
- 駅の案内表示や駅名標などのサインシステムについては本線区と東上線区とでそれぞれ違ったものが採用されている。いずれも2006年以降にユニバーサルデザインのピクトグラムが導入されている。また本線区では2012年以降（東京スカイツリー開業の前後）に随時、中国語・韓国語併示のものに再度更新が始まっている。
  - 大手私鉄で路線によってサインシステムを違えている事例は、他には近畿日本鉄道（けいはんな線とそれ以外の路線）や京阪電気鉄道（京阪線と大津線。ただし、2017年以降順次京阪線の様式のサインシステムに再統一を実施中）がある。

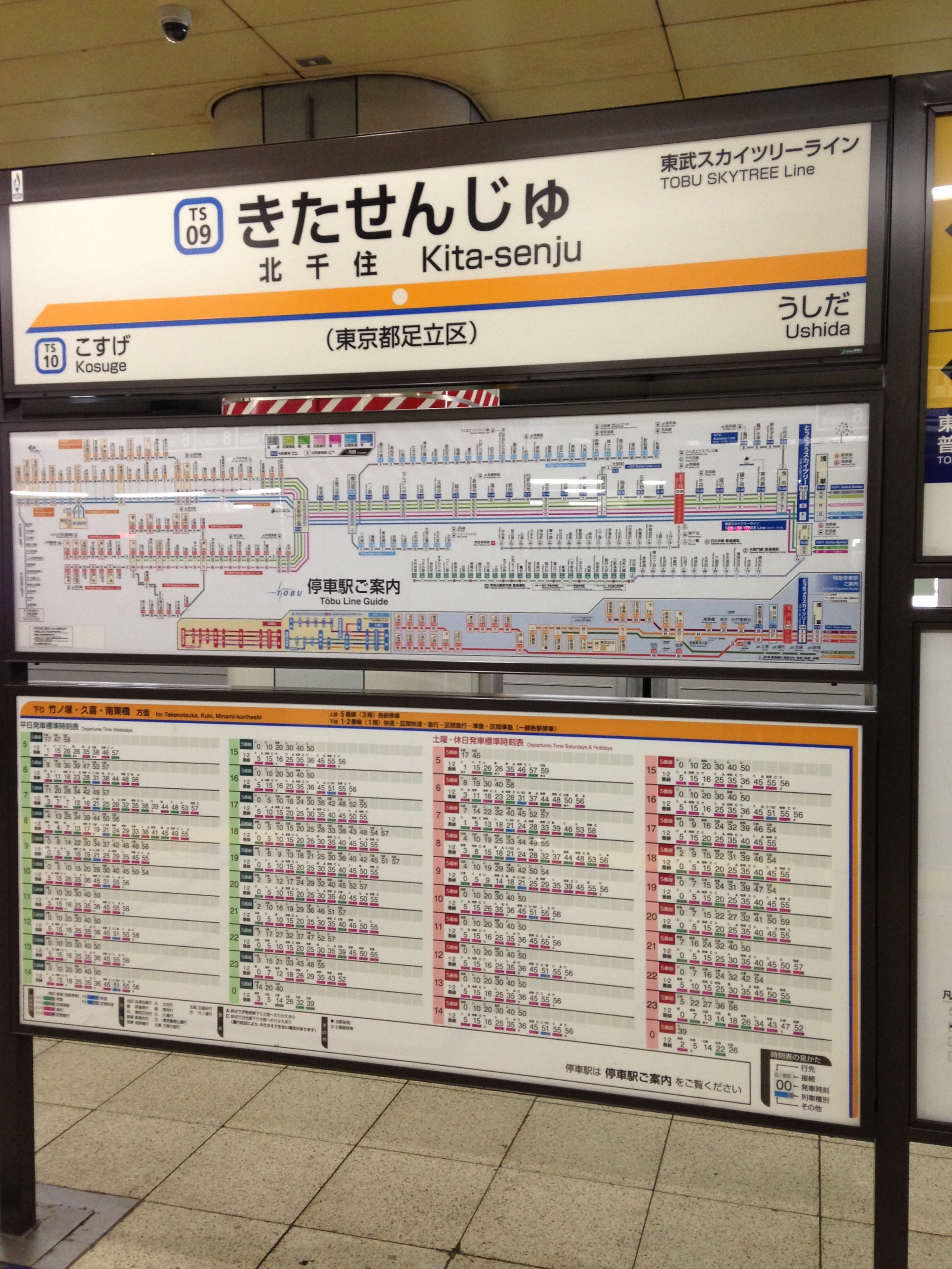
本線の駅名標・時刻表（北千住駅）
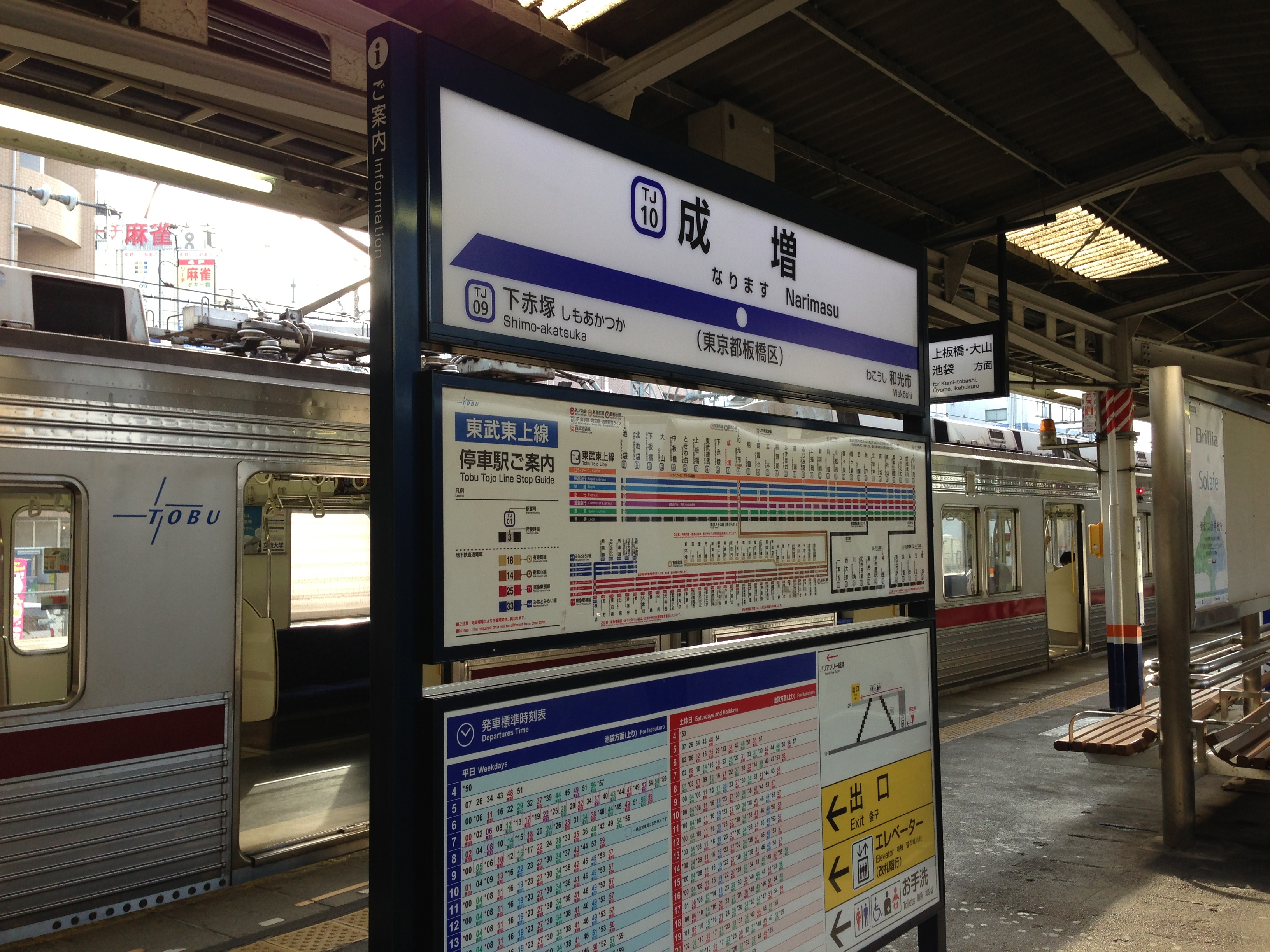
東上線の駅名標・時刻表（成増駅）

- 2001年11月20日より、電子メールによる会員制情報サービス「102@Club」（いちまるにアットクラブ）を開始。2008年9月サービスが終了した。
- 2008年7月1日から、東武鉄道お客様センターのマスコットとして、「姫宮なな」という女性キャラクターが登場した。名前の由来は、姫宮駅と七里駅・七光台駅である[広報 29]。
- 「沿革」節でも書かれているように、2020年11月1日から東武グループ共通のポイントプログラム「TOBU POINT」を導入している。2021年10月からは東武線の乗車でポイントが貯まる「トブポマイル」が導入される[報道 7]。
- 定期券の購入に自社カード（東武においては東武カード）以外のクレジットカードを使えないのは関東の大手私鉄では東武が唯一である。

### PR活動
- 東武及び乗り入れしている野岩鉄道・会津鉄道沿線では日光・鬼怒川・会津方面といった観光地を持っている。しかし1990年代以降同地区の観光客が減少傾向となっている。特急の相互乗り入れを開始した2006年以降はJR東日本ともに積極的にPRを行い、繁忙期には多摩地区などからの臨時列車も走らせている。
- 2012年5月の東京スカイツリー開業に伴い、首都圏のみならず、関西地方など他地域との間でも積極的なコラボPRを行っている。2013年12月からは近畿日本鉄道との間で、高さ日本一の電波塔である「東京スカイツリー」と2014年3月に全面オープンする高さ日本一のビル「あべのハルカス」との相互PRを行っている[広報 30][広報 31]。近畿日本鉄道とは、2024年に相互誘客の連携施策として桃太郎電鉄とのコラボレーションイベントの共同開催[広報 32]、近鉄特急ひのとりのコラボグッズ発売[広報 33]、近鉄沿線で醸造したビールのスペーシアX車内での販売[広報 34]などを行っている。
  - 2020年代に入ってからは、朝日放送テレビの『ABCお笑いグランプリ』に協賛し始めたほか、TBSテレビ制作の一社提供番組『東京空色さんぽ』を毎日放送でも放送するなど、関西地方でのPRに一層力を入れている。

## 労働組合
有価証券報告書によれば、労働組合の状況は以下の通り。
| 名称             | 上部組織                                   |
| ---------------- | ------------------------------------------ |
| 東武鉄道労働組合 | 東武交通労働組合・日本私鉄労働組合総連合会 |

## 関連人物
- 末延道成・川崎八右衛門・原六郎・浅田正文・本間栄一郎・内田三左衛門・千家尊賀 - 創立者。
- 根津嘉一郎（初代） - 東武鉄道の再建に乗り出し、今日の東武グループを築いた人物。根津財閥総帥。
- 根津嘉一郎（2代目） - 嘉一郎（初代）の長男。初代没後、半世紀以上にわたり東武鉄道の社長を務め、戦後の東武グループの発展に寄与した。
- 八田嘉明 - 1941年に取締役会長。鉄道大臣・逓信大臣・運輸通信大臣などを務める。
- 正田貞一郎 - 1942年に取締役会長。日清製粉グループ創業者。上皇后美智子の祖父。